# ゲームセンターCX
『ゲームセンターCX』（ゲームセンターシーエックス 英：GameCenter CX）は、フジテレビワンツーネクストのフジテレビONEで2003年11月4日から放送されているゲーム番組、バラエティ番組。
“CX”はフジテレビのコールサイン「JOCX-DTV」から。フジテレビとガスコイン・カンパニーの共同制作。通称は「GCCX」。
2003年11月4日から2012年3月8日まではゴールデンタイム・プライムタイムで放送されていたが、2012年4月13日からは最新回は深夜帯（隔週金曜日 0:00 - 1:00〈木曜深夜、JST〉）に放送枠を移動。また、他の時間帯でも過去の放送回の再放送が行われたり、番組やゲームの記念となる節目の年には生放送や拡大版の放送が行われている。毎年大晦日にその年のシーズンがまとめて放送されている。春休み・夏休み・冬休みは1回も放送されていない。さらに、原則ではCSフジテレビのレギュラー番組として放送されているが、不定期で地上波のフジテレビで特別番組として放送されたり、BSスカパー!といったBSデジタル放送、YouTubeやニコニコ生放送といったインターネットで特別編が放送・配信されている。
モバイルゲームサイト「フジテレビゲームセンターCX」とはタイトル以外、関連はない。

## 概要
昔懐かしいコンピュータゲーム（レトロゲーム）に焦点を当て、毎回異なるゲームソフトにお笑いタレントのよゐこの有野晋哉が挑戦し、13時間前後の収録時間内に完全クリアしてエンディング画面を目指す「有野の挑戦」をメインコーナーにしたゲームバラエティ番組である。その他、ゲームクリエイターにインタビューしてゲーム製作の裏側に迫る「クリエイターインタビュー」や、ゲームセンターや駄菓子屋に行って遊ぶ「たまに行くならこんなゲームセンター」などのサブコーナーなどもある。
放送開始した第1シーズンでは、ゲームクリエイターのインタビューをメインに、「有野の挑戦」はサブ枠だった。第2シーズン以降からは「有野の挑戦」をメインとしてリニューアルされる。
第17シーズンの2013年11月7日の放送で、番組の放送10周年を迎えた。
第21シーズンの2017年12月7日の放送で、番組の放送回数が250回を迎えた。
第24シーズンの2020年6月11日の放送で、番組の放送回数が300回を迎えた。
第29シーズンの2025年6月13日の放送で、番組の放送回数が400回を迎える。

### 番組名
企画段階でのタイトルは『ゲームフリーク』だった。開始当初の番組名は『ゲームセンター「CX」』だが第2シーズンより「」が無くなり、『ゲームセンターCX』と改題された。「」を外した理由は“もうカッコつけません”というメッセージから。2015年現在、「CX」は別番組として区別されているため放送回数のカウントが第2シーズンからとなっているがシーズンカウントは通し数字となっている。第2シーズンから第8シーズンまでではOPで「CX」の「」が取れる演出があったが、第9シーズン以降からはなくなっている。

### 前身番組
そもそもの前身となる番組はフジテレビ721で放送されていた『週刊少年「」』で、テーマをマンガからゲームにマイナーチェンジし本番組が生まれた。第1シーズンがインタビューコーナーを主眼に据えた構成になっているのは、『週刊少年「」』が漫画家へのインタビュー番組だったことに由来する。テーマをゲームとしたのは、「マンガ以上に広い層に受けるから」とのこと（以上、番組本第2弾巻末より）。なお、主要な制作・技術スタッフもほぼ同じ構成のままである。

### ハイビジョン対応
第9シーズンからハイビジョン制作となった。挑戦するソフトの画面や以前のものを流用したオープニングの一部などはSDからアップコンバートされている。ハイビジョン化に伴いオープニングが一部改められた（後述）。また第9・10シーズンのみフジテレビCSHD（現：フジテレビNEXT）でもサイマル放送されていた。スカパーSDやWiiなどの4:3放送時は、スカパーでは#64の回のみサイドカットで#65以降はレターボックスで放送されるが、Wiiでは過去放送部分以外はサイドカットだったが、最新の『3Dクラシックス エキサイトバイク』では3DSの上画面に対応させるため映像内全てが16:9となった。第12シーズンからはテロップの表示位置が全体的に内側寄りの4:3サイドカット用から16:9フルサイズに変わった。
第8シーズンまではロケ収録部分を16:9で撮影・レターボックス化し、4:3のSDで制作されていた。

### 受賞
2008年は番組として、2009年は「24時間生放送スペシャル」で、スカパー!アワード国内ドラマ・バラエティ賞を受賞し、殿堂入りとなった。
DVDソフトとしては、BOX1・2の売り上げ実績によりフジテレビ・ライツアカデミー2006にてヒット賞を受賞した。

## 登場人物（出演者）

### 有野課長
お笑いコンビ「よゐこ」の有野晋哉が扮する当番組のメインパーソナリティ。架空の企業である「株式会社ゲームセンターCX興業」の社員で、番組開始時は主任で始まり、その後課長代理を経て、現在は課長という番組設定である（海外版はシリーズ通して「KACHO」で統一）。課長の主な仕事は、助っ人のアシスタントディレクターらと協力しながら「テレビゲーム」をプレイして、エンディングを見ることである（場合によってはお題クリアのみもある）。
ゲームの腕は初心者に毛が生えた程度であり、テクニック不足や凡ミスも多い。特に瞬発力を要するシューティング・格闘ACTのようなジャンルは鬼門のようである。ただ、パズル系のような頭を使うものは得意のようで先の先を読んだプレイや閃きが冴える場面が多いが、有野が得意とするパズルのジャンル内でも落ちもの系パズルや反射神経を要するものは苦手の様子（『ぷよぷよ』・『コラムス』など）。
有野の一番の強みはテクニック不足を補う根気でプレイし続けることで、その結果から稀にミラクルを見せ難解なタイトルをクリアに導くことがある。経験値やアイテム収集、残機上げなどの地味な作業を得意とし、黙々とこなせるのも強みの一つである（ただし、作業中無言で番組的にその場面を使えない場合もある）。ゲームをプレイ中、要所でのツッコミやボケには定評がある。
なお、第17シーズンから説明書の小さな文字がかなり眼から離さないと見えないともらすようになり、#166『KAGE』の回以降は老眼鏡をかけてプレイするケースが増えてきた。
有野は入院沙汰で収録が危ぶまれたことがあり、2008年に一度肺膿瘍で入院しており、2016年には『リンカーン』の芸人大運動会の収録でリレー競技で転倒し左鎖骨骨折で入院している。これ以外にも2015年に足の小指が骨折していることを番組内で明かしているが、収録には影響していない。
DVD-BOX13の映像特典がんばれゴエモンでは、有野が当Wikipediaの正確性やエピソードの内容を評価していた。

### サポートAD
| 役職   | 名前       | あだ名               | 趣味・特技            | その他                                               |
| ------ | ---------- | -------------------- | --------------------- | ---------------------------------------------------- |
| 元祖AD | 山田直喜   |                      |                       | 第1回放送の『たけしの挑戦状』でのみ登場。            |
| 初代   | 東島真一郎 | 出戻り               | 英会話、剣道三段      | 静岡・伊東でのハトヤ合宿で助っ人参戦。               |
| 2代目  | 笹野大司   | お助けメカ           | 最も頼れる助っ人      | イケメンで、極度の汗かき。                           |
| 3代目  | 浦川瞬     | エース浦川           | 抜群のゲームセンス    | 「1機やらしてもらって、よかですか?」の名言。         |
| 4代目  | 井上侑也   | イノコMAX            | プロレス、モノマネ    | ゲームの実力は有野と同レベル。                       |
| 5代目  | 高橋佐知   | 名人、先生           |                       | 絵が下手。番組卒業後、小学校教師になる。             |
| 6代目  | 鶴岡丈志   | ツル岡、つるちゃん   | ギターの弾き語り      | ジオラマ作成。堅実派だが、大事な所でミスする。       |
| 7代目  | 中山智明   | ナカヤマ             | 英会話、格闘ゲーム    | 人見知り。お辞儀の度に「ポンコロン」の効果音。       |
| 8代目  | 江本紘之   | エモヤン             | エモバウアー          | 常人離れしたゲームセンス。手先がとっても器用。       |
| 8代目  | 伊藤茜     | 伊藤ちゃん、茜ちゃん | 手書きのイラスト      | 江本との2人体制。主に小道具の制作を担当。            |
| 9代目  | 片山雄貴   | ポリス               |                       | 有野によく名前を忘れられる。初代ポリス。             |
| 10代目 | 高橋純平   | デスラー             | ゲーム・サッカー      | カーディガン愛用。AKB大好きっ子。体育会系。          |
| 11代目 | 伊東篤志   | F                    |                       | 言葉遣いが非常に丁寧。2代目ポリス。                  |
| 12代目 | 松井現     | 松井ナビタイム       | ものまね              | 普段は温和だが、有野を叱責したことも。               |
| 13代目 | 矢内英明   | ディフェンスマシーン |                       | 存分に。卑怯なので、卑怯です。など、語彙力が絶妙。   |
| 14代目 | 大須賀良   | 泥棒                 |                       | 窃盗団と呼ばれることも。                             |
| 15代目 | 渡大空     | 兄貴                 |                       | 稀に攻めたプレイで有野を驚かせる。声が低い。         |
| 16代目 | 加賀祐太   | シェイシェイ加賀     |                       | 常に学ラン。有野曰く「中国人みたい!」。              |
| 17代目 | 岩橋資     | タスク               | 歌                    | 入社後もプライベートでバンド活動。                   |
| 18代目 | 小林恭介   | 小林さん             | ベース演奏 ・イラスト | 歴代で一番絵が上手い。たまに毒舌。リズム感は絶望的。 |
| 19代目 | 猪谷素直   | おいなり君           | ツーリング            | 飴と鞭のようなサポート。おいなりポーズは必見。       |
| 20代目 | 八重樫直希 | ヨット君             | コスプレ              | コスプレ回数が多く女装もこなす。                     |
| 21代目 | 青木剛     | 博士                 |                       |                                                      |

### 主要な制作スタッフ
| 役職           | 名前       | あだ名                       | 趣味・特技     | 人物・エピソードなど                                 |
| -------------- | ---------- | ---------------------------- | -------------- | ---------------------------------------------------- |
| プロデューサー | 菅剛史     | 偉い人・天の声               | マラソン       | 番組のナレーションも兼任。                           |
| カメラマン     | 阿部浩一   | 阿部さん・阿部様             | バイク・料理   | 元ヤンキー。絵が上手い。車・バイク関連に詳しい。     |
| ディレクター   | 渡邊優子   | 黒カービィ                   | つまみぐい     | 井上と同期。たまゲーのADを卒業後、Dに昇進し復帰。    |
| ディレクター   | 長橋司     | ながはし                     |                | おしゃべり。                                         |
| ディレクター   | 市川豊     |                              |                | 番組未登場。元AD伊藤典子と結婚。                     |
| 構成作家       | 岐部昌幸   | 岐部くん・作家先生・岐部先生 |                | セガッ子。潔癖症。ウインナーとうどんが好物。         |
| 音声           | 須田祐一郎 | 須田さん・須田ちゃん         | アニメ・駄洒落 | 終電を気にする。カセットをガリガリ。                 |
| 整音           | 谷澤宗明   | タニー                       | ボウリング     | 東島とのたまゲー。クロックタワーのファン。           |
| CG             | 吉野広教   |                              |                | 番組OPCG担当。                                       |
| 構成・企画     | 酒井健作   | 健作君                       | 消しゴム収集   | ビックリマンシールをフルコンプリート。               |
| 演出           | 藤本達也   |                              |                | 普段は登場しないため、有野に「誰!?」とツッコまれる。 |

## コーナー・企画

### 有野の挑戦
有野が番組側から与えられたゲームソフトに挑戦しクリアを目指す、番組のメインコーナー。「ゲームセンターCX、課長、オン!」と言いながらゲームソフトをゲーム機にセットしつつ、電源を入れてポーズを決めるのが、同コーナーをスタートする時の恒例になっている。挑戦開始から12時間〜13時間を経過した時点で、クリアーできるか否かが判断できない場合は、挑戦失敗（すなわちギブアップ宣言）か次回収録に持ち越すかの決断を当番組のナレーションを担当する菅Pから迫られる。それに伴い、同じゲームソフトで2回〜3回に渡って放送されることもしばしばある。コーナー名の由来は第1回目の挑戦ソフト『たけしの挑戦状』から。スタッフ間ではシーズン2途中まではメインコーナーになるとは考えていなかったという。
クリアの条件は、基本的にゲームのエンディング画面を見ること（全部クリアすること）である。稀に、ゲームの内容や難易度を考慮して、番組側が特別な条件を指定する場合がある。また、グッドエンディングとバッドエンディングの2種類以上のエンディングが存在するゲームの場合は、グッドエンディングでは挑戦成功、バッドエンディングでは挑戦失敗と見なす。また、特別ルールとしてスタッフとゲーム対決を行って、勝利すると挑戦成功、敗北すると挑戦失敗と見なす場合もある。
必ずコーナーの始めに挑戦するソフトを紹介する。また、有野が挑戦ソフトの発売当時のエピソードや豆知識を語ることがある。第1シーズンではコーナーの放送時間が短かったこともあり、内容もゲーム内での特定のアクション（××を倒す、××ボーナスを手に入れるなど）を目指すといったものが多かった。なお「有野の挑戦」と正式に銘打たれたのは第1シーズン第3回の『鉄騎』からで、第1・2回は特にコーナー名は付けられていなかった。
番組では、レトロゲームを「発売から20年以上経過したハードのゲーム」としており（発売からの経過時間が最も新しい挑戦はニンテンドー特別編で挑戦した『スーパーマリオメーカー』）PlayStation、セガサターン、3DOソフトの通常回での挑戦は何かの記念などの特別な理由でのみにとどまっていたが、第18シーズン終了後に解禁を宣言した。この宣言は後に一旦保留になった（番組内での言及はなし。番組HPの「有野日記」より）とのことだったが、19シーズン以降1シーズンに1回程度の割合で挑戦している。
なお有野は第19シーズンの終わりにPlayStation 2に挑戦したいような趣旨を語っていたが、菅P曰く10年はかかる（2026年頃）と言われている。2018年現在は20世紀時代のゲームしか挑戦していない。
2019年の第23シーズンの『スペースチャンネル5』の回で番組のルールである「発売20年以上」に則り、ドリームキャストを含むPlayStation 2世代の据え置き型ゲーム機がドリームキャストを皮切りに解禁し、2021年、第25シーズンの2回目でPlayStation 2、ニンテンドー ゲームキューブ、ゲームボーイアドバンスも解禁された。
サポートAD
基本的には有野ひとりでゲームに挑戦するが、途中で番組スタッフが助っ人として攻略を手伝うことが頻繁にある。スタッフはロケハンで事前にクリアーしているが（ごく一部、事前ロケハンでクリアーできなかったゲームもある）、有野が同じ場面から数時間進めないという状況になるまでは見守っている。有野が挑戦に失敗した場合は、後日スタッフがゲームをクリアし視聴者にエンディングを見せる。
事前ロケハン失敗ソフト
- （#23『高橋名人の冒険島』）挑戦前に東島が登場、ロケハンでクリアできなかったことを報告。攻略本を有野に渡した。
- （#34『大魔界村』）2週間かけてのロケハン、AD浦川ステージ4、AD井上ステージ2までが限界。サイトからの情報で手作り攻略本を作り、お守りとして有野に渡す。
- （#90『ドラゴンバスター』）ロケハンで2.3日ほとんど寝ていない状態のAD江本、有野挑戦中もラウンド12攻略マップ作成中だった。ラウンド5〜手作り攻略マップ作り。
- （#94『電車でGO!』）AD江本ノーコンティニューでの、最高が五反田まで。
- （#156『スペースハンター』）ダブルヘッダーとして『メトロクロス』挑戦後にプレイ開始するも、ロケハン不足。

挑戦部屋
「有野の挑戦」で使われる部屋。基本的にはガスコイン・カンパニーの1室で収録を行うが、第1シーズン#3回『鉄騎』はフジテレビ内のマルチシアターの大型スクリーン、第8シーズン#61『東海道五十三次』は、ディノス会議室、第16シーズン#140『カットビ!宅配くん』、第17シーズン#162 〜 #164『スーパードンキーコング2』、第23シーズン『風のクロノア door to phantomile』は、松竹芸能会議室、第3シーズン#10『スーパーマリオブラザーズ3』静岡県伊東市のホテルサンハトヤの一室、第7シーズン#54『カイの冒険』は、バンダイナムコゲームスの一室を借りてのロケなど、別の場所で収録を行うこともある。生放送の際は、お台場のフジテレビ本社「FCGビル」で行われる。ゲームソフト『ゲームセンターCX 有野の挑戦状2』の初回特典DVDではインディーズゼロの一室を借りての『ゲームセンターCX 有野の挑戦状』を挑戦プレイした。また、『東京ゲームショウ』や『ニコニコ超会議』といったイベントなどでお客を前で行うこともある。
当初は夕方になると西日が差し込んでプレイに影響が出ていた。その際、ブラインドやサングラスなどの対処が取られた他、AP東島が窓の前に立って日除けをしたこともあった。
2009年、ガスコイン・カンパニーが引越しを行い、#80『星のカービィ 夢の泉の物語』で挑戦部屋が移動（窓の向きが西から東になった）。2011年、最初の収録となった#115からは前年の年末特番にて東島が挑戦したメダルゲーム『ピカデリーサーカス』が置かれるようになった。2013年、ガスコイン・カンパニーがさらに引越したのに伴い、第17シーズン（#157『ミッキーのマジカルアドベンチャー』）より挑戦部屋が変更になった。2016年の春には向かいのビルにバンダイナムコエンターテインメントが引っ越してきている。
挑戦判定
基本的に収録は日曜日に行う。稀に、土曜日や金曜日に行う場合もある。有野がスタッフの帰宅時間（最終電車の時間。大抵が23時台）までにクリアできないと挑戦失敗となる。クリアしても「グッドエンディングを出せなかった」、「スタッフとのゲーム対決に敗北した」などの理由で挑戦失敗になる場合もある。またゲームによっては、日を改めての再挑戦か断念するかの判断を有野本人に委ねることがある。また、スタッフの士気が高まっている場合は徹夜で攻略をすることもある（詳細については、「ゲームセンターCX 有野の挑戦」を参照）。収録内容を放送時間に合わせて圧縮するため、編集作業が難しく（『ゲームセンターCXができるまで』より）、中にはDVD版にてディレクターズカット版として再編する場合がある。
AD××の挑戦
××にはその時のADの名前が入る。主に、有野が挑戦を失敗した、もしくは有野が挑戦に成功するも、グッドエンディングを出せなかった時に流れるコーナー（挑戦に失敗しても菅Pのナレーションのみで片づけたり、生放送やDVDの特典などで後の挑戦する候補のため、保留や無期延期などを理由にその回では未完のまま処理される物も稀にある〈『カイの冒険』・『源平討魔伝』など〉）。ADが居残ってエンディングを出す模様が収められている（APに昇進した後の東島が『ファイナルファイト』に挑戦したり（管のナレーションのみ）、音声の府川が『電車でGO!』に挑戦と正確には「AD××の挑戦」ではない場合もある）。この際、キャラクターがADの顔になることはないが江本のみ有野マリオの後ろに江本ルイージとして表示されていた。これまでには下記の挑戦がある。
- 笹野の挑戦（#40『レッドアリーマーII』〈+井上〉）
- 浦川の挑戦（#23『高橋名人の冒険島』・#31『海腹川背』〈+井上〉）
- 井上の挑戦（#36『妖怪道中記』・#49『がんばれゴエモン〜ゆき姫救出絵巻〜』・#192『超絶倫人ベラボーマン）
- 鶴岡の挑戦（#61『東海道五十三次』）
- 中山の挑戦（#70『ドラゴンボール 神龍の謎』）
- 東島の挑戦（DVD-BOX4特典映像『ボンバーマン』）
- 江本の挑戦（#91『カケフくんのジャンプ天国 スピード地獄』・#99『レインボーアイランド』・#100『レッキングクルー』）
- 府川の挑戦（#94『電車でGO!』）
- 高橋の挑戦（#117『ギミック!』・#119『F-ZERO』・#124『重力装甲メタルストーム』・#126『バトルフォーミュラ』・#135『アレックスキッドのミラクルワールド』）
- 伊東の挑戦（#137『スーパーチャイニーズ』・#140『カットビ!宅配くん』・#147『川のぬし釣り2』）
- 松井の挑戦（#160『超惑星戦記 メタファイト』・# 167『スカイキッド』）
- 矢内の挑戦（ゲームセンターCX THE MOVIE 1986 マイティボンジャック DVD特典映像『ボンジャック』）

### レギュラーコーナー
たまに行くならこんな××
第2シーズンから開始した「有野の挑戦」と並ぶ番組のもう一つの看板とも言えるコーナー。前身は第1シーズンSP回の企画「温泉ゲーム紀行」。有野が視聴者からのハガキやスタッフの下見、雑誌等で調べたお店を元に全国各地のゲーム関連地や施設を訪ね、そこで遊ぶロケコーナー。有野の挑戦同様、衣装は作業着の出で立ちである。××の部分は主に「ゲームセンター」だが、「駄菓子屋」、「ゲームコーナー」、「東京ゲームショウ」、「文房具店」、「筐体屋」、「基板屋」、「ゲームショップ」、「お台場冒険王→お台場合衆国→お台場新大陸→お台場みんなの夢大陸→ようこそ!! ワンガン夏祭り THE ODAIBA」など訪れた場所によって変わる。略称は「たまゲー」。駄菓子屋等に設置されているエレメカやレトロなアーケード機を有野がプレイしたり、お店で売っている駄菓子を食べたり、お店のメニューのオススメ料理を食べたり、お店の関係者や訪れている子供たちとの触れ合いを描いている。そのシーズンのサポートAD、ディレクターやカメラ阿部を含めたスタッフ、お店の関係者、子供たちとの協力プレイも定番となっている。特にSNK製のビデオゲーム『メタルスラッグ』シリーズが登場する比率が高く、前記の協力プレイに良く用いられている。その一方でNMK製のエレメカ『はっぴーぴえろ』に対しては挑戦してはあと一歩で涙を呑むなど辛酸を嘗められており有野からも宿敵扱いされている。これは類似エレメカも同様である。構成作家の岐部曰く「『笑いの神様』がよく降りるコーナー」。
ナレーターはフジテレビ女性アナウンサーが担当している。「温泉ゲーム紀行」に引き続き、武田祐子アナウンサーが主だが#77では菅Pもナレーションしている。また、第15、第16シーズンでは武田アナが産休（第15シーズンでは夏ごろまでの出演）のため、第17シーズンで復帰するまでは梅津弥英子、斉藤舞子、山﨑夕貴（共に第15シーズン）、田代尚子（第16シーズン）各アナウンサーが代役を務めた。フジテレビ退社に伴い、第20シーズンを以て、武田アナが退職してナレーターを降板した。第21シーズンより、山中章子アナウンサーが継いでいる。
#301〜330ではCOVID-19の影響で外での収録ができなくなり、傑作選と題して過去の放送分を放送しており、既に閉店している店舗が紹介される場合もある。
このコーナー名の由来はかつてテレビ朝日で放送されていた『料理バンザイ!』中のコーナー名「たまに行くならこんな店」。当初コーナーの表記フォントは、ダイナコムウェアの『クラフト墨』、コーナー中に表示される画面右上のテロップでは『クラフト遊』が使われていたが、#162よりいずれもフォントワークスの『ステッキ』に改められた（なお、これと同時に、番組のテロップのフォントはほぼ全てフォントワークスのフォントに変更されている）。また、有野はクレーンゲームなどで獲得した景品は本当に欲しいものしか持ち帰らないため、それ以外の景品はフジテレビの倉庫に全て収納されていたが、2011年生放送企画の際に視聴者プレゼントされた。
××××○○
××××には年代が、○○にはハードの略称が入る（例：1990GB、1993SFC など）。各年代に発売されたゲームソフトを発売日順にダイジェストで菅Pのナレーションで紹介していくコーナー。元々番組開始当初は後述するクリエイターインタビューのメーカーに合わせたゲーム紹介コーナーだったが、第2シーズンでは単にメーカーごとのソフト紹介になり、インタビューコーナーが終了した第3シーズン以降からは1985年以降の発売年に絞ったファミコンソフト紹介に至る。その後#140でファミコン編が終了し#141からはGB編が開始（ゲームボーイ編のゲーム画面はスーパーゲームボーイを用いて撮影）。#236でゲームボーイ編が終了し#237からはSFC編となる。
なお第2シーズンまではスタッフロールのスタッフ名にプレイしたゲーム名が併記されていた（ポケモンSPではスタッフが育てたポケモンが掲載）。
プレゼントコーナー
番組の最後に流れるコーナー。その放送で有野が挑戦したソフトにサインと名刺を添えて視聴者にプレゼントする（ソフト1本につき1回の放送でクリアさせるのが前提だが2週に渡って【前編】【後編】とする場合、【前編】ではソフトのプレゼントではなく、番組オリジナルグッズになる）。応募するには番組内で王様が呟くパスワードが必要で、そのパスワードを番組の公式HPで入力することで応募が可能。第1シーズンでは意味のないひらがなの文字列だったが、第2シーズン以降はその放送内容にあった文章形式となった。
また、挑戦ゲームが貴重なプレミアソフトだった時など、稀にソフト以外の物がプレゼントされることもある。#86の挑戦ソフトである『パンチアウト!!』の版権事情のため通常版ではなく景品版をプレイしたため、番組オリジナルグッズがプレゼントされた。#100は『レッキングクルー』ではなく、「妄想コントローラー（『ストリートファイターII』）」がプレゼントされた。#208の冒頭で課長名刺が入ってなかったとの苦情の手紙が紹介された。

#### 過去のレギュラーコーナー
クリエイターインタビュー/この人に会いたい
第2シーズンまでのコーナー。番組開始当初はメインコーナー扱いだった。名作タイトルを手掛けたゲームクリエイター・ゲーム企業の関係者・ゲーム会社の社長などのゲーム業界で働くクリエイターが番組にゲスト出演して、有野がインタビュー形式で対談をする。インタビューでは、名作ゲームの制作秘話や裏話・今後作りたい新作ゲームの機能や概要・ゲーム業界での仕事・ゲーム業界を目指したきっかけなど、多岐にわたる内容が聞かれている。場所は基本的には、有野が各ゲーム会社へ出向き、会社内の部屋で収録されている。第2シーズンから「この人に会いたい」というタイトルになり、インタビュー時間も短くなった。権利関係などの事情により第3シーズン以降は行なわれなくなったが、第7シーズンの韓国出張で一度だけ復活。また放送はされなかったが『魔界村』を創った男・藤原得郎にもインタビューしており、その模様は『CONTINUE Vol.36』に掲載された。さらに、第13シーズン#105『北海道連鎖殺人 オホーツクに消ゆ』で堀井雄二がゲスト出演した際に挑戦を一時中断してインタビューを実施。翌回に「『ドラクエ』を創った男 堀井雄二スペシャル」として放送した。なお、ゲームクリエイターは同コーナー以外にもメインコーナー「有野の挑戦」などの他のコーナーでもゲームに関連する関係者が不定期で出演する場合がある。

### シーズン別コーナー
第3シーズン以降、該当シーズン限定で行われたレギュラーコーナー。
一度に放送回数分まとめ撮りする場合もある。
有野の!もしもし大作戦 〜元祖西遊記スーパーモンキー大冒険〜
第3シーズンのコーナー。当初はタイトル未定でコーナー名も「有野のプチコーナー」だったが有野が初回のラストでもしもし大作戦と命名した。有野が視聴者へ電話をかけ攻略のヒントをもらいながら『元祖西遊記スーパーモンキー大冒険』のクリアを目指した。構成・企画の酒井は、友達が『ドラゴンクエスト』と『元祖西遊記スーパーモンキー大冒険』をどっちを買うか迷って、『元祖西遊記スーパーモンキー大冒険』を買って、まったく意味がわからなかった。とのこと。有野の後輩のアメリカザリガニ・平井曰く「究極のクソゲー」だが、エンディングを見る価値あるとのこと。
ウラワザ ジェットストリーム
第4シーズンのコーナー。「ジェットストリーム」という名前からもわかる通り、ラジオのリクエスト番組という設定で視聴者より寄せられたゲームソフトの裏技にまつわる思い出を有野がDJ風に紹介し最後にそのゲームの裏技の映像が流れる。コーナーに登場する無口な謎の人物「タニー（MA谷澤）」が人気（らしい）。第7回で最終回を迎えた。
有野のDVD大作戦
第4シーズンのコーナー。DVD-BOX発売直前だけの特別コーナー。ゲームセンターCXのDVD-BOXや関連商品の情報を一問一答形式やスタッフとの談話を交えながら発表する。
最北端ゲーム紀行
ゲームセンターCX レジェンドの企画。有野課長が育児休暇を利用して、北海道にある最北端のゲームセンターを目指しながら道中の様々なゲームセンターを訪ねる旅を敢行。稚内で行われたサイン会の様子も放送された。なお、ナレーションは武田アナウンサーではなく菅プロデューサー。
ハードのエースが出てこない
第5シーズンのコーナー。ファミコン・スーパーファミコン・プレイステーションといった「ハード界のエース」の陰で密かに人気を博していた隠れたハードの名機とソフトを紹介。ソフトの説明役には構成作家・岐部昌幸が出演する。古いハードのため有野ではテレビへの接続方法が分からず、「須田ちゃん」こと技術スタッフ・須田祐一郎の力を借りるのがお約束。コーナーの締めは床下にハードを封印し、「お疲れ様でした!」と言う。ハードと共に紹介されたゲームの中にはある意味画期的なゲームが登場した。
ロマンティックが止まらない
第6シーズンのコーナー。ゲーム中に遭遇した、ロマンティックでちょっぴりHなシーンを有野が鑑賞するアダルトコーナー。リクエストハガキを読む際、笑福亭鶴光のラジオ番組調になる。Hな場面を携帯電話で撮影するのがお約束。締めの一言は「ごちそうさまでした」。第4回で最終回を迎えた。
ゲームセンターCX ゲーム化計画
第7シーズンのコーナー。番組のゲーム化決定に伴い、発売までその製作の裏側に迫るドキュメント。
ゲーム&ウオッチ ほっとけいないよ
第7シーズンのコーナーその2。ゲームファンなら絶対に「ほっとけない」任天堂の元祖携帯ゲーム機・ゲーム&ウオッチを紹介していく。気に入ったのがあれば有野に自腹で買ってもらう。ゲーム&ウオッチの説明役には「ハードのエースが出てこない」のコーナーと同じく構成作家・岐部が出演する。「ウォッチ」の部分をひっかけて「ほっとけいないよ」とも言う。コーナー内で紹介したゲーム&ウオッチは「スーパーポテト」の秋葉原店からの協力で提供されている。実は1日で全8回分を収録していたことがコーナー最終回で有野の口から明らかになった。値段が高い物ばかりなので有野は全く買おうとしなかったが、最終回で強制的に『ヘルメット』（1万9800円）を購入させられる。この時有野はコーナーの中では安い方の『オイルパニック』（1万3800円）にしようとしたが、岐部に追い込まれて『ヘルメット』を買うことになる。
帰って来た!!もしもし大作戦 〜チャンピオンシップロードランナー〜
第56回からのコーナー。超難解ゲーム『チャンピオンシップロードランナー』を有野が視聴者に電話で攻略法を教えてもらいながらクリアを目指す。1面のみまだ応募が皆無だったことから自力で挑戦した。視聴者1人につき得意面を1つ担当する面担当制。6面をクリアした段階で第8シーズンが終了、再開は未定となった。ナレーションは武田アナウンサー。
ゼビウス観察日記
第60回からのコーナーその2。『ゼビウス』の無敵モードを使い、A・Bボタンを固定して攻撃状態で半永久的に放置すると一体どうなるのかを観察する。コーナー中は映像がサイレント映画風になる。1000万点以降は大きな変化も見られずシーズンも終了するので電源を切ろうとしたのだが、愛着が沸いてしまったAD鶴岡の意向によりつけっぱなしのまま封印となった。封印してから5か月経過する間に7月に停電があったため、第9シーズン終了後にAD中山（鶴岡は第8シーズン終了で番組を辞めているため）が確認した時は既に消えていた。
ファミコンまんが喫茶店
第65回からのコーナー。喫茶店訪れた設定の有野の元に紅茶と共に運ばれてくるファミコンを題材にした懐かしの漫画を紹介していく。有野の他に、整音・谷澤が喫茶店のマスター役、構成作家・岐部が客役として出演している。
- #65「ファミコンロッキー/あさいもとゆき」（小学館/月刊コロコロコミック）
- #66「ファミコン風雲児/池原しげと」（講談社/コミックボンボン）
- #67「ファミコンCAP/小林たつよし」（小学館/別冊コロコロコミック）
- #68「電脳ボーイ/ながいのりあき」（小学館/月刊コロコロコミック）
- #69「ファミ魂ウルフ/かたおか徹治」（徳間書店/わんぱっくコミック）

勝手にうたいやがれ
第10シーズンのコーナー。視聴者に誰もが知っているゲーム音楽に歌詞を付けてもらい、それを有野が歌うコーナー。初回は視聴者からの投稿が無かったのでスタッフの投稿であった。第5回で最終回を迎えた。このコーナー終了後、2009年2月にグッズの在庫置き場や何度かミニコーナーの収録に使用されていた御座敷は解体された（初回に、AD中山智明がVE須田祐一郎が言った親父ギャグを投稿。例：イーストアイランド = 東島）。
景品
- （特上）「ゲームセンターCXオリジナルはっぴ」
- （上）「つっぱり大名 手ぬぐい」
- （中）「タニーTシャツ」（XLのみ）
- （下）「AP飯田名刺」（第5回では「VE須田名刺」）

ゲームセンターCX ゲーム化計画2
第10シーズンのコーナーその2。『ゲームセンターCX 有野の挑戦状2』発売まで、その製作の裏側に迫るドキュメント。
人生で大切なことは全てゲーム攻略本で教わった
第79回からのコーナー。ゲーム攻略本で印象に残った文章を住職が読んだ後に、住職からそれに纏わるお説法をして貰う。最後にスタッフ（カメラ阿部・VE須田・AP中山・CA府川）が文章を復唱し、有野がコメントを添える。このコーナーに出演している住職は24時間生放送で応援メッセージを宛てており、芦田住職と紹介されている。
もったいないカラー
第12シーズンのコーナー。数あるゲームボーイのソフトの中から、リメイクしないのはもったいないソフトを探すコーナー。ソフトの解説役として、「ハードのエースが出てこない」、「ゲーム&ウオッチ ほっとけないよ」と同様に、構成作家・岐部が出演する。ソフトは、岐部が所有するものの中から何本かを毎回チョイスしてプレイし、最後にリメイクしないのはもったいないソフトを1本決める（正確には『平安京エイリアン』『バーガータイム』『ハテナ?の大冒険』『ドンキーコング』『レッドアリーマー』のような、元がカラー作品からの移植作品であったり、『ONI』のような既に移植済みの作品も含まれている）。ただ、有野の挙げたもったいないソフトの候補を、メインコーナーの挑戦で使用するかもしれない等の理由で、岐部の独断でもったいないソフトの対象から外されてしまうことがあった（『モグラ〜ニャ』）。最終回はネタ切れで逆にカラーの他機種からゲームボーイに移植されたソフトを紹介した。なお、収録にはスーパーゲームボーイを使用しているため、スーパーゲームボーイ対応ソフトはカラー表示されていた。
衝撃映像MAX
第13シーズンのコーナー。ゲーム内の映像を、現実の状況に当てはめて衝撃映像紹介番組風に紹介するコーナー。AD井上の家で撮影。いくつかのVTRを観て、最後に最も衝撃的だったVTRを決める。コーナーのはじめには、王様のお言葉。コーナーの締めには、井上の自宅にある物を有野がイジる流れで終わる。#101『かえってきたアイツのもちこみキカクじゃ』「放送作家になろう! 佐竹大心（著） 同文書院」、#102『さんぴりょうろんあるわだいのコーナーじゃ』「男のための自分探し 伊藤健太郎（著） 1万年堂出版」、#103『やちんはナナマンエン ユニットバスじゃ』「電気代払うと書いたメモ」、#104『ネタぎれがシンパイのあのコーナーじゃ』「井上の実家の酒屋の業務用のカゴ（キリンレモン）」、#105『とうきょうタワーちかくからおおくりしてます…』「井上の部屋に干してあるジーンズ」、#106 『6カイつづいたコトがショウゲキ…』「作り置きされていた煮物」等をコーナーの最後に物色するパターンで終了する。
キャッチコピーをつかまえて…。
第14シーズンのコーナー。レトロゲームのソフトを、当時のキャッチコピーから百人一首形式で当てる対決をするコーナー。有野と初代AP東島と前AP中山の3人で対戦が行われる。また、読み手担当として武田祐子アナが出演、解説と判定は構成作家・岐部が担当している。序盤は中山が優勢だったが、最後に最終問題の100ポイント問題で正解した有野が逆転勝利した。結果、東島4ポイント、有野106ポイント、中山8ポイント。
レト朗読
第118回からのコーナー。ロールプレイングゲームやアドベンチャーゲーム等に出てくる名台詞を朗読するコーナー。読み手として、主に有野と西山喜久恵アナが出演。また、『ドラゴンクエストIII』の朗読では、あらくれ姿の父親役、『かまいたちの夜』かまい役を整音・谷澤が担当、『MOTHER』の朗読ではロイド役、『聖剣伝説2』の朗読ではゴブリン役、『かまいたちの夜』ノヨル・カーマイ役を前AP中山が担当。OPのコーナー紹介では王様から「後○回の辛抱じゃ」と苦言を言われることもあった。
- #118『ファイアーエムブレム 暗黒竜と光の剣』有野、西山
- #119『ドラゴンクエストIII そして伝説へ…』有野、西山、谷澤
- #120『ファミコン探偵倶楽部 消えた後継者』有野、西山
- #121『クロノ・トリガー』有野、西山
- #122『ロックマンX』有野、西山
- #123『MOTHER』有野、西山、中山
- #124『探偵 神宮寺三郎 危険な二人』有野、西山
- #125『ファイナルファンタジーII』有野、西山
- #126『聖剣伝説2』有野、西山、中山
- #127『かまいたちの夜』有野、西山、谷澤、中山

プロジェクトCX 〜周辺機器たち〜
第128回からのコーナー。レトロゲームハードの周辺機器と、それを使用するゲームソフトを紹介するコーナー。説明役として構成作家・岐部が出演している。タイトルロゴやナレーションは『プロジェクトX』のパロディになっており、14歳の頃の有野の写真や、主題歌として『地上の星』の歌詞をその回で紹介する周辺機器に準えた替え歌にしたものが使われている。#130 『トップライダー』ではAD江川友見がバイクの空気入れを担当して有野にかわいい靴下をイジる。#133『ファミリーコンピュータ ロボット』を紹介した際には壊れやすい仕様もあり、ロケハンで2体壊れてしまったことが明らかになり、#135『ファミリーベーシック』を紹介した際には、岐部がゲームを製作する企画を提案したが有野が却下したため、AD高橋（純平）が10時間かけて初心者レベルのAKBシューティングゲームを製作している。
ファミコン人間国宝ありの
第138回からのコーナー。西暦2062年の未来を舞台に、フジテレビ跡地から発見された内容不明のファミコンソフトについて、ファミコンのことなら何でも知っている人間国宝・有野晋哉（90歳）が自由に語るコーナー。お題となるファミコンソフトは菅Pが持ってくる架空のもので、ソフトのタイトルやラベルは実在するゲームソフトやアニメ・漫画のパロディ。扱うソフトが架空のもののため、有野へのムチャぶりコーナーでもある。『ウラディウス』の語りではD浦川の裏話を中心に語っている。
バーコードギャンブラー
第149回からのコーナー。都内某所の寂れた倉庫で行われる裏カジノという設定で用意された2種のレトロゲームのバーコードをバーコードバトラーで測定し、どっちが勝つかを有野が予想する。有野には最初コインが10枚支給されており、当てれば賭けたコインが2倍になって返り、外せば没収となる。コインがなくなった場合は有野が着ている作業服と引き換えにコインを借りる。有野以外にディーラーとして構成作家の岐部、その助手として前AD高橋（赤のソフト紹介）とD井上（黒のソフト紹介）の2人が登場している。なお、コーナー内で使用されているBGMのほとんどはフジテレビで放送されていたドラマ『LIAR GAME』のサントラが使用されている。
ファミコンスナイパー
第158回からのコーナー。スーパースコープに取り付けた双眼鏡を見て、街中で取引されているファミコンソフトは何なのかをソフトのジャケットを遠目だけで見て有野が当てるコーナー。なお、使用されているソフトは挑戦で有野がプレイしたゲームソフトとなっている。ソフトを渡す人は菅Pで受け取る側の人はガスコインカンパニー社員の誰かということになっており、毎回違う。コーナーBGMは『ゴルゴ13 第一章神々の黄昏』のメインテーマ曲のアレンジが使用されている。取引は菅Pとランダムで登場するスタッフが横断歩道の真ん中で行われている。
振り返れば奴がいた
第168回からのコーナー。ファミコンと同日発売となったSG-1000（セガ）の30周年を祝うコーナー。構成作家岐部がソフトの解説を担当する。第7シーズンの「ゲーム&ウオッチ ほっとけないよ」と同じく1日で全9回分を収録したことを初回で明かしている。毎回数本のソフトをお試しプレイし、手に持ったクラッカーで「大お祝い」（大きいクラッカーを鳴らす）か「小お祝い」（小さいクラッカーを鳴らす）で判定する。また、特別に気に入ったものには特大お祝いもある。ミニコーナーの予算は毎回3000円くらいであるが、特大のクラッカーの価格は1個20000円もする。テーマ曲はCHAGE and ASKAの「YAH YAH YAH」（フジテレビ系ドラマ『振り返れば奴がいる』主題歌）。オープニングではタイトルコールのあと有野自身のラジカセ操作で鳴らしている（その際「YAH YAH YAH」の向かい風の中ポーズをとりながら歌うマネをしている）。
FAMICOMBOX 10分で十分
第18シーズンのコーナー。福島県福島市の飯坂温泉・橋本舘で現役稼働しているファミコンボックスをプレイする。基本的には有野1人でプレイするが、対戦あるいは協力プレイをする場合はD井上が務めるものの足を引っ張ることがお約束。時間切れになると警告音が鳴り、コインを投入しないと終了になる。「たまゲー」同様、ナレーションは武田祐子アナが務める。
ゲームセンターMSX
第187回からのコーナー。「振り返れば奴がいた」に続くファミコン以外のレトロゲーム機の企画で、「MSXをプレイして名前の由来を突き止める」コーナー。毎回ラストで「MSX」の意味をあいうえお作文風に紹介する。OPは本編と同じだがゲーム機とタイトル画面が異なり、有野は「ゲームセンターMSXしゃちょう ありのしんや（よゐこ）」として、岐部は「こうせいさっか きべまさゆき」として、それぞれ登場する。また服装は有野が青色の作業着で、岐部は夏服（全10回分を一気に撮影するため「3月まで半袖で行きます」）である。なお使用しているMSXはソニーのHB-F1II（MSX2）である。
DJモンスター
第197回からのコーナー。「バーコードギャンブラー」に続く予想企画で、プレイステーションソフト『モンスターファーム』のCD読み込み機能を使い、進行役の井上Dが提示した2枚のシングルCDから誕生したモンスターのうちどちらが勝つか有野が予想するコーナー。クラブを模したスタジオで撮影され、井上は黒服スーツ、操作を担当するMA谷澤はDJに扮している（有野は通常と同じ作業着）。当初は全10回の予定だったが結局5勝5敗となり、行われた11回目で有野が敗れたため、「キツい罰ゲーム」として有野が生歌を披露するという罰ゲームが課せられた（なお、有野が勝ち越しとなった場合は、井上と谷澤に罰ゲームが課せられることとなっていた）。
有野課長のボーナス査定
第208回からのコーナー。当番組の構成作家である岐部が挑戦するボーナスステージの内容を紹介する。様々なソフトのボーナスステージだけに挑戦し、設定された査定基準に達すれば番組からボーナス（内容はソフトごとに違う。主に商品券や金券など）が支給される。ボーナスの内容は、結果に関わらず挑戦後に公開される。
オープニングでは有野がボーナスの支給を株式会社ゲームセンターCX興業の社長（菅P）に直訴するコントが展開される。
途中、有野がアドリブを入れ、周囲のスタッフの笑い声が入ることもある。
渋谷に訊け
第217回からのコーナー。若者の車離れ・結婚離れ・酒離れ・テレビ離れなどが社会問題となっている中、昨今で懸念されているレトロゲーム離れが問題視されている。そこで、流行の発信地である東京都渋谷区の若者をターゲットに、レトロゲームの名前・キャラクターの名前・レトロゲームの機能などのレトロゲームに関する知識を知っているかをインタビューして、生の声を聞くコーナー。このコーナーでは、報道番組風に進行している。MCが武田祐子アナが務め、ゲストコメンテーターとして有野が出演している。このコーナーでは、有野はテロップの肩書きでは「13年間レトロゲームの啓蒙活動を行う」と紹介されている。インタビューはほとんど女性にしか聞いておらず、たびたび有野から指摘されている。最後に菅Pのナレーションで「巣鴨に訊け」が放送予定だったが諸事情（評判が非常に悪かったとされる）により第5回で最終回を迎えた。
クイズ$ファミオネア
第226回からのコーナー。かつて同局で放送されていたクイズ番組『クイズ$ミリオネア』のパロディコーナー。レトロゲーム愛を確かめるクイズとして、ファミコンなどのレトロゲームに関する4択問題を出題する。全9回行われて、計27問出題され、1回分でそれぞれ3問ずつ出題される。1問目・2問目は簡単な問題で、3問目は難しい問題を出題される構成となっている。『ストリートファイターII』の問題が出題されると必ず負けた時の顔が登場する。司会者は岐部が務め、解答者として有野が出演している。正解数に応じて豪華賞品がプレゼントされるが、最低ラインはたわし。有野が既に外しているが、最高ライン（全問正解）はたまゲー in ハワイ。最終的に23問正解して、叙々苑お弁当ランチを獲得した。その後、#238で昼食として出され、その内3400円の上カルビ弁当は松井が獲得した。なお、『クイズ$ミリオネア』に登場したライフラインも同コーナーでは“頼みの綱”として使用できる。頼みの綱は「半分半分（50:50）」「生電話（テレフォン）」「見物人（オーディエンス）」の3つが1問に1回ずつ使用できる。見物人として元AP東島、MA谷澤が登場している。また生電話では元AP中山が登場したが、見物人は東島の時は一度も使われず、谷澤の時に一度だけ使われた。後に15周年記念の幕張メッセのイベントにてシークレットタイトル(ボンバーマン)発表前にこのコーナーを行っている。
以下は正解数に応じた賞品の詳細。
| 正解数    | 賞品                                      |
| --------- | ----------------------------------------- |
| 27問      | たまゲーinハワイ                          |
| 26問      | 有野の挑戦inホテルのスイートルーム        |
| 25問      | ゲームセンターCX ミュージカル             |
| 24問      | ハウステンボス ゲームミュージアム遊び放題 |
| 23問      | 屋形船で宴会                              |
| 22問      | 叙々苑弁当ランチ                          |
| 21問      | 阿部カメラマンのお弁当ランチ              |
| 19 - 20問 | 岐部先生と行く海の生き物ふれあいツアー    |
| 17 - 18問 | 課長服修理                                |
| 15 - 16問 | 渡邊Dと行くカニ食べ放題ツアー             |
| 13 - 14問 | 菅Pと走る東京マラソンご招待券             |
| 11 - 12問 | 大須賀Dのマッサージ券                     |
| 9 - 10問  | 新築 野田元MG邸でホームパーティー         |
| 7 - 8問   | 元AD鶴岡の路上ライブご招待                |
| 3 - 6問   | 冷えピタ1年分                             |
| 1 - 2問   | たわし                                    |
仁義なき2Pプレイ マリオブラザーズ激闘編
第237回からのコーナー。有野と歴代AD陣が『マリオブラザーズ』で1対1で対決して仁義なき戦いを繰り広げる。歴代AD陣がマリオでプレイして番組側が指定したお題にクリアを目指し、有野がルイージでプレイしてそのクリアを阻止する。ルールは、歴代AD陣が「3人でPHASE4までクリアすれば勝利」、有野は「歴代AD陣のPHASE4クリアを阻止すれば勝利」となる。負けると、落とし前として引き金を引くと電流が走るビリビリガンで顔を打たなければならない。コーナーでは、『仁義なき戦い』風に進行する。対決は「ニンテンドークラシックミニ ファミリーコンピュータ」で行う。
コーナー冒頭で歴代AD陣の近況を語り。ゲームスタート時に、歴代AD陣が「ゲームセンターCX、○○、オン!」と言う。#237、初代AD東島。#238、6代目AD鶴岡。#240、11代目AD伊東。#241、13代目AD矢内。#242、9代目AD片山。#244、10代目AD高橋（純）。#246、8代目AD江本。#248、3代目AD浦川。#249・#250、7代目AD中山が参戦した。最終回でコーナーを振り返り、中山以外はゲームと無縁の生活を送っていると有野は語っている。
学べるゲーム講座
第251回からのコーナー。ゲームで遊びながら勉強していく教養コーナー。有野が生徒、岐部が講師として出演しており、岐部が東進ハイスクールの林修を意識した扮装をしている。場所は学校の教室で行っている。また、コーナーの開始と終了でAD大谷彩がゲーム音楽をピアノで演奏し、タイトルコールもおこなっている。
- 1限目 数学『地底大陸オルドーラ』（ピアノ演奏曲『スーパーマリオワールド』より）
- 2限目 美術『マリオペイント』（ピアノ演奏曲『アトランチスの謎』より）
- 3限目 体育『エアロビスタジオ』（ピアノ演奏曲『ドルアーガの塔』より）
- 4限目 家庭科『SIMPLE1500実用シリーズVol.06 カクテルのレシピ』（ピアノ演奏曲『悪魔城伝説』より）
- 5限目 技術『パワーショベルに乗ろう!!』（ピアノ演奏曲『かまいたちの夜』より）
- 6限目 算数『ドンキーコングJR.の算数遊び』（ピアノ演奏曲『ドラゴンクエスト2』より）

基板屋珈琲店
第257回からのコーナー。岐部が経営する珈琲店に有野が来店して、家ではプレイすることができない岐部がオススメする基板のアーケードゲームをプレイするコーナー。#261、#265、#268に、全日本テーブル筐体愛好会の会長のヒジヤンさんがゲストに出演する回がある。
密着!ファミコン鑑定士
第269回からのコーナー。有野と岐部が鑑定士になりきり、2つの同じファミコンソフトの違いを見極めるコーナー。岐部はアシスタント、リポーターはAD福富ミカンとして出演しており、本編の収録後にOPの別撮りを行っている。Dに昇格した松井が初担当したコーナーでもある。
GOOD BYE 白黒男（ゲームボーイ）
第277回からのコーナー。『平成最初に出たハード「ゲームボーイ」について、懐かしみながら平成に別れを告げる』コーナー。有野と岐部が、GBの周辺機種を実演しながら紹介する。テーマ曲は松浦亜弥の「GOOD BYE 夏男」
うどんが茹であがるまで
第287回からのコーナー。『全国各地のおススメのうどんが楽しめるお店』岐部が経営する。うどん店に有野が来店して、うどんが茹であがるまで、ゲームグッズを紹介するコーナー。店員はAD福富ミカン。恒例のまとめ撮りに加えて毎回うどんを食べているため、回数をこなすごとに満腹の状態で収録を続けることになり、収録後はたまゲーの収録も控えていた。最終回では、カメラマン阿部が九州うどんを作りに登場し、24時間生放送でも着ていた北の眼鏡っ娘エプロンを着て登場した。
占いゲームの館
第297回からのコーナー。リトルリバー小川（ガスコイン・カンパニーの広報・小川）が「イナラウデ ムーゲ ロトレ」という掛け声でゲームソフトを使用して占うコーナー。番組的には好評だったため、花やしきのイベントで出張占いを行う予定だったが、イベントが中止になったため企画が白紙になっている。
木曜オープニングだけ劇場
第307回からのコーナー。有野が映画館（他の観客はP石田と広報小川）でゲームのオープニングだけを鑑賞するコーナー。テーマ曲は初代の金曜ロードショーで使用された「Friday Night Fantasy」、王様が映写機を回すオープニングシーンは2代目のオープニング映像がモデルになっている。
月が綺麗でアイラブユー
第317回からのコーナー。アメリカ出身の英語講師・ケイトを招き、日本語のゲームタイトルを英語に訳す・英語で実況をしながらゲームをプレイするなどの、「ゲームを通して英語を学ぶ」がコンセプトのアカデミックなコーナー。後にケイト先生はフジ系列のバラエティ番組やNHKの『カムカムエヴリバディ』にも出演している。
Barドリームマッチング
特定のシチュエーションとゲーム内BGMをマッチングさせるコーナー。コーナーBGMはドラゴンクエストのタイトル曲であり、故人となったすぎやまこういちの追悼を含めたコーナーとなった。VTRにMA谷澤が出演。
ミニコーにゃ～
ADネコ林こと小林恭介と共にゲーム中に登場する猫を紹介して癒しを受けるコーナー。番組の最後に有野と猫のツーショット写真が掲載されている。コーナーBGMは『黒猫のタンゴ』。
KACHO×FAMILY
『SPY×FAMILY』のパロディコーナー。AD後藤咲良演じるサーニャ（有野曰くゴーニャ）が家に周辺機器を持ち帰り、父・有野と母・小川と共にゲームをプレイしている。また、20周年記念のさいたまスーパーアリーナのイベントでも復刻で行われ、シークレットタイトル（『ドラゴンズレア』）を発表している。
キケンな安全地帯
D楠田と共に建築現場の事務所のような場所でゲーム内の安全地帯を確認するコーナー。コーナーBGMは安全地帯の「ワインレッドの心」
つりざんまい
岐部が扮する寿司屋にて、寿司を用意してもらう代わりにゲーム内で釣りをするコーナー。コーナー中に『すしざんまい』を模したポーズを取っていたが、翌コーナーにて上層部から不評だったことが語られている。
ミニコーナーのミニコーナー
40作目となるミニコーナー。前回の『つりざんまい』のコーナーで上層部（菅P）から岐部の行動が気に入らないと不評を出され、過去39作品を振り返る。番組自体は2023年に20周年を迎えたがこのコーナーは2024年下半期から行っている。
chocoGAME
D楠田が司会進行する2回目のコーナー。コンビニジム施設『chocoZAP』に似せた施設で、ゲームを行い有野が気分爽快になる事を目的としている。また、バックダンサーとして、T.M.（TERAMOTO）Revolutionが登場し、AD寺本がコーナーのテーマ曲である『HOT LIMIT』に併せてプレイするゲームのタイトルを発表する（着ている衣装は『HOT LIMIT』のPVで着ている衣装に似せたもの）。

### 期コーナー
ゲームセンターCX NEWS
第9シーズン以降放送されているコーナー。東京ゲームショウやDVD発売イベント等の番組関連イベントのリポートが主な内容。ゲームショウの様子に関しては、第10シーズンまでは「たまに行くならこんなゲームショウ」として「たまゲー」枠と並行して放送されていたが、第11シーズン以降「NEWS」に統一されるようになった。
アイスのコーナー
いわゆる「重大発表」のコーナー。特定の名前は無く番組公式ブログで有野が名付けた。有野が挑戦部屋の窓際でアイスを食べていると、スタッフがやってきて番組の一大イベントが決まったことを告げる。最初は24時間生放送で決まったことを告知していた。イベントの規模が大きいほど食べているアイスも大きくなる傾向がある（『ゲームセンターCX THE MOVIE』告知時はレディーボーデンのパイントサイズ、幕張メッセイベント発表時は50人前の巨大サイズ、など）。

### 特別企画
温泉ゲーム紀行 〜箱根を訪ねて〜
第1シーズンSP回の企画。箱根の温泉宿にあるゲームコーナーを巡る旅。ナレーションは武田祐子アナウンサー。
フィギュア有野くんが行く
#50「たまゲーin韓国」の放送回のみの企画。フィギュア有野くんが韓国のゲーム施設や、街で見つけた韓国美女を紹介する。フィギュア有野くんの声優は有野晋哉。
特別企画 早速やってみよう
#51「キャラクターゲーム祭り」の放送回のみの企画。韓国で購入したゲームをプレイしてみる企画。
有野課長の長い一日
#58『仮面の忍者 花丸』の放送回のみの企画。ニンテンドーDSソフト『ゲームセンターCX 有野の挑戦状』発売記念で行われた、3都市を1日で回るイベントの密着企画。名古屋で新幹線を寝過ごして京都まで行ってしまった様子も放送。
クリスマスイブ3時間生放送SP「何をしようか」会議
#59『スーパーファンタジーゾーン』の放送回のみの企画。生放送SPでの挑戦ソフトや放送ラインナップを有野・岐部・藤本・阿部の4人で話し合って決める。
ゲームセンターCX生放送SP密着ドキュメント
#60『PC原人』の放送回のみの企画。2007年12月24日に放送された生放送SPの裏側に迫る企画。ナレーションはこの回のみの東島。
「有野の挑戦状」どこまで進んでいるか?愛情度チェック
#63『クインティ』の放送回のみの企画。ゲーム『ゲームセンターCX 有野の挑戦状』を番組スタッフがどこまでプレイしているかをチェックする企画。最もやりこんでいたのが有野であったが、AD鶴岡がDS自体を持っておらず未プレイだったため、有野は「オチとして最後に紹介すればよかった」とぼやいていた。
思い出のミニコーナー
#65と#66で行われたコーナー。有野の入院に伴い行われた尺調整企画で「ウラワザジェットストリーム」、「ハードのエースが出てこない」、「ゲーム&ウオッチ ほっとけないよ」、「ロマンティックが止まらない」の4コーナーのセレクションを再放送した。
有野課長名言集
#66で行われた企画。これまでの挑戦内で有野が残した名言を紹介していく。元々は2008年3月開催のイベント「ゲームセンターCXミュージアム」で披露されたもの。
たまに行くならこんなカラオケ
#99で行われた企画。「ラストコンティニュー」が「カラオケJOYSOUND」に追加されたことを元AP中山より報告。タイトルは「たまにいくならこんな××」系だが内容・枠は「ゲームセンターCX NEWS」。

## 使用されている楽曲・効果音
DVD版では著作権等の都合上、一部BGMは削除されるか差し替えになっている。
2013年7月24日発売のサウンドトラックには、下記の番組オリジナルボーカル曲に加え、番組で使用した楽曲も数点収録され、「歓喜の歌」（いわゆる『第9』）とともに星空を背景にして『スター・ウォーズ』風にゲームの映像が流れるオープニング。DVDには未収録。流れているゲーム画面は『たけしの挑戦状』、『アトランチスの謎』、『ドラゴンクエスト』、『スーパーマリオブラザーズ2』、『桃太郎電鉄』、『スペースインベーダー』、『ドアドア』、『メタルギア』、『ゼビウス』、『スターフォース』、『チャレンジャー』、『スペランカー』、『魔界村』、『パックマン』（最後の『パックマン』のみプレイステーション版『ナムコミュージアム VOL.1』からの映像で、その他はファミコン映像）。第1シーズンは訪れた会社で発売されたゲームの画面が流れた。
第9シーズン以降では、『たけしの挑戦状』、『魔界村』、『チャレンジャー』、『ドラゴンクエスト』（画面もラダトーム周辺から竜王の城周辺に変更）『パックマン』、『スペースインベーダー』、『アトランチスの謎』、『高橋名人の冒険島』、『スペランカー』、『桃太郎電鉄』、『スーパーマリオブラザーズ』、『忍者龍剣伝』、『カイの冒険』、『マイティボンジャック』の順番に変更された。
一部のゲーム映像には、有野が実際に挑戦した時のものが使われている。第12シーズン以降からテクノの音が一新した。第15シーズン途中（10月放送分）からBGMの前に合成音のような「ゲームセンターCX」のボイスが入るようになった。第17シーズンでは、10周年を記念してオープニングをリニューアルしており、10年を振り返る映像に変わっている。
タイトルバック
『ドラゴンクエスト』より すぎやまこういち「序曲」（第8シーズンまで）
Junkie XL 『JXL Radio Technical Support』
ルートヴィヒ・ヴァン・ベートーヴェン「交響曲第9番 ニ短調 作品125『合唱付き』」第4楽章「歓喜の歌」（テクノバージョン：シーズンによりバックトラックが異なる）
サブタイトル（今回の見所）
ドンキーコング3（第2シーズン第2 - 10回）
マッピー（第3シーズン）
エレベーターアクション（第4 - 5シーズン）
YMO「ライディーン」（第6シーズン）：使用されたものはカバー版
『ナムコクラシックコレクション テクノマニアックス』より サワサキヨシヒロ「パックマン（アホアホMix）」（第7 - 9シーズン第2回）
Sweet Vacation「The Goonies 'r' Good Enough」（第9シーズン第3回 - 第12シーズン）
「王様」のBGM
『ゼルダの伝説』より 近藤浩治「ゼルダを助けた時のファンファーレ」（第2・第3シーズン オープニング）
『光神話 パルテナの鏡』より 田中宏和「オープニング」（第2・第3シーズン サブタイトル）
『ドラゴンスレイヤー英雄伝説』より 石川三恵子、J.D.K「城」（第1 - 3シーズン「王様の呪文」のコーナー）
ヴォルフガング・アマデウス・モーツァルト「クラリネット協奏曲 イ長調 K. 622」第3楽章（第5シーズン オープニング）
フランツ・ヨーゼフ・ハイドン「オルガンとヴァイオリンのための協奏曲 ヘ長調 Hob. XVIII:6」第1楽章（第6シーズン #37 オープニング）
フランツ・ヨーゼフ・ハイドン「オルガンとヴァイオリンのための協奏曲 ヘ長調 Hob. XVIII:6」第3楽章（第5シーズン以降、「有野の挑戦」開始前の王様のお言葉）
ジョン・ウィリアムズ「American Journey "Immigration and Building"」（「王様の呪文」のコーナー）
第5シーズンと第6シーズン初回以外の「女王様」、「王子様」は番組独自のBGM、第7シーズン以降では王様独自の物と女王様のBGMを使用
有野の挑戦
DCゲーム『ヘッドハンター』より Richard Jacques「Jack's Theme」（挑戦作品の詳細説明&別コーナーから挑戦へ復帰時の状況説明時）
DCゲーム『ヘッドハンター』より Richard Jacques「Main Title」（今回の挑戦ソフト発表&前回までのあらすじ&お助けアイテム〈ジョイカード〉説明、他〈第2シーズンのみ〉）
映画『ロマンシング・アドベンチャー/キング・ソロモンの秘宝』より Jerry Goldsmith「Main Title/King Solomon's Mines」（挑戦終了からエンディング）
岩崎宏美「聖母たちのララバイ」（推理アドベンチャー挑戦時の挑戦終了からエンディング）
安全地帯「ワインレッドの心」（挑戦ゲーム内で安全地帯発見時）
吉田拓郎「人生を語らず」（第1シーズン #10 任天堂『スーパーマリオブラザーズ2』挑戦時）
Bon Jovi「Never Say Goodbye」（#19『プリンス・オブ・ペルシャ』挑戦時）
渡辺俊幸「毛利元就メインテーマ」 NHK大河ドラマ『毛利元就』サウンドトラックより （#25『クイズ殿様の野望』挑戦時）
KiKi「見たいもの見たい」アニメ『ダッシュ勝平』主題歌（#25『クイズ殿様の野望』挑戦時）ダッシュ勝平問題出題時
ZIGGY「GLORIA」（#25『クイズ殿様の野望』挑戦時）
宇都宮安重、石田勝範「西部警察メインテーマ」ドラマ 『西部警察 PART-I』テーマ曲 （#25『クイズ殿様の野望』、#174『うっでいぽこ』挑戦時）
民謡「花笠音頭（花笠踊り唄）」（#25『クイズ殿様の野望』挑戦時）
菊池俊輔「未来の国からはるばると」アニメ『ドラえもん』サウンドトラックより（#26『ドラえもん』挑戦時）
渡辺茂樹「影の軍団メインテーマ」時代劇『服部半蔵 影の軍団』サウンドトラックより（#29『忍者龍剣伝』挑戦時）
高梨康治「地獄ロック」アニメ『地獄少女』オリジナルサウンドトラックより（#34『大魔界村』挑戦時）
和田薫「半妖 犬夜叉」アニメ『犬夜叉』音楽篇より（#35『サラダの国のトマト姫』、#228『殿様の野望2 全国版』挑戦時）
相内恵、ヤング・フレッシュ「とんちんかんちん一休さん」アニメ『一休さん』主題歌（#42『アドベンチャークイズ ハテナ?の大冒険』挑戦時）
石川進、曽我町子「オバQ音頭」アニメ『オバケのQ太郎』主題歌（#42『アドベンチャークイズ ハテナ?の大冒険』挑戦時）
ワッフル「コンポラキッド」アニメ『コンポラキッド』主題歌（#42『アドベンチャークイズ ハテナ?の大冒険』挑戦時）
アニメ『うる星やつら』サウンドトラックより 安西史孝「ラムのラブソング（インストゥルメンタル）」（#42『アドベンチャークイズ ハテナ?の大冒険』挑戦時）
映画『タイタニック』テーマソング Céline Marie Claudette Dion「MY HEART WILL GO ON 〜 タイタニック・愛のテーマ 〜」（#43『セプテントリオン』挑戦時）
韓国民謡「アリラン」※ポップ調アレンジ曲（#50『ゲームセンターCXin韓国』）
ザ・フォーク・クルセダーズ「イムジン河」（#50『ゲームセンターCXin韓国』）カジノ後のカップラーメン時
リア・ディゾン「恋しよう♪」（#54『カイの冒険』）※冒頭、バンダイナムコ受付所の、リア・ディゾン似の受付嬢の人の所で
新沼謙治「津軽恋女」（#63『クインティ』挑戦時）放送冒頭
ドラマ 『ナースのお仕事』 オリジナルサウンドトラックより 鴨宮諒「PANIC」（#67『暴れん坊天狗』、#170・#171『アイギーナの予言』挑戦時）
『スタートレック』テーマ曲（『アメリカ横断ウルトラクイズ』オープニング曲） Walter Maynard Ferguson「Theme From Star Trek」（#67『暴れん坊天狗』挑戦時）
Meco「Themes from the wizard of Oz: Over the Rainbow」（#67『暴れん坊天狗』挑戦時）
高橋洋樹「魔訶不思議アドベンチャー!」アニメ『ドラゴンボール』主題歌（#70『ドラゴンボール 神龍の謎』挑戦時、#165『ドラゴンボールZ 超武闘伝』挑戦時※クリア時）
うしろゆびさされ組 『うしろゆびさされ組』（#72『ゆうゆのクイズでGO!GO!』挑戦時）
ゆうゆ with おニャン子クラブ「天使のボディガード」（#72『ゆうゆのクイズでGO!GO!』挑戦時）
うしろゆびさされ組「バナナの涙」（#72『ゆうゆのクイズでGO!GO!』挑戦時）
新垣結衣「heavenly days」（#74『ファーストサムライ』挑戦時）
藤岡藤巻、大橋のぞみ「崖の上のポニョ」映画『崖の上のポニョ』主題歌（#75『スーパードンキーコング』挑戦時）
MINJI「LOVE ALIVE」映画『252 生存者あり』主題歌（#75『スーパードンキーコング』挑戦時）
海援隊 『思えば遠くへ来たもんだ』（#78 福岡里帰りスペシャル）
海援隊「こらえちゃっときない」（#78 福岡里帰りスペシャル）
葉加瀬太郎「情熱大陸」TBS『情熱大陸』テーマ曲（#85『源平討魔伝』挑戦時）
映画『ロッキー』テーマ曲 Bill Conti「Gonna Fly Now/ロッキーのテーマ」（#86『パンチアウト!!』挑戦時）
映画『ロッキー』オリジナルサウンドトラックより Bill Conti「Going the Distance/ロード・ワーク」（#86『パンチアウト!!』、#139『ダイナマイトヘッディー』挑戦時）
映画『ロッキーIII』テーマ曲 Survivor「Eye of the Tiger」（#86『パンチアウト!!』挑戦時）
小林旭「恋の山手線」（#94『電車でGO!』挑戦時）
唱歌「鉄道唱歌 東海道編」 大和田建樹作詞・多梅稚作曲（#94『電車でGO!』挑戦時）※スタッフ5番勝負・駅弁試食時
ゴダイゴ「銀河鉄道999」映画『銀河鉄道999 The Galaxy Express』主題歌（#94『電車でGO!』挑戦時）
THE BLUE HEARTS「TRAIN-TRAIN」（#94『電車でGO!』、#239『電車でGO!64』挑戦時）
eRa「Ameno」（#96『忍者龍剣伝2』挑戦時）
山下達郎「RIDE ON TIME」（#98『パイロットウイングス』、#143 岩手出張スペシャル『パイロットウイングス』完結!?挑戦時）
岩崎良美「タッチ」アニメ『タッチ』主題歌（#103『甲子園』挑戦時）
古関裕而「栄冠は君に輝く」全国高等学校野球大会歌（#103『甲子園』挑戦時）
岩崎宏美「聖母たちのララバイ」（#105『北海道連鎖殺人 オホーツクに消ゆ』挑戦時）、（#134『探偵神宮寺三郎 新宿中央公園殺人事件』挑戦時）、（#145『ファミコン探偵倶楽部 消えた後継者』挑戦時）※事件解決からエンディング時
ヨハン・ゼバスティアン・バッハ「フランス組曲第3番 ロ短調 BWV 814」より『ジーグ』（#109『ゼルダの伝説 時のオカリナ』挑戦時）
忌野清志郎「パパの歌」（#125『子育てクイズ マイエンジェル』挑戦時）
ルイージ・デンツァ「フニクリ・フニクラ」（#127『ハロー!パックマン』挑戦時）※D井上侑也のピザのグルメ演出時
MAKE-UP「ペガサス幻想」アニメ『聖闘士星矢』主題歌（#130『聖闘士星矢 黄金伝説』挑戦時）
里見浩太朗「あゝ人生に涙あり」TBS時代劇 主題歌『水戸黄門』（#131『天下のご意見番 水戸黄門』挑戦時）
ことちゃん（空閑琴美）、ワンワン（チョー）、うーたん（間宮くるみ）「おにぎり ぽん!」 NHK教育 教養番組 『いないいないばあっ!』（#135『アレックスキッドのミラクルワールド』挑戦時）
THE BLUE HEARTS「リンダリンダ」（#135『アレックスキッドのミラクルワールド』挑戦時）、（#136 『グラディウス』挑戦時）
電撃ネットワーク、genji/nishikata（ゲンジニシカタ）「電撃ネットワークのテーマ」（The Surfaris「Wipe Out」カバー曲）（#137『スーパーチャイニーズ』挑戦時）
沖田浩之「燃えてヒーロー」アニメ『キャプテン翼』主題歌（#141・#142『キャプテン翼』挑戦時、#263、#264『キャプテン翼II スーパーストライカー』挑戦時）
ザ・バーズ「ふり向くな君は美しい」全国高等学校サッカー選手権大会歌（#142『キャプテン翼』挑戦時）
シェネル「believe」映画『BRAVE HEARTS 海猿』主題歌（#147『川のぬし釣り2』挑戦時）
m.c.A・T「ごきげんだぜっ!」（#150『パラッパラッパー』挑戦時）
爆風スランプ「Runner」（#158『ファミリートレーナージョギングレース』挑戦時）
ゆず「栄光の架け橋」NHK アテネオリンピック中継 公式テーマソング（#158『ファミリートレーナージョギングレース』挑戦時）
日下まろん「誰よりも遠くへ」アニメ『トム・ソーヤーの冒険』オープニングテーマ（#159『トム・ソーヤーの冒険』挑戦時）
日下まろん「ぼくのミシシッピー」アニメ『トム・ソーヤーの冒険』エンディングテーマ（#159『トム・ソーヤーの冒険』挑戦時）
安全地帯「ワインレッドの心」（#159『トム・ソーヤーの冒険』挑戦時）、（#227『メソポタミア』挑戦時）
少年隊「君だけに」（#162『スーパードンキーコング2』挑戦時）
AKB48「上からマリコ」（#163『スーパードンキーコング2』挑戦時）
影山ヒロノブ「CHA-LA HEAD-CHA-LA」アニメ『ドラゴンボールZ』主題歌（#165『ドラゴンボールZ 超武闘伝』挑戦時）
谷本貴義「Dragon Soul」アニメ『ドラゴンボール改』主題歌（#165『ドラゴンボールZ 超武闘伝』挑戦時）
アメリカのテレビドラマ番組『コンバット!』主題歌BGM「コンバットテーマ」（#167『スカイキッド』挑戦時）
馬渡松子「微笑みの爆弾」アニメ『幽☆遊☆白書』主題歌（#168『幽☆遊☆白書 魔強統一戦』挑戦時）
中村由真「Dang Dang 気になる」アニメ『美味しんぼ』主題歌（#173『美味しんぼ 究極のメニュー三本勝負』挑戦時）
Perfume「Spring of Life」（#175・#176『ノスフェラトゥ』挑戦時）
怒髪天「プレイヤーI」映画 ゲームセンターCX THE MOVIE 1986 マイティボンジャック主題歌（#178『ロックマンX』挑戦時）※冒頭、映画の話時
鈴木雅之「違う、そうじゃない」（#177『竜の子ファイター』挑戦時）
映画『ゴジラ』シリーズ テーマ曲 伊福部昭「メインタイトル」（#183『超ゴジラ』挑戦時）
アイドル・フォー「天才バカボン」アニメ『天才バカボン』主題歌（#188『平成天才バカボン』挑戦時）
X JAPAN「Forever Love」（#191『クレイジー·クライマー』挑戦時）※クリア後
久保田利伸「LA・LA・LA LOVE SONG」（#199『QUIZなないろDREAMS 虹色町の軌跡』挑戦時）
アントニオ猪木入場テーマ曲 アントニオ猪木とザ・ファイターズ「炎のファイター 〜INOKI BOM-BA-YE〜」（#199『QUIZなないろDREAMS 虹色町の軌跡』挑戦時）
小橋健太入場テーマ曲 松原正樹「SNIPER」（#200『全日本プロレス』）（#200『全日本プロレス』挑戦時）※小橋健太を選択時
少年隊「仮面舞踏会」（#207『ESWAT』挑戦時）※AD矢内とAD三浦のメガドライブ戻し作業時とエンディング時
和田アキ子「あの鐘を鳴らすのはあなた」（#216『スーパーマリオランド2 6つの金貨』挑戦時）
細川たかし「おそ松くん音頭」（#223『おそ松くん はちゃめちゃ劇場』挑戦時）
嶋大輔「男の勲章」（#238『熱血硬派くにおくん』挑戦時）
斉藤由貴「白い炎」ドラマ『スケバン刑事』エンディングテーマ（#238『熱血硬派くにおくん』挑戦時）
横浜銀蝿「ツッパリHigh School Rock'n Roll（登校編）」（#238『熱血硬派くにおくん』挑戦時）
Stevie Wonder「Happy Birthday」（#238『熱血硬派くにおくん』挑戦時）
植田真梨恵「灯」映画『トモシビ 銚子電鉄6.4kmの軌跡』主題歌（#239『電車でGO!64』挑戦時）
アニメ『ジョジョの奇妙な冒険』1st Season ファントムブラッド オープニングテーマ 富永TOMMY弘明「ジョジョ 〜その血の運命〜」（#239『電車でGO!64』挑戦時）
EAST END×YURI「いい感じ やな感じ」（#240『ウンジャマ・ラミー』挑戦時）
志村けんと田代まさしと志村けんのだいじょうぶだぁファミリー「ウンジャラゲ」（#240『ウンジャマ・ラミー』挑戦時）
THE ALFEE「メリーアン」（#240『ウンジャマ・ラミー』挑戦時）
澤野弘之「0-G：EP1」アニメ『機動戦士ガンダムUC』オリジナルサウンドトラック2より（#242『スプラッターハウス PART2』挑戦時）
映画『デッドプール』オリジナルモーションピクチャーサウンドトラックより Junkie XL「MAXIMUM EFFORT」（#244『マッド・シティ』挑戦時）
爆風スランプ「Runner」（#244『マッド・シティ』挑戦時）※光線銃セッティング時
ザ・ギャートルズ「はじめ人間ギャートルズ」アニメ『ギャートルズ』主題歌（#248『PC原人2』挑戦時）※神奈川県平塚市「レストラン海賊」でテイクアウトされた、マンガ肉食べる時
マイケル・ジャクソン『スリラー』（#249『激写ボーイ』挑戦時）マイケル・ジャクソンに似たキャラクターが出た時
Emerson, Lake & Powell「The Score ワールドプロレスリングのテーマ」テレビ朝日OP（#255『新日本プロレスリング超戦士IN闘強導夢』挑戦時）
アントニオ猪木とザ・ファイターズ「炎のファイター INOKI BOM-BA-YE」アントニオ猪木のテーマ曲・入場テーマ曲（#255『新日本プロレスリング超戦士IN闘強導夢』挑戦時）
浜崎あゆみ「M」（#260『魔獣王』挑戦時）
GLAY「HOWEVER」（#265『影の伝説』挑戦時）※有野のお兄さんとの思い出を語る時
globe「DEPARTURES」（#269『スーパーボンバーマン』挑戦時） ※最終ボス対戦時
西尾えつ子「じゃじゃ馬にさせないで」アニメ「らんま1/2」主題歌（#268『らんま1/2』挑戦時）※冒頭、有野のアニメ思い出話時
松谷祐子「ラムのラブソング」BGM「うる星やつら」主題歌（#268『らんま1/2』挑戦時）※冒頭、有野のアニメ思い出話時
米津玄師「Lemon」（#272 幕張メッセ ドキュメント）※エンディング曲
菊池桃子「卒業-GRADUATION-」（#277『パックランド』挑戦時）※冒頭、D井上侑也 ガスコインカンパニー退社、D中内竜也 番組卒業発表時
ロシア民謡「トロイカ」BGM（#279『デモンズブレイゾン 魔界村 紋章編』挑戦時）※冒頭、ロシアロケの話時
安全地帯「じれったい」（#280『イメージファイト』挑戦時）※ステージ3のボス対戦時
AKB48「スカート、ひらり」（#283『アテナ』挑戦時）※ステージ5 アイテム「セーラー服」出現時
清水香織「サイコソルジャー」（#283『アテナ』挑戦時）
三波春夫「東京五輪音頭」1964年東京オリンピックテーマソング（#284『MOTHER2 ギーグの逆襲』挑戦時）※冒頭、有野が「2020年東京オリンピック」のチケット落選した話時
ペリー&キングスレイ「Baroque Hoedown（和題：バロック・ホウダウン）」 ディズニーランド夜パレード「エレクトリカルパレード」OP曲（287『アイラブミッキー&ドナルド ふしぎなマジックボックス』挑戦時）
スタッフ登場シーン
大島ミチル「夫婦の決意」映画『北の零年』サウンドトラックより（#32『魂斗羅』）、（#33『ボナンザブラザーズ』）、（#192『超絶倫人ベラボーマン』）、（#235『SUPER魂斗羅』）（井上侑也）
横浜銀蝿「ぶっちぎりRock'n Roll」（#41『ファン感謝デー 決着!「マイティボンジャック」』）（阿部浩一）
由紀さおり「夜明けのスキャット」（#41『ファン感謝デー 決着!「マイティボンジャック」』）、（#49『がんばれゴエモン ゆき姫救出絵巻』）（井上侑也）
横浜銀蝿「ぶっちぎりRock'n Roll」（#42『アドベンチャークイズ ハテナ?の大冒険』挑戦時）（阿部浩一）
アメリカ合衆国国歌「星条旗（The Star-Spangled Banner）」（#42『アドベンチャークイズ ハテナ?の大冒険』）（東島真一郎）
稲垣潤一 『クリスマスキャロルの頃には』（『2007年クリスマス生放送』）、（#64『ソニック・ザ・ヘッジホッグ』）（東島真一郎）
チェッカーズ「ギザギザハートの子守唄」（#52『超魔界村』）（浦川瞬）
スタン・ハンセン入場テーマ曲 SPECTRUM「SUNRISE」（#49『がんばれゴエモン ゆき姫救出絵巻』）、（『THE MOVIE 1986 マイティボンジャック』の撮りおろし特典挑戦にて初収録）※ファン感謝デー（一ツ橋ホール）での物販コーナーで行われたAD井上とAP東島のミニコーナー（井上侑也）
Jenny Rom「www.Blonde Girl」（#45『ウルトラセブン』）、（#46『ロックマン』）、（#47『ワギャンランド』）、（#222『ワギャンランド2』）（高橋佐知）
童謡「サッちゃん」#46『ロックマン』（高橋佐知）
アントニオ・ルーチョ・ヴィヴァルディ「ヴァイオリン協奏曲集『四季』より『春』作品8-1, RV 269」第1楽章（#55『カイの冒険』）、（#56『フラッシュバック』）（鶴岡丈志）
中村八大「笑点のテーマ」日本テレビ番組（『2009年24時間生放』オープニング）（東島真一郎）
矢沢永吉「逃亡者」（『2009年 24時間生放送 阿部飯コーナー』）（阿部浩一）
THE BLUE HEARTS「TRAIN-TRAIN」（#94『電車でGO!』）（府川由教）
アントニン・ドヴォルザーク「8つのユーモレスク第7番 変ト長調 作品101-7, B. 187-7」（#102『す〜ぱ〜ぷよぷよ』）（片山雄貴）
AKB48「僕の太陽」（#117『ギミック!』）（高橋純平）
AKB48「桜の木になろう」（#117『ギミック!』）（高橋純平）
AKB48「チャンスの順番」（#119『F-ZERO』）（高橋純平）
AKB48「会いたかった」（#118・#119『F-ZERO』、#120『タントアール』、#125『子育てクイズ マイエンジェル』、#126『バトルフォーミュラ』、#127『ハロー!パックマン』、#143 『岩手出張スペシャル「パイロットウイングス」完結!?』）（高橋純平）
Not yet「波乗りかき氷」 AKB48派生 4人組ユニット（大島優子、北原里英、指原莉乃、横山由依）（#124『重力装甲メタルストーム』）、（#126『バトルフォーミュラ』）（高橋純平）
忌野清志郎「パパの歌」（#125『子育てクイズ マイエンジェル』）（須田祐一郎）
AKB48「桜の花びらたち」（#136『グラディウス』）（高橋純平）※高橋最後のサポート時。
AKI・ひまわりキッズ「夢をかなえてドラえもん」（#137『スーパーチャイニーズ』）、（#138『ダイナマイトヘッディー』）、（#149 『迷宮島』）（伊東篤志）
（#200『全日本プロレス』）
- 入場曲 スタン・ハンセン入場テーマ曲 SPECTRUM「SUNRISE」（矢内英明）
- 入場曲 三沢光晴入場テーマ曲 Keith Morrison「スパルタンX」（ジャッキー・チェン主演映画『スパルタンX』日本公開版テーマ曲（高橋純平）
- 入場曲 ラッシャー木村入場テーマ曲 Sandy Nelson「Rebirth of the beat」（井上侑也）

ドラマ 『特捜最前線「私だけの十字架」』主題歌：F.チリアーノ（Fausto Cigliano） BGM（#174『うっでいぽこ』）（片山雄貴）
ドラマ 『西部警察 PART-II』テーマ曲 羽田健太郎
- （#174『うっでいぽこ』、#180『殺意の階層 ソフトハウス連続殺人事件』、#256『ワンダフル・ガイズ』、＃244『マッド・シティ』、#245『西村京太郎ミステリー ブルートレイン殺人事件』）（片山雄貴）
- （#221『超兄貴』）（渡大空）

串田アキラ「宇宙刑事ギャバン」（『宇宙刑事ギャバン』主題歌（#229 『コスモポリス ギャリバン』）（片山雄貴）
爆風スランプ「Runner」#243『ゲームセンターCX on 太平洋 〜フェリーで有野課長が初挑戦!〜』（加賀祐太）
（#255『新日本プロレスリング超戦士IN闘強導夢』）
- 入場曲「ぶっちぎりRock'n Roll」横浜銀蝿（阿部浩一）
- 入場曲「HOLD OUT」（グレート・ムタ入場テーマ） 作曲 平沢進（加賀祐太）
- 入場曲「パワーホール」（長州力入場テーマ） 作曲 平沢進）（井上侑也）
- 入場曲「奇跡の獣神」（歌 弘妃由美、アニメ『獣神ライガー』後期OP）（獣神サンダー・ライガー入場テーマ）（高橋純平）

バーズ『ふり向くな君は美しい』（全国高等学校サッカー選手権大会の大会歌）（#263『キャプテン翼II スーパーストライカー』）（高橋純平）
尾崎豊「卒業」 （#270『バンパイアキラー』）（加賀祐太）
浜田省吾「悲しみは雪のように」、「MONEY」（#271『ローリングサンダー』）（岩橋資）
浜田省吾「MONEY」BGM（#273『スーパーマリオRPG』）（岩橋資）
宮城道雄作曲「春の海」BGM ※特に正月使用されるい曲 （#273『スーパーマリオRPG』）（岩橋資）※ゲームセンターCXin幕張メッセの打ち上げの予定の報告時
長渕剛「ろくなもんじゃねえ」（#283『アテナ』）（岩橋資）
ペリー&キングスレイ「Baroque Hoedown（和題：バロック・ホウダウン）」 ディズニーランド夜パレード「エレクトリカルパレード」OP曲（287『アイラブミッキー&ドナルド ふしぎなマジックボックス』）（岩橋資）
たまに行くならこんな××
本間勇輔アニメ『はじめ人間ゴン』サウンドトラックより（タイトルバックBGM）
山口洋「異国のしらべ」アニメ『機巧奇傳ヒヲウ戦記』オリジナルサウンドトラック2より
栗原正己「さぁ、始めよう」、「休み時間デスカ」、「新学期」他アニメ『あずまんが大王』サウンドトラックより（最北端ゲーム紀行以降使用）
栗コーダーカルテット 『うれしい知らせ』
十田敬三・ボーカル・ショップ「デビルマンのうた」アニメ『デビルマン』主題歌、（神奈川県小田原「懐かし横丁」（#12））
水木一郎・こおろぎ'73、コロムビアゆりかご会「鋼鉄ジーグのうた」アニメ『鋼鉄ジーグ』主題歌（神奈川県小田原「懐かし横丁」（#12））
ボーカル・ショップ「マッハゴー・ゴー・ゴー」 アニメ『マッハGoGoGo』主題歌（神奈川県小田原「懐かし横丁」（#12））
堀江美都子『けろっこデメタン』アニメ『けろっこデメタン』主題歌（神奈川県小田原「懐かし横丁」（#12））
水木一郎・コロムビアゆりかご会「ダッシュ! マシンハヤブサ」アニメ『マシンハヤブサ』主題歌（神奈川県小田原「懐かし横丁」（#12））
伊集加代子&ネリー・シュワルツ「おしえて」アニメ『アルプスの少女ハイジ』主題歌（神奈川県小田原「懐かし横丁」（#12））
大杉久美子「ジャングル黒べえの歌」アニメ『ジャングル黒べえ』主題歌（神奈川県小田原「懐かし横丁」（#12））
ピンキーとキラーズ「恋の季節」（東京都千代田区有楽町「ゲームセンター リノ」（#14））
（秋葉原・スーパーポテト レトロ館（#17））
- 本田美奈子『1986年のマリリン』
- 作曲 Sol Lake『BITTERSWEET SAMBA』BGM オールナイトニッポン テーマ曲

浅田美代子「赤い風船」（西東京市東伏見「妙法湯のんびり温泉」（#19））
風「22才の別れ」（西東京市東伏見「妙法湯のんびり温泉」（#19））
吉田拓郎「蒼い夏」（西東京市東伏見「妙法湯のんびり温泉」（#19））
童謡「五匹のこぶたとチャールストン」（東京都台東区浅草「浅草花やしき」（#22））
サザンオールスターズ「真夏の果実」（神奈川県藤沢市江の島「江ノ電ガーデンパーラー」（#28））
渥美清「男はつらいよ」映画『男はつらいよ』主題歌（東京都葛飾区柴又「柴又ハイカラ横丁」（#32））
THE ALFEE「メリーアン」（東京都葛飾区柴又「柴又ハイカラ横丁」（#32））
みすず児童合唱団、コーロ・ステルラ「ウルトラマンの歌」特撮『ウルトラマン』主題歌（東京都足立区東綾瀬「綾瀬バッティングセンター」（#40））
横浜銀蝿「ぶっちぎりRock'n Roll」（#41、#72、#77、#78、#158、#176）
三木佑二郎作曲「コンバットマーチ」早稲田大学応援部 早稲田大学応援曲（大阪府東大阪市小若江・あうとばぁん (近畿大学西門の前）（#59））
小林旭「恋の山手線」（渋谷区恵比寿南「JR恵比寿駅（山手線ラッピング車両、ゲームセンターCX号の視察）」（#64））
Cartoons「Witch Doctor」（お台場冒険王（#69））
北原拓「BE TOP」アニメ『ダッシュ!四駆郎』主題歌（東京都豊島区「おもちゃのぶんぶく」（#88））
野口雨情、中山晋平「童謡 うさぎのダンス」（東京都墨田区「おかしの森 十一屋」（#102））
H2O「10%の雨予報」アニメ『みゆき』主題歌（埼玉県秩父郡「ゲームコスモス」（#112））
ゆず「岡村ムラムラブギウギ」（神奈川県横浜市磯子区岡村「小笠原文具店」（#119））
AKB48「会いたかった」
- （神奈川県横浜市磯子区岡村・「小笠原文具店」（#119））
- （埼玉県さいたま市南区沼影・クリーニングいせき（クリーニング&駄菓子屋）（#124））

ガロ「学生街の喫茶店」（葛飾区東金町・純喫茶 シャレード（#121））
Lady Gaga「Poker Face」（東京都中央区「山本商店」（#131））
THE BLUE HEARTS「TRAIN-TRAIN」（千葉県市川市市川 サン市川ハイツ1F・ゲームフジ 市川店（#132））※VE 府川由教 アーケード「電車でGO2」挑戦時
中山智明「ラストコンティニュー」（千葉県市川市大町・大慶園（前編）（#134））
T-SQUARE「TRUTH」（千葉県市川市・「大慶園」（#135））
沖田浩之「燃えてヒーロー」アニメ『キャプテン翼』主題歌（港区台場・「お台場合衆国2012」（#146））
こおろぎ'73「がんばれドカベン」アニメ『ドカベン』主題歌（豊島区・「大塚バッティングセンター」（#158））※AD松村有理 登場時
かぐや姫「神田川」（墨田区向島 東京スカイツリー前・銭湯「薬師湯」（#242））
西田佐知子「涙のかわくまで」（神奈川県小田原・居酒屋 「丸十」（#255））
mao・ひまわりキッズ「夢をかなえてドラえもん」アニメ『ドラえもん』主題歌（東京都青梅市・「かんぽの宿」（#259））
山崎邦正「ヤマザキ一番!」アニメ『学級王ヤマザキ』OP2主題歌（埼玉県戸田市・「ボートレース戸田」（#265））
FC・GB・SFC、ゲーム特集（ゲームソフト紹介）
Fantastic Plastic Machine「The King Of Pleasure」、「Reaching for the Stars」（通常回）
チェッカーズ「あの娘とスキャンダル」（#12）
岩崎良美「タッチ」（#13）
C-C-B「Romanticが止まらない」（#15）
カルロス・トシキ&オメガトライブ「君は1000%」（#16）
石井明美「CHA-CHA-CHA」（#17）
TUBE「シーズン・イン・ザ・サン」（#18）
岡田有希子「くちびるNetwork」（#19）
HOUND DOG「ff」（#20）
TUBE「Beach Time」（#46、#66）
浜田麻里「Return to Myself 〜しない、しない、ナツ。」（#67）
THE BLUE HEARTS「TRAIN-TRAIN」（#81、#82、#83、#85、#88）
渡辺美里「サマータイムブルース」（#101、#102、#103、#104）
障子久美「あの頃のように」（#117、#118、#119、#121、#122、#123）
WANDS「もっと強く抱きしめたなら」（#124、#125、#126、#127、#128、#129、#130）
財津和夫「サボテンの花」（#137、#138）
TRF「BOY MEETS GIRL」（#139、#140）
Wink「愛が止まらない 〜Turn it into love〜」（#141、#143、#144、#145、#146、#147）
たま「さよなら人類」（#148、#149、#150）
UNICORN（ユニコーン）「働く男」（#157、#159、#160、#166、#167 #168、#177）
プレゼントコーナー
Cartoons「Diddley Dee」（第2 - 第3シーズン）
Space Cowboy「Across the sky」（第4シーズン）
capsule「FRUITS CLiPPER」（第5シーズン第2回 - 第6シーズン）
Milly「GIVE ME UP 2006」（第7シーズン）
Hilary and Haylie Duff「Material Girl」（第9シーズン）
Sweet Vacation「HONKY TONKY CRAZY」（第10 - 11シーズン）
中山智明「ラストコンティニュー」（第12シーズン）
ワタナベユーコ「サヨナラゲーム」（第13シーズン - 15シーズン、18シーズン最終回（#196））
石田希「戦え!課長ファイター」（第16シーズン - 17シーズン（#166まで））
松任谷由実「ひこうき雲」（#167『スカイキッド』）
中山智明「LAST CONTINUE」（英語版「ラストコンテニュー」）（第17シーズン（#169 - #176））
Ludwig van Beethoven「歓喜の歌」（ゲームセンターCX OPバージョン）（第18シーズン）
X JAPAN「Forever Love」（#193『R-TYPE』）
槇原敬之「もう恋なんてしない」（#199『QUIZなないろDREAMS 虹色町の軌跡』）
さだまさし「北の国から〜遥かなる大地より〜」ドラマ『北の国から』主題歌（#208『改造町人シュビビンマン』）
和田アキ子「あの鐘を鳴らすのはあなた」（#216『スーパーマリオランド2 6つの金貨』）
黛敏郎 日本テレビスポーツ番組テーマ曲「スポーツ行進曲」（#200『全日本プロレス』）
中山美穂「BE-BOP-HIGHSCHOOL」映画『ビー・バップ・ハイスクール』主題歌（#238『熱血硬派くにおくん』）
THE BLUE HEARTS「TRAIN-TRAIN」（#239『電車でGO!64』）
THE ALFEE「恋人達のペイヴメント」（#240『ウンジャマ・ラミー』）
浜崎あゆみ「M」（#260『魔獣王』）
尾崎豊「十七歳の地図」（#278『新・熱血硬派くにおたちの挽歌』）
あの人に会いたい
セガサターンゲーム 『サクラ大戦』主題歌 真宮寺さくら（横山智佐）&帝国歌劇団「檄!帝国華撃団」（第1シーズン #4 「サクラ大戦」 広井王子）
ドリームキャストゲーム 『サクラ大戦3 〜巴里は燃えているか〜』主題歌 巴里華撃団（日髙のり子、島津冴子、小桜エツ子、井上喜久子、鷹森淑乃）「御旗のもとに」（第1シーズン #4 「サクラ大戦」 広井王子）
ドリームキャストゲーム 『サクラ大戦4 〜恋せよ乙女〜』主題歌 大神華撃団（陶山章央、横山智佐、富沢美智恵、高乃麗、西原久美子、渕崎ゆり子、田中真弓、岡本麻弥、伊倉一恵、日髙のり子、島津冴子、小桜エツ子、井上喜久子、鷹森淑乃）「檄!帝〜最終章（フィナーレ）〜」（第1シーズン #4 「サクラ大戦」 広井王子）
藤山一郎、奈良光枝「青い山脈」（第1シーズン #4 「サクラ大戦」 広井王子）
唐渡吉則「六甲颪」（第1シーズン #4 「サクラ大戦」 広井王子）
映画『ロッキー』オリジナルサウンドトラックより Bill Conti「Going the Distance/ロード・ワーク」（鈴木裕「チャンピオンボクシング」対決（#3））
アニメ『ゲームセンターあらし』主題歌 水木一郎「ゲームセンターあらし」（すがやみつる（#6））
有野の!もしもし大作戦
ドラマ 『西遊記』、『西遊記II』オープニングテーマ ゴダイゴ「Monkey Magic」
ドラマ 『西遊記』エンディングテーマ ゴダイゴ「ガンダーラ」
ウラワザジェットストリーム
トム・ウェイツ「Romeo Is Bleeding」
Shakatak「Night Birds」（#25）
ゲームセンターCX NEWS
capsule「Eternity」（#85以降のタイトルバック）
THE MOVIE公開直前情報 ゲームセンターCX THE MOVIE 1986 マイティボンジャック主題歌 怒髪天「プレイヤーI」（#174、#175、#176）
ハードのエースが出てこない
キャンディーズ「ハートのエースが出てこない」
NHKスペシャル『地球大進化〜46億年・人類への旅』サウンドトラックより 土井宏紀「人類への旅」
ロマンティックが止まらない
C-C-B「Romanticが止まらない」
ミニー・リパートン「Lovin' You」
ゲーム&ウオッチ ほっとけないよ
楠瀬誠志郎「ほっとけないよ」
ファミコンまんが喫茶店
柏原芳恵「ハロー・グッバイ」
アニメ『マジンカイザー』主題歌 JAM Project「FIRE WARS」
アニメ『真ゲッターロボ対ネオゲッターロボ』主題歌 JAM Project featuring 水木一郎、影山ヒロノブ「STORM」
アニメ『GEAR戦士 電童』オリジナルサウンドトラックVol.1より 佐橋俊彦「戦え!電童」
アニメ『勇者特急マイトガイン』主題歌 岡柚瑠「嵐の勇者」
アニメ『あずまんが大王』オリジナルサウンドトラックVol.1より 栗原正己「さぁ、始めよう」
アニメ『魔装機神サイバスター』主題歌 遠藤正明「戦士よ、起ち上がれ!」
アニメ『GEAR戦士 電童』オリジナルサウンドトラックVol.1より 佐橋俊彦「始まりの日」
勝手にうたいやがれ
沢田研二「勝手にしやがれ」
もったいないカラー
おニャン子クラブ「セーラー服を脱がさないで」
ウルフルズ「ガッツだぜ!!」（#92）
T.M.Revolution「HIGH PRESSURE」（#92）
レト朗読
クロード・ドビュッシー「『ベルガマスク組曲』より『月の光』」
アラム・ハチャトゥリアン「組曲『仮面舞踏会』より『ワルツ』」（#125）
フレデリック・ショパン「幻想即興曲」（#127）
プロジェクトCX 〜周辺機器たち〜
中島みゆき「地上の星」
バーコードギャンブラー
ドラマ 『LIAR GAME』 オリジナルサウンドトラックより 中田ヤスタカ「LIAR GAME」、「Electrode Spark 0101」
ファミコンスナイパー
FC『ゴルゴ13 第一章神々の黄昏』メインBGM（アレンジ）
振り返れば奴がいた
CHAGE and ASKA「YAH YAH YAH」
ゲームセンターMSX
テリー・デサリオ「オーバーナイト・サクセス」
マイケル・ジャクソン「スリラー」（#188）
DJモンスター
T99「Anasthasia」（コーナーOP）
Maximizor「CAN'T UNDO THIS !!」
B'z「LOVE PHANTOM」（#197）
access「MOONSHINE DANCE」（#197）
B'z「Ultra soul」（#197）
ウルフルズ「明日があるさ」（#198）
牛若丸三郎太「勇気のしるし」（#198）
Dream5「ようかい体操第一」（#199）
泉谷しげる「ゲゲゲの鬼太郎（アニメ第5シリーズ）」（#199）
ゴールデンボンバー「女々しくて」（#200）
シャ乱Q 『ズルい女』（#200）
セガサターンゲーム 『サクラ大戦』主題歌 真宮寺さくら（横山智佐）&帝国歌劇団「檄!帝国華撃団」（#201）
リミックスアルバム 『高橋名人伝説 -魂の16連射-』より 高橋利幸「スターソルジャー -魂の16連射-」（#201）
AKB48「恋するフォーチュンクッキー」（#202）
おニャン子クラブ「セーラー服を脱がさないで」（#202）
西野カナ「会いたくて 会いたくて」（#203）
沢田知可子「会いたい」（#203）
Whiteberry「夏祭り」（#204）
JITTERIN'JINN「夏祭り」（#204）
SEKAI NO OWARI「Dragon Night」（#204）
久保田利伸「LA・LA・LA LOVE SONG」（#205）
シャ乱Q「シングルベッド」（#205）
美川憲一「さそり座の女」（#206）
小林幸子「おもいで酒」（#206）
小沢健二「愛し愛されて生きるのさ」（#207）
広瀬香美「ゲレンデがとけるほど恋したい」（#207）
中山智明「ラストコンティニュー」（#207）※有野が歌う
仁義なき2Pプレイ マリオブラザーズ激闘篇
映画『仁義なき戦い』シリーズ テーマ曲 津島利章「仁義なき戦い」
GOOD BYE 白黒男（ゲームボーイ）
松浦亜弥「GOOD BYE 夏男」（オープニング曲）
うどんが茹であがるまで
NHKプロ野球「六三四（MUSASHI）」（エンディング曲）
はなわ「佐賀県」（#283）
第4シーズン最終回のエンディング
ジェシー・マッカートニー「Beautiful Soul」
第6シーズン最終回のエンディング
サイモン&ガーファンクル「明日に架ける橋」
たまに乗るならこんな山手線
小林旭「恋の山手線」（JR山手線ゲームセンターCX号の告知（#62）にも使用）
#66 おかえり!課長リターンズスペシャルのオープニング
Superfly「愛をこめて花束を」
元AP東島の結婚報告
木村カエラ「Butterfly」（#97・#98）
ゲームセンターCX重大発表（アイスのコーナー）
加山雄三「海 その愛」（#239 ゲームセンターCX on 太平洋 放送決定告知）
Whiteberry「夏祭り」（#240 ゲームセンターCX 夏祭り in 浅草花やしき 開催告知）
24時間生放送スペシャル エンディング & 第12シーズン エンディング、第15シーズン#136「グラディウス」 エンディング
中山智明「ラストコンティニュー」
第12シーズン最終回のエンディング & 第13シーズン エンディング、第22シーズン#262「星のカービィ64」 エンディング、第23シーズン#293「夢幻戦士ヴァリス」 エンディング
ワタナベユーコ「サヨナラゲーム」
ゲームセンターCX 生放送スペシャル 有野課長30代最後の生挑戦! エンディング、第16シーズン 、第17シーズン エンディング
石田希（コーラス：カーディガンズ 高橋純平、片山雄貴、伊東篤志）「戦え! 課長ファイター」
第22シーズン#273〜・第23シーズン エンディング
メッセメッセクラブ「剣を抜け! GCCX MAX」
SP & 生放送関係
最北端ゲーム紀行
松山千春「大空と大地の中で」
葉加瀬太郎「Angel In The House」
最南端ゲーム紀行
BEGIN「島人ぬ宝」
第6シーズン#41 ファン感謝デー 決着!「マイティボンジャック」
横浜銀蝿「ぶっちぎりRock'n Roll」（阿部浩一 登場時）
由紀さおり「夜明けのスキャット」（井上侑也 登場時）
ブライアン・アダムス「Here I Am」（エンディング）
第7シーズン#50 ゲームセンターCXin韓国
韓国民謡「アリラン」※ポップ調アレンジ曲
ザ・フォーク・クルセダーズ「イムジン河」
ゲームセンターCX 生放送SP! ゲームセンターCX史上初! 生放送で挑戦! 聖夜のリベンジスペシャル!（2007年12月24日 - 25日）
谷村新司、加山雄三「サライ」（FAXコーナー）
横浜銀蝿「ぶっちぎりRock'n Roll」（阿部浩一 登場時）
稲垣潤一 『クリスマスキャロルの頃には』（東島真一郎 台場の中継先）
串田アキラ「キン肉マンGo Fight!」（未公開たまゲー）
THE ALFEE「メリーアン」（「次の1機集中しますゲーム」のジングル）
ゲームセンターCX 生放送スペシャル 有野の「たけしの挑戦状」に挑戦（2009年4月12日）
谷村新司、加山雄三「サライ」（FAXコーナー）
第11シーズン#78 福岡里帰りスペシャル DS『有野の挑戦状2』発売記念（2009年4月14日）
海援隊 「思えば遠くへ来たもんだ」
横浜銀蝿「ぶっちぎりRock'n Roll」（阿部浩一 登場時）
海援隊「こらえちゃっときない」（エンディング）
ゲームセンターCX 24時間生放送スペシャル 有野課長が○○を救う!?（2009年8月29日 - 30日）
TUBE「あー夏休み」メインテーマ曲（番組直前放送のメインテーマ曲）
海外ドラマ『24 -TWENTY FOUR-』メインテーマ曲 Sean Callery「24 Theme」（タイトルバック）
Leon Jessel「おもちゃの兵隊のマーチ」
矢沢永吉「逃亡者」（あべ鍋、阿部ビデオ 夜食編・昼食編）
Caramell「Diskotek（Speedy Mix）」（ゲームセンター看板娘）
鶴岡丈志「ももこちゃん恋唄」（かんしゃく玉なげカン太郎の東海道五十三次）（応援VTR）
郷ひろみ「GOLDFINGER '99」（東島真一郎のたまゲー〈たまゲイ〉）
反町隆史「Forever」（東島真一郎のたまゲー〈たまゲイ〉）
MONKEY MAJIK「ただ、ありがとう」（東島真一郎のたまゲー〈たまゲイ〉）
森田童子「ぼくたちの失敗」（東島真一郎のたまゲー〈たまゲイ〉）
入場曲蝶野正洋入場テーマ曲 Royal Hunt「CRASH〜戦慄〜（MARTIAL ARTS）」（井上の挑戦 中山入場テーマ）
入場曲佐々木健介初代入場テーマ曲（後に弟子の中嶋勝彦が入場テーマとして使用） 鈴木修「POWER」（井上の挑戦 井上入場テーマ）
中山智明「ラストコンティニュー」（FAXコーナー・エンディング）
第11シーズン #89 ドキュメント24「ゲームセンターCX 24時間生放送スペシャル 有野課長が○○を救う!?」
アントニオ・ルーチョ・ヴィヴァルディ「ヴァイオリン協奏曲集『四季』より『春』作品8-1, RV 269」第1楽章（レミングス攻略講座）
ストリーボッグ（ジャン・ルイ・ゴバールツ）「金の星」（レミングス攻略講座）
中山智明「ラストコンティニュー」（エンディング）
大晦日12時間ぶち抜き!! ゲームセンターCX×よゐこの企画案 年越し生放送 よゐこ祭り（2010年12月31日 - 2011年1月1日）
鶴岡丈志「ももこちゃん恋唄」（かんしゃく玉なげカン太郎の東海道五十三次）（鶴岡丈志 登場時）
中山智明「ラストコンティニュー」（エンディング）※AP中山智明と有野晋哉、岐部昌幸が歌う
レオン・イェッセル「おもちゃの兵隊の観兵式」（おもちゃの兵隊のマーチ）キユーピー3分クッキングテーマ曲（あべ鍋）
KARA「ミスター」（収録スタジオとアクアシティお台場神社移動中）
ゲームセンターCX 生放送スペシャル 有野課長30代最後の生挑戦!（2012年2月24日 - 25日）
山下達郎「RIDE ON TIME」
鶴岡丈志「ももこちゃん恋唄」（かんしゃく玉なげカン太郎の東海道五十三次）（12時に登場）
石田希（コーラス：カーディガンズ 高橋純平、片山雄貴、伊東篤志）「戦え! 課長ファイター」（エンディング）
第16シーズン#143 岩手出張スペシャル「パイロットウイングス」完結!?
山下達郎「RIDE ON TIME」
AKB48「会いたかった」（AD高橋純平 登場時）
ゲームセンターCX 有野の挑戦 in 武道館
鶴岡丈志「ももこちゃん恋唄」（かんしゃく玉なげカン太郎の東海道五十三次）（魔界村クリア時）
ワタナベユーコ「サヨナラゲーム」（スーパーマリオブラザーズクリア時）
すぎやまこういち作曲「JRA G1 ファンファーレ」東京競馬場・中山競馬場で使用（ベスト競馬 ダービースタリオン）
中山智明「ラストコンティニュー」（ベスト競馬 ダービースタリオンクリア時）
石田希（コーラス：カーディガンズ 高橋純平、片山雄貴、伊東篤志）「戦え! 課長ファイター」（エンディング）
ゲームセンターCX 15th 感謝祭 有野の生挑戦 リベンジ七番勝負
鶴岡丈志「ももこちゃん恋唄」（かんしゃく玉なげカン太郎の東海道五十三次）（ボンバーマン スタッフ対戦 鶴岡丈志登場時）
第22シーズン#272 ドキュメント「有野の生挑戦 in 幕張メッセ」
ワタナベユーコ「サヨナラゲーム」（前半戦終わり ※ダイジェストで放送）
中山智明「ラストコンティニュー」（前半戦終わり ※ダイジェストで放送）
石田希「戦え! 課長ファイター」（エンディング ※ダイジェストで放送）
メッセメッセクラブ「剣を抜け! GCCX MAX」（後半戦スタート ※フルで放送）
米津玄師「Lemon」（ドキュメント「有野の生挑戦 in 幕張メッセ」エンディング）
ゲームセンターCX THE MOVIE 1986 マイティボンジャック
怒髪天「プレイヤーI」
ゲームセンターCX in U.S.A. 〜有野課長ロサンゼルスに行く〜
アメリカ合衆国国歌「星条旗」 8bit BGM アレンジ曲（アイキャッチ時）
横浜銀蝿「ぶっちぎりRock'n Roll」（阿部浩一 登場時）
Bruce Springsteen 「Born in the U.S.A. 」（ゲームセンターCX in USAアイキャッチ〈スタイリッシュカット〉）
映画『炎のランナー』テーマ曲 Vangelis 「炎のランナー」（アメリカの荒野でなぜか徒競走のコーナー）
REO Speedwagon「Can't Fight This Feeling」（ロサンゼルス番組イベント）
映画『スタンド・バイ・ミー』テーマ曲 Benjamin Earl King 「Stand by Me」（エンディング）
ゲームセンターCX in ASIA 〜目指せカンボジア代表!〜
ステッペンウルフ「Born To Be Wild（和題：ワイルドでいこう!）」映画『イージー・ライダー』（カンボジア たまゲーロケ）
モンキーズ「デイドリーム・ビリーバー」（エンディング）
ゲームセンターCX in Paris 〜有野課長ジャパンエキスポ参戦〜
横浜銀蝿「ぶっちぎりRock'n Roll」（阿部浩一 登場時）
Alpha Blondy「Black Samurai」（パリ郊外 移動遊園地を遊び尽くす!のコーナー）
Coldplay 「Viva la Vida」（エンディング）
ゲームセンターCX in 四国 〜ゲームお遍路 88台めぐりの旅〜
中山智明「ラストコンティニュー」（『奇々怪界』挑戦時）
ゲームセンターCX on 太平洋 〜フェリーで有野課長が初挑戦!〜
爆風スランプ「Runner」
ゲームセンターCX in Russia〜北の大地でシンフォニー〜
t.A.T.u.「All the Things She Said」（有野の挑戦とロシアロケの切り替え時のアイキャッチ）

### 番組オリジナル曲
番組内で独自にオリジナル制作されたボーカル曲。「ラストコンティニュー」サヨナラゲーム」「戦え!課長ファイター」の3曲はサウンドトラックに収録。
ラストコンティニュー
菅Pが作詞、音効斎藤が作曲を担当し、AP中山が歌う番組オリジナルソング。歌詞には「ギリジャン」、「くぐれ」、「ガメオベラ」など、番組を象徴するようなワードが盛り込まれている。24時間スペシャルのテーマソングとして大々的に披露されたが、結局披露する度に有野の失笑を買った。しかし、その後のイベントなどでも番組のテーマソング的な位置付けで使用されることが多く、有野自身の評価も「これって、もしかして、ええ歌ちゃうん」と評価を改めている。JOYSOUNDによるカラオケ配信や着うた配信などが行われている。
なお曲のイメージは菅が吉田拓郎、斉藤がくるり、中山の歌唱がBOØWYとのことで、イメージ的には統一性が無い。
DVD『GCCX24』CDが特典として付属した。DVD版のin USAには「LAST CONTINUE」（英語版「ラストコンティニュー」）のCDが付属している。
サヨナラゲーム
「ラストコンティニュー」に続き、菅Pが作詞、音効斎藤が作曲を担当し、AD渡邊が「ワタナベユーコ」として歌った番組オリジナルソング。スタッフたちの卒業を記念した「ステキな卒業ソング」として作られたものの、プロモーションビデオを観た有野に爆笑されてしまった。有野曰く「作詞・作曲が良いのに歌手だけがダメ」。
戦え!課長ファイター
「ラストコンティニュー」、「サヨナラゲーム」に続き、菅Pが作詞、音効斎藤が作曲を担当し、AP石田が歌った番組オリジナルソング。AD片山、AD高橋（純）、AD伊東（当時のサポートADは高橋だが伊東はこれが番組初出演となった）が「カーディガンズ」としてコーラスで参加している。有野の40歳の誕生日を記念して作られ、楽曲はアニソン・戦隊モノ風でゲームに立ち向かう有野をイメージした歌詞となっている。プロモーションビデオはD井上が手掛けた。有野曰く「今までの（曲）よりも楽しそうでいいんじゃないですか?」。番組携帯サイトでダウンロードが可能。
剣を抜け!GCCX MAX
番組15周年を記念して書き下ろされた曲。前3曲と同様、菅Pが作詞、音効斎藤が作曲を担当。
これまでの番組オリジナル楽曲と違い、「メッセメッセクラブ」というダンスユニット名義でのリリースとなった。
（ボーカル：D松井、AD加賀、カメラ阿部 / ラップ：D大須賀）
（コーラス：元番組P橋口愛、AD福富ミカン、広報・小川友希）
（バックダンサー：AD岩橋資 ほかスタッフ3人）

### スタッフ・テーマ曲
| 役職       | 名前       | アーティスト名      | 曲名                                          |
| ---------- | ---------- | ------------------- | --------------------------------------------- |
| 初代AD     | 東島真一郎 | 中村八大            | 『笑点』のテーマ曲                            |
| 2代目AD    | 笹野大司   |                     |                                               |
| 3代目AD    | 浦川瞬     | チェッカーズ        | ギザギザハートの子守唄                        |
| 4代目AD    | 井上侑也   | 大島ミチル          | 夫婦の決意（映画『北の零年』OST）             |
| 5代目AD    | 高橋佐知   | Jenny Rom           | www.Blonde Girl                               |
| 6代目AD    | 鶴岡丈志   | ヴィヴァルディ      | ヴァイオリン協奏曲集『四季』より『春』第1楽章 |
| 7代目AD    | 中山智明   |                     |                                               |
| 8代目AD    | 江本紘之   |                     |                                               |
| 8代目AD    | 伊藤茜     |                     |                                               |
| 9代目AD    | 片山雄貴   |                     |                                               |
| 10代目AD   | 高橋純平   | AKB48               | 会いたかった                                  |
| 11代目AD   | 伊東篤志   | AKI、ひまわりキッズ | 夢をかなえてドラえもん                        |
| 12代目AD   | 松井現     |                     |                                               |
| 13代目AD   | 矢内英明   |                     |                                               |
| 14代目AD   | 大須賀良   |                     |                                               |
| 15代目AD   | 渡大空     |                     |                                               |
| 16代目AD   | 加賀祐太   |                     |                                               |
| 17代目AD   | 岩崎資     |                     |                                               |
| 18代目AD   | 小林恭介   |                     |                                               |
| 19代目AD   | 猪谷素直   |                     |                                               |
| 20代目AD   | 八重樫直希 |                     |                                               |
| 21代目AD   | 青木剛     |                     |                                               |
| カメラマン | 阿部浩一   | 横浜銀蝿            | ぶっちぎりRock'n Roll                         |

## その他
アイキャッチ
「有野の挑戦」時に途中に挟まれるアイキャッチ。当初は「挑戦ソフトの写真に作業服姿の有野課長が配置されている」というシンプルなものだったが、回を重ねるにつれ「ゲームに登場する主人公の顔が有野」や「ゲームにちなんだ背景になる」など、だんだんとデザインが巧妙になっていった。
BGMは緊迫感のあふれるものが使用されている（現在は3代目のものを使用）が、ごく稀にゲームを連想させるものになることがある。ただし、後者の方はDVDでは権利上の都合で前者の緊迫したBGMに差し替えられる。
また、ADの挑戦時にも、アイキャッチが登場することがある。
接待ゲーム
上司である有野を立てるためにおべっかを使ったり、ADが2人同時プレイモードでわざと負けたりして有野を楽しませ満足させるようなプレイを言う。または有野の攻略の手助けになるよう、わざと自分が犠牲になるようなプレイを指す場合もある。しかし実際に接待ゲームをしてもらえる気配がほとんど無く、「ウチのスタッフはいつになったら接待ゲーム覚えんのかな?」と有野はよく愚痴をこぼしている。接待ゲームができるのは5代目AD高橋佐知とAP中山のみ。しかし、中山は対戦型格闘ゲームではしてくれない時もある。またD浦川はAD時代に一度だけ接待ゲームをしたことがある。
他番組では同じフジテレビCS番組の『アイドリング!!!』（地上波放送：2007年1月7日）に「課長」ではなく普通にゲスト出演した際、司会のバカリズム・升野に対して発言している。
ワープ運
良くも悪くも、有野はワープに関して常人以上の運を持っていると言える。#16『火の鳥 鳳凰編 我王の冒険』では全ステージに何十個も散らばるワープゾーンの中でたった1個しかない「最終ステージ行きワープゾーン」を僅か2か所目で探し当て、DVD-BOX Vol.1の映像特典で挑戦した『トランスフォーマー コンボイの謎』では偶然高難易度ワープキャラスタースクリームを撃墜、#85『源平討魔伝』ではAD伊藤の失言から越前から越中への隠しワープを発見する。しかし、#11『カトちゃんケンちゃん』では隠しワープを行ったり来たりでゲームが全く進まなかったり、#26『ドラえもん』、#1『アトランチスの謎』、#136『グラディウス』では偶然隠しワープを見つけるもどこでワープしたかわからなくなるなどワープに振り回されることも多い。またクリスマス生放送SPの『カイの冒険』では最終面でAD鶴岡が誤って巻き戻りアイテムが入った宝箱へ誘導するミスをしてしまいあわや大失敗に終わるところだったが、取得した直後に異変に気付いた有野が即座にリセットボタンを押したので事なきを得た。
コンティニュー
有野にはコンティニューに関係する逸話も多い。#19『迷宮組曲』では中盤まで進んだところで痛恨のコンティニューミスを犯してしまい、受験生よろしくメモまで取りやり直したにもかかわらず終盤近くで再度コンティニューミスを犯してしまう。#26『ドラえもん』では初めてゲームオーバーになった際、「左押しながらスタート」を試しにやってみたところ、幸運にもコンティニューコマンドだった（本来は「十字キーのどれかを押しながらスタート」）。DVD-BOX Vol.1『トランスフォーマー コンボイの謎』では、コンティニューミスで3面まで進めたところを無駄にしてしまう。#23『高橋名人の冒険島』ではコンティニューアイテムを獲ろうとするも、強制的に前に進むアイテム「スケボー」のせいで出現ポイントを通り過ぎてしまう。#32『魂斗羅』、#47『ワギャンランド』では失敗してもコンティニューがあるからと余裕を持って進めるが、実はコンティニュー回数に制限があり痛い目を見る（のちの#222『ワギャンランド2』でも同じ目に遭った）。#57『ビックリマンワールド』ではAD鶴岡ともどもコンティニューに失敗し、挑戦2日目に持ち越しという事態に追い込まれる。U.S.A.『ロボコップ』、VIETNAM『イシターの復活』では、誤ってスタートを選択してしまいコンティニューミスを犯してしまう。#206『闘いの挽歌』でも前半で有野は「コンティニューミスするかも」と言っていたが、実際に終盤近くでコンティニュー失敗の憂き目にあってしまった。#68『マドゥーラの翼』では、度重なるコンティニューミスに業を煮やしたプロデューサー菅が有野に声出し確認を要請。AD中山、カメラ阿部と共にコンティニューの手順を復唱する。#83『ロックマン3 Dr.ワイリーの最期!?』では終盤の8体連続ボスの戦いで誤ってステージセレクトを選択してしまい、ワイリーステージを最初からやり直すことになる。#107『パリ・ダカールラリー・スペシャル』では、ゲームオーバー時に「つづける」ではなく「おわる」を押してしまい、さらにパスワードを入れてもゲームが再開されないというハプニングが発生するも、再度パスワードを入れることでゲームを再開することができ事なきを得た。#204『山村美紗サスペンス 京都龍の寺殺人事件』では途中でパスワードを表示させたが、パスワードとは知らずに進めたら、パスワードを取り忘れたままタイトル画面に戻ってしまい、捜査が振出しに戻ってしまった。しかしプレイ前半で発生したアクシデントだったため、さほど影響はでなかった。#19『迷宮組曲』のコンティニュー「左押しながらスタート」は有野の「死んだときに墓石に彫ってもらうかな」という発言もあって視聴者の印象に残り、『ゲームセンターCX 有野の挑戦状』に登場するゲームのコンティニューはすべてこのコマンドに統一されている。
GAME OVER（ガメオベラ）
「GAME OVER」（ゲームオーバー）をそのままローマ字で読んだ言葉。番組オリジナル曲「ラストコンティニュー」「サヨナラゲーム」の歌詞でも用いられている。また#124『重力装甲メタルストーム』挑戦時には「GAME OVER（ガメ・オベール）」と言っている。
バグ（または使用物品関連のトラブル）
挑戦は長時間のプレイを余儀なくされるため、時折使用するソフトかハードが経年劣化と、長時間のプレイで過度の負担に耐えられなくなり深刻なバグ、または重度のフリーズが発生してプレイ続行不可能となってしまい、リセットする羽目になり挑戦が振出しに戻ってしまう、もしくは復旧のめどが立たないため、挑戦延期となる事態に陥ることも少なくない（後者の場合は、念のためにトラブルを起こしたものと違う機体でプレイする）。なお、挑戦の最終盤に発生した場合は、それをもって挑戦終了となる場合もある。
| 回        | 発生した作品                      | 備考 |
| --------- | --------------------------------- | --- |
| #17       | スーパーマリオワールド            | マントマリオの操作を確認する際、説明書がカセットに接触し画面が暗転する。 音声・須田がカセットの端子部分をドライバーで掃除し再起動に成功。セーブデータも残っており事なきを得る。 |
| #54       | カイの冒険                        | 有野が59階のステージをプレイ中に大きく咳払いをした際コントローラーを床に落としてしまい、その振動で画面表示に異常が出る。 リセットしてもコンティニューが残るという仕様だったため、その後プレイを再開した。 |
| #117      | ギミック!                         | 厳しい条件を満たすと出現する7面をAD高橋が事前に用意したデータで挑戦しようとした際、接触不良で開始前にフリーズしたため続行不能になった。 （スタッフの不手際ということで判定は挑戦成功扱い）。 |
| #122      | コミックスゾーン                  | 最終ステージ3-2のプレイ中に突然タイトル画面に戻る。有野がプレイ中にメガドライブに触れたような形跡はなく、原因が不明であった。 本ゲームはセーブ機能が無いために有野の挑戦は振り出しに戻った。 （ロケハンにおいてそのようなこと（バグ）は無かったと有野に報告された）。 再発に備えてAD高橋が有野と並行してプレイしていたが、3-2のバグが発生したシーンに戻った際は問題なく進められた。 |
| #138〜139 | ダイナマイトヘッディー            | 3度もプレイ中に操作・移動不可能な場所にはまるバグが発生しリセットを余儀なくされる。 その後、AD伊東からステージセレクトの裏技を教わる。3回目のバグは最終ボス撃破直後であったため、成功扱いになった（ロケハンにおいてそのようなこと（バグ）は無かったと有野に報告された）。 |
| #145      | ファミコン探偵倶楽部 消えた後継者 | 前編の終了直前で画面がフリーズ。ロケは後日に延期。後編は万全を期するべくWiiのバーチャルコンソールでプレイすることになった。このため、後編は未使用のまま、視聴者プレゼントとなった。 |
| #156      | スペースハンター                  | 昼食後、昼食までにクリアしたステージが復活する。須田が昼食前までのVTRを巻き戻し、表示させたパスワードを入力し、事なきを得た 正しくはバグではなく、最終面にて姿を現す「暗黒星アフライヤー」より地球に対して定期的に攻撃が加えられており（中央の暗黒星が現れる場所から攻撃エフェクトが常に出続けている）ポーズを押さずに放置すると地球が破壊されてしまうため。                        |
| #163      | スーパードンキーコング2           | 2日目終盤に6-1をプレイ中に突然モニターが故障し、続行不可能という判断となり3日目に持ち越した。 |

宿敵
主にアクションゲームに挑戦するときに、処理にてこずり、ゲームオーバーを繰り返す敵キャラクターのこと。2、3時間の足止めは当たり前のように起きる。また、ADからのアドバイスやお助けプレイによって突破することも多い。#3『魔界村』でのレッドアリーマー、#7〜8『プリンス・オブ・ペルシャ』での大臣、#46『ロックマン』でのイエローデビル、『マリオシリーズ』でのカメックが主な有野の宿敵である。
レッドアリーマー
1. 3で有野がプレイした 『魔界村』に登場する敵キャラクターで、有野の最大の宿敵とされている。その後も#34『大魔界村』ステージ2ではレッドアリーマーキングから逃げていたが、ステージ5のレッドアリーマー4連戦で苦汁をなめさせられている。一方、#40でレッドアリーマーを主役として操るスピンオフ作品『レッドアリーマーII』では、挑戦当日が他のソフトとのダブルヘッダー（2本立て）だったことも災いし途中で断念を余儀なくされている。#52『超魔界村』でもステージ3とステージ5でレッドアリーマーエースから逃げおおせていたがステージ6において見事な戦術で撃破し、ナレーターからも「因縁に決着を着けた」と賛辞を贈られた。「有野の挑戦」で有野と数々の名勝負を繰り広げた敵である。

ドラゴン
有野にとって、最も苦手とする敵キャラクターの1つ。幾多のゲームで敵キャラクターの定番として登場する。#3『魔界村』の挑戦でトラウマとなったらしい。それ以来からドラゴン型の敵キャラクターが登場しただけで、一時撤退をして引き返すことが多い。#85『源平討魔伝』でも竜に大苦戦していた。
魚
#16『火の鳥 鳳凰編 我王の冒険』の大和4にて、ザコ敵である「魚（鯉）」に幾度もやられ続けて手を焼いたこともある。また、#47『ワギャンランド』や#58『仮面の忍者 花丸』などにもことごとく苦しめられた。
鳥
#29『忍者龍剣伝』で、ザコ敵の「鳥」が執拗に主人公を追尾してくるため、あらゆる場面で苦戦。以来、どんなゲームでも敵キャラクターの鳥は有野のトラウマ的な宿敵となり#38『悪魔城伝説』にてそのアレルギーが指摘された。有野曰く、『龍剣伝』の鳥は「社員になりたくてしょうがないバイト」。他にも、あまりに弱いため「アルバイト」と称されたボスや有野を死ぬほど苦しめたため「正社員」と称された雑魚キャラクターなどがいる。他にも#162〜164『スーパードンキーコング2』のゾッキーや#150『パラッパラッパー』のニワトリ先生など鳥系のものも強敵とされている。
はっぴーぴえろ
「たまゲー」コーナーにおける宿敵に当たるNMK製のエレメカ。「温泉ゲーム紀行」時代から見つけては挑戦しているもののあと一歩の処でノルマの300点に届かず涙を呑んでいる。2017年時点で未だに300点に到着した試しがなく有野にとって因縁のエレメカとなっている。
社名
社名は「株式会社ゲームセンターCX興業」（DVD-BOX2発売記念臨時株主総会で配布された株券より）。
THE ALFEE
この番組では回を重ねるにつれ、『THE ALFEE』との間接的な接触が増えている。#32（『魂斗羅』の回）でのたまゲーで葛飾・柴又のハイカラ横丁という駄菓子屋に赴いた際に、懐かしの時代のプロマイド写真を発見。#58（『花丸』の回）ではクリア寸前にメンバーである桜井賢に酷似したキャラクターを発見。またクリスマスSPでは、相次ぐ延長によってゲームセンターCXの後に放送する予定だった『THE ALFEE』のライブ総集編を放送中止にしてしまう、#181（『ガンスターヒーローズ』の回）でも終盤の敵に対して「アルフィーの人が来ましたよ」とコメントする、などの経緯がある。#240（『ウンジャマラミー』の回）でも高見沢を真似した有見沢が誕生した。
ビートたけし
この番組では『ビートたけし』との接点も多い。有野の挑戦では、『たけしの挑戦状』、『突撃!風雲たけし城』に挑戦したほか、ADの井上侑也がモノマネができることや、スーパーマリオカートの回では菅プロデューサーから「有野さん。もう、世界の有野ですよ」と言われ、有野は「それを言われるのなら世界の北野か世界のナベアツ（後の落語家桂三度）くらいですよ。ナベアツ寄りの方じゃないですか」と語っている。『たけしの挑戦状』は、バーコードギャンブラーのコーナーの対決ソフト（対戦相手は『さんまの名探偵』）、ファミコンスナイパーで、裏取引されているソフトとしても登場している。CS放送においても、当番組の初回放送時の裏番組として、ビートたけしが司会を担当した『天才・たけしの元気が出るテレビ!!』の初回放送（『日テレプラス』）が放送されていた時期があった。さらに、第220回（2016年6月2日）の放送では、オープニングで、有野が過去に自身がゲスト出演した『ビートたけしのいかがなもの会』（『テレビ朝日』）で、ビートたけしに『たけしの挑戦状』について話を聞き、仕事で打ち合わせしたり、食事したり、酒を飲んだりして、やりたいことをメモして1つにまとめたゲームが『たけしの挑戦状』であると、ビートたけし本人から述べられたことを明かしていた。
ネーム入力
「有野の挑戦」や「たまに行くならこんなゲームセンター」でハイスコアを出すと必ずネームに「SEX」と入力するのがお約束となっている。フェイントで「SET」と入れたり、近くに子供がいたり文字数が多いと「SEXY」になったりする。昇進を祈願してか第7シーズン（中山ゲームコーナーの回）では「ARINOBUTYO（有野部長）」、第11シーズン（鋸山の回）では「CEO」と入力した。
濱口優
よゐこにおける有野の相方である濱口は当番組への出演は一度もなく、「たまゲー」で訪れた先の中古ソフト屋に陳列されていたゲームボーイ用ソフト『おわらいよゐこのげえむ道〜オヤジ探して3丁目〜』のパッケージに描かれている濱口の顔ですら偶然上から値札が貼られているなどして間接的なかたちでの出演すら叶っていなかった。節約生活でブレイクした濱口の番組に有野が年数回出演することがあるのに対し、有野がブレイクした当番組とは対称的といえる。ただし生放送クリスマスSPでは自宅から有野を激励するFAXを送ったのが放送中に紹介され、そして2009年の24時間生放送番組内にて、応援VTRという形で出演を果たした。また、その挑戦の模様が収録されたDVD『ゲームセンターCX24 -課長はレミングスを救う 2009夏』レンタル版vol.3特典映像に特別出演している。実は濱口も主にオンラインゲームを嗜むゲームマニアである。濱口いわくゲームセンターCXで「CSのプリンス」となった有野に対抗し、濱口の趣味を生かした番組として「よゐことキンケシ 〜濱口が有野に全418体を紹介する企画〜」（特番『よゐこの企画案』内で放送された内容のノーカット版）がフジテレビ721（現：フジテレビTWO ドラマ・アニメ）にて放送された。岩手出張スペシャルでも濱口に似ている少年が登場するなどしている。2015年から『ゲームセンターDX』のエグゼクティブディレクターとして、最新ゲームを遊ぶ有野同様の企画も作成され、YouTubeの任天堂公式チャンネルで公開されている
その後、#243、SP「ゲームセンターCX on 太平洋」の冒頭、名古屋でのレギュラー番組の前日入りの際、駆け付け競演を果たし、自分が買ったNintendo Switchを見せていた。濱口「課長、ゲーム好きやな」とコメントを残している。

## アイテム

### 攻略アイテム
ゲーム機本体
ファミコンはRF出力しかないが、コンポジット出力に改造された特別仕様の物を使っている（後に発売されたAV仕様ファミコンでは標準でコンポジット出力が可能）。不意の故障・トラブルなどに備えて、予備が何台か用意されている。難易度の高いゲームの場合には、事前にADにより途中まで進められた状態で準備して、セレクター機器で切り替えている場合もある。
ミニコーナーなどでゲームボーイをプレイする場合はスーパーゲームボーイを使用している。
テレビ
「挑戦」にまず欠かせないアイテム。始めはブラウン管の物だったが、『魔界村』の回より14型の液晶アナログテレビface14LS20になった。有野曰く「ガスコインカンパニー（当時、ビーワイルド東京）がゲームセンターCX用に東芝さんから実費で買ったもの」。『魂斗羅』に挑戦した際、テレビの背面パネルがパカッとはずれ有野自ら修復するというトラブルもあった。背面には駄菓子のオマケなどのシールが貼られており、その数は回を追うごとに増えている（ビックリマンシールなどは一部の放送や配信でぼかし処理が入っている）。24時間生放送ではシアター時に限りデジタル（地上・BS・CS）テレビを使っていた。
15シーズンからAQUOSの19型デジタルテレビLC-19K3を挑戦で使用するようになったが、ゲーム画面は4:3のままである。現在は、当番組のステッカーシールが貼りつけている。このテレビが『スーパードンキーコング2』の収録2日目6-1をプレイ中に突然故障した際は、続行不可能と判断され3日目に持ち越しすることとなり、結果前代未聞の全3回放送になってしまった。
なお初期に使用していたブラウン管テレビは、その後も幾度か光線銃でプレイする際などで再登場した。
攻略用ホワイトボード
「有野の挑戦」で有野の後ろに置かれている。このホワイトボードにはゲームの攻略に必要な情報が書き留められ、スタッフとの作戦会議にも使われる。この隅には、有野やADたちが書いた「落書き」があることが多い。挑戦しているゲームや有野への突っ込みなど、収録の様子がうかがえる絶妙なネタも多い（変な顔のロックマンなど）。生放送SPでは、当初予定していたコーナーのラインナップや番組のスケジュールが書かれている関係で挑戦にはほとんど使用されなかった。#232の『人間兵器デッドフォックス』挑戦時には突如このホワイトボードが倒れるハプニングがあり不吉感を漂わせる光景があったが、これはAD渡の隠れ場所として使用するためきちんと立てられていなかったためであった。
デスクチェア
#31第5シーズンから緑色 #100を記念して黄色、#200からは黒と青が入った椅子になった。どうぐやから購入可能。購入するのは5年に1回（ディノスからの提供品）
サーキュレーター
「有野の挑戦」で机の上に置いてある空調機。狭い会議室に数人のスタッフの熱気と高熱を出すライトなどがありエアコンだけでは暑くなるため、絶えず部屋の空気を循環させている。本商品や椅子などといった商品は通販会社・ディノスから提供されていた。一時期は番組特別サイト「どうぐや」から購入可能であったが、2015年現在はどうぐやのリンク先からは削除されている。
ジョイカード
「有野の挑戦」で攻略に欠かせない連射機能の付いたコントローラー。苦戦する時、ボスの撃退やシューティングの攻略などに使われる極めて便利なアイテムだが、ファミリーコンピュータにしか対応していない。このコントローラーを利用して、有野とADと一緒に役割分担でも使うことがある。

### 装備アイテム
作業服
収録中に有野が着用している、番組独自の装備品。緑色の作業着風の番組衣装で、タイトルが「CX」からCX（鍵カッコがなくなった）に変更された際には衣装からも「」の刺繍がスタッフの手作業によって取られた。「有野の挑戦」では挑戦が長引いたり行き詰ったりすると上着を脱ぐことが定番となっている。
「今、ゲームセンターCXが熱い!」で視聴者プレゼントとしてサイン入りのものがプレゼントされたことがある。
第4シリーズ開始時には課長昇進を記念してスペシャルの回の「温泉ゲーム紀行」で着ていた紫色の作業服を着用した（「関連イベント」の項目の写真参照）が、その回の有野の挑戦（『ウルトラマン』）に失敗した際「制服の色があかん」と八つ当たりし、次の回には元の緑色に戻っていた（その回で挑戦した『ファイナルファイト』も失敗している）。なお、この紫の作業服はその後もミニコーナーで着用したり、東島が別の企画で着用するなど使用されている。
第4シーズン終了時、有野が育児休暇を取った際にクリーニングに出されたため、第5シーズン開始時にはタグがついていた。
有野が出演している『めちゃ×2イケてるッ!』において、岡村から「東国原知事のパクり」と言われたことがある。
なお、番組が長期にわたっているため年齢を経た有野の体型も変化しており、第23シーズン#279でズボンのホックが締まらなくなっていることを明かしスボンの新調を訴えるも、翌#280で一向に新調されないことを愚痴る一幕があった。
ネクタイ
有野主任のユニホームが決まった時に当時のAPが購入した無地のネクタイを長年着用していたが、代用品が見つからず長期使用していたため、裏地がボロボロになっていた。そのため、一時期番組公式ホームページで同じネクタイを取り扱っている店を募集していた。第13シーズン開始時にようやくほぼ同じタイプの新しいネクタイと交換した。
第19シーズン『ゲームセンターCXinベトナム』で斜めに縞模様の入ったネクタイを購入。翌放送の#204『山村美紗サスペンス 京都龍の寺殺人事件』から着用している。第22シーズンからは課長ドットの刺繍と裏にゲームセンターCXロゴが追加された番組公式グッズ（税抜き6000円で販売）の有野課長ネクタイを着用している。
革靴
黒の革靴。長時間ロケのため途中で脱ぐことが多いらしい。異臭はしないらしい。『めちゃイケ』に課長が出演した際の収録でそれまで使い続けていた革靴が駄目になり新調。その後2014年12月31日放送の「ゲームセンターCX 2015年を15分で迎えよう」にて新しい靴がプレゼントされた。
名刺
インタビューなど出かける際に装備する、交換アイテム。番組初期には、ロケ先で名刺交換を行う光景が多く見られた。「株主総会」などのイベントでも、ファンと名刺交換している。海外ロケの際も、日本語と現地の言語の2種類で書かれた名刺を持つ。
課長昇進後しばらくの間は、課長代理時代に使用していた名刺の「代理」部分に修正テープを貼ったものを番組から渡されていた。また課長から主任へ降格になった際には「課長」の上に修正テープを貼り、その上に手書きで「主任」と書かれたものを使用した。視聴者プレゼントとしても同封される。
DVD-BOXの特典としても台紙付きで封入されている。
名刺入れ
名刺入れはファミコンのIIコントローラーを模したデザインのものを愛用。これは「たまに行くならこんなゲームセンター」で訪問した「トライアミューズメントタワー」にて景品としてあったもので、特別に店員に頼んで自分が手に入れた景品と交換で手に入れたものである。
現在はさらに、「たまに行くならこんなゲームセンター」で訪れた「柴又ハイカラ横丁」で作成した天狗の絵に「有野課長」と書かれた千社札シールを貼っている。第7シーズンの韓国出張の際は裏面に韓国語版で書いてあるものをしまっていた。
老眼鏡
第17シーズン#166『KAGE』にて、老眼になりだした有野が、小さな文字を読むときにこれまで使用していたことが判明した装備アイテム。主にゲームオーバー後にスタートからやり直すことになったとき、オンエアでは使われないため（通称：カットグラス）老眼鏡を使用した状態でゲームをプレイしている。その後外し忘れたままプレイを続行していまうことも度々あり、そのままクリアしてしまい「撮り直したい」とぼやくこともあった。

### 回復アイテム
冷えピタ
長時間の収録となる「有野の挑戦」には欠かせない回復アイテム。疲労により途切れた集中力を取り戻す際に使用される冷却シートで、番組では便宜的にそれで呼称している（なお、「冷えピタ」は厳密にはライオンの登録商標であるため、DSのゲーム『有野の挑戦状』、『有野の挑戦状2』では「ひえピッタン」としてアイテムやコマンドに登場している）。実際には「熱さまシート」、「デコデコクール」、「アイスノン」なども使用されており、別段ブランドにこだわっているわけではない。有野が発熱している場合は、最初から使用する場合がある。気が向くといたずら書きを施して使用する。有野以外にもADが助っ人の際に貼ることもある。額に冷えピタを貼り奮闘する有野の姿が余程鮮烈だったのか、番組本およびDVD-BOX発売イベントではファンから大量の冷えピタが差し入れされたという逸話もある。大量に使うものでもないためテーブルの上はあまった冷えピタが何箱も置かれており、スタッフに冷えピタを勧める場面も見受けられる。
また箱に描かれている子供にリーゼントやサングラスなどのいたずら描きを施した箱も存在し、最前列に並べられていることがあった。
全くの他番組である「アメリカザリガニのキカイノカラダ」にゲスト出演する際も、駄菓子と共に持ち込むのがお約束となっている。
有野曰く「挑戦1日につき1枚（冷えピタ1枚の使用時間が約8時間のため、延長がない限り必要にならない）」だが、GCCX24では5枚ほど同時に使用していた。
武道館イベントでは入場者に配られ、掛け声とともに7000人の観客とともに同時に使用した。
串刺しイカ
「有野の挑戦」に於ける、もうひとつの欠かせない「回復アイテム」。俗に言う駄菓子で特に有野が好んで口にするのはよっちゃん食品工業の串刺し酢イカ「信玄」、「す漬けいか」だが、一定はしていない。なおこれは単なる嗜好だけではなく、「油などでコントローラーが汚れない」という利点から選ばれたものでもある（ゲーム『有野の挑戦状』より）。ただし食べている最中は気が抜けてしまうのか、しばしば失敗を繰り返す。「たまに行くならこんなゲームセンター」などの屋外ロケで景品や売り物として置かれているのを見ると、つい手を伸ばしてしまう。なお、串刺しイカに限らず、ビスケットやうまい棒などその他の駄菓子も多量に置かれている。『有野の挑戦状2』収録の「課長は名探偵」ではアイテムの一つ「すづけイカ」として登場した。
第18シーズン1回目のオープニングトークで「人間ドックで卵とイカは控えるようにと言われた」と発言したため撤去されたが、結局挑戦中に欲したため戻された。
冷えピタ同様、ニンテンドーチャンネル版では置かれていない。

### その他
番号札
「有野の挑戦」でクイズゲームの4択式の際に欠かせないスタッフが使用する4つの番号札。問題が分からない時、スタッフが正解だと思う番号を上げて正解しやすくするためにサポートする。スタッフが得意分野の時は1人で回答することがある。しかし得意分野でも正解するとは限らず、また全員がバラバラの答えを提示してかえって混乱を招くこともある。番号札を使うスタッフは主に東島（または浦川）と新人ADと阿部が使う。
応援FAX・色紙
「有野の挑戦」で取り上げるゲームによっては、応援FAXや色紙などが届くことがある。届いたFAXは攻略用ホワイトボードに貼り出され、その際有野が「おーい、これ貼っといて」とタモリの物真似をすることがある。通常回では#20『ゼルダの伝説 神々のトライフォース』では岐部、#34『大魔界村』では小学生から応援FAXが届いた。生放送の際にも受付を行い、BGMにサライを使用したことで誤解を招いてしまうが、2007年クリスマスSPで応援FAXで「カイやれ by川口（19）」が送られていたのがキッカケで「カイやれ」などの名言が誕生することもあった。後の生放送の応援FAXで「カイやれ」が来ることがある。
2007年12月「クリスマス生放送SP」に山里亮太、宮地真緒、2009年4月生放送「たけしの挑戦状」山里亮太、2009年8月「24時間生放送」山里亮太、宮地真緒、第1シーズンSP「スーパーマリオブラザーズ2」に出演、秋田一輝くんが応援FAXを送っている。
#23『高橋名人の冒険島』では高橋名人から直々の応援FAXが届く。#31『海腹川背』ではキャラクターデザインを担当した近藤敏信から応援の色紙が3枚送られてきた（近藤自身『ゲームセンターCX』の大ファンであるらしい）、ファンからの応援FAXも紹介された。また#20『ゼルダの伝説 神々のトライフォース』では収録を欠席した番組スタッフの構成作家・岐部より応援FAXが届いたが、実は他番組の慰安旅行先から送られたものであることが判明。その上それが相方・濱口の番組であったことがかえって有野を意気消沈させた。#105『北海道連鎖殺人 オホーツクに消ゆ』、#250『ドラゴンクエスト』では、堀井雄二からの応援FAXが届いた。
有野課長フィギュア
第5シーズンに制作された番組オリジナルフィギュア。発売元はユージンで対象年齢は15歳から。高さ約15センチほどで直立不動ではあるが額には「冷えピタ」を貼っていたり喉元のホクロが再現されているなど、芸が細かい。第5シーズン最終回では机の上に飾られてあった。第8シーズンでは『ゼビウス観察日記』でコントローラのボタンを押す、錘（おもり）の役目をしている。
2018年にはBANDAI SPIRITSのS.H.Figuartsシリーズから3Dスキャンで有野の顔を再現したフル可動のアクションフィギュアとして新しい課長フィギュアが発売された。複数の表情を再現した交換用のヘッドパーツや、いけそう缶、挑戦終了時間を告げる時計などの小物も付属している。
登場人物カード
推理アドベンチャーゲームの挑戦で登場。ゲームの登場人物が描かれたカードで、ADが作成。情報整理用に使われ、有野がホワイトボードに張っていく。
キャプション
ディレクターが編集の作業で使用するもので、有野の挑戦の場合は有野の語り（スタッフの語りも含む）をADが文字起こしを行う（そこからオンエアーに使う場面を選ぶ）。原稿の枚数は12時間収録分で約200枚に及ぶ（ロックマン4後編にて攻略のヒント用に登場した）。収録時にリアルタイムにメモしているため、課長としてはいい場面でもメモされなくてがっかりすることもあるとのこと（ニンテンドー特別編『社長が課長に訊く』より）。

## 収録場所
メインコーナー「有野の挑戦」をはじめ、ミニコーナーなどは全て、現在はガスコイン・カンパニー本社で番組収録している。番組初期は、フジテレビ本社「FCGビル」の会議室が使用されていた。

## 番組の評判

### 著名人の反応
芸能人の視聴者も多く、川島明（麒麟）（#37）、井上聡（次長課長）（#37）、天野ひろゆき（キャイ〜ン）（#62）、香取慎吾（#62）、伊藤英明（#75）、氷川きよし（#28）、宮地真緒、山里亮太（南海キャンディーズ）（2007年クリスマス生SP）、加藤浩次の長男（#161）、オダギリジョー（24時間生）、ラグビー選手大畑大介（#223）、亀梨和也（#297）、遊井亮子などが、本番組のファンであると、番組上で語られた。
香取慎吾がDSの『ゲームセンターCX 有野の挑戦状』を欲しがって天野に渡す予定だった『有野の挑戦状』をあげたとのこと。氷川は「DVDボックスを購入しました」と有野に報告したという。なお、有野からDVD-BOXを、山里に有野のサイン付きでプレゼントすることもあるとのこと。
山里亮太は別番組で一緒になった際、山里からカメラ阿部に話しかけ、阿部がゲームセンターCXストラップを山里にあげたところ、非常に喜んだというエピソードが、2007年12月24日 - 25日に放送された『ゲームセンターCXクリスマス生SP』「GCCX 2007 表とウラの10大ニュース」に登場した阿部に披露されている。
オダギリジョーは、24時間生挑戦の際に流れた応援ビデオメッセージに出演。サポートADになる前の中山と映画製作の仕事で一緒になり、中山が『ゲームセンターCX』の現場に異動することを話した所、ゲームセンターCXファンであることを打ち明けたという。
宮地真緒はゲームセンターCXファンで2007年の『クリスマス生SP』をずっと見る、2009年の夏の『24時間生放送』に応援VTR&FAXをするなど、ゲームセンターCXファン。
キッズステーションで放送の『よゐこのKIDSぱらだいす!』に『かいけつゾロリ』の原作者原ゆたかが出演した際、原は有野のファンであることを明かし自ら所有の有野課長フィギュアにサインを書いてもらっている。
第5シーズン#36では、有野が明石家さんまから「なんでゲームばかりやってるのや? 時間もったいないやん!」と言われたことを明らかにした。なお後にBSスカパー! 開局1周年記念番組で、さんまと有野課長の共演が実現するが、この際さんまに『さんまの名探偵』の挑戦許可を直談判した有野に、さんまは「ゲームを楽しんでくれた人がいるので何も言ってこなかったが、このゲームは当時の吉本から受けた裏切り」と言い、許可は実現しなかった。
有吉弘行からは、「ファミコン死にボクロ」というあだ名をつけられていた。当番組によって、有野がゲーム好きと認知された影響であるといえる。
有野の友人である加藤浩次によると、有野もレギュラー出演する『めちゃ2イケてるッ!』の共演者は、有野がDVDの印税で儲けていることを「印税王」と揶揄しており、岡村隆史（ナインティナイン）は自身のラジオ番組にリスナーから有野と当番組の話題が投稿されるたびに、「仕事で好きなゲームをやっているだけ」・「あんなの誰にでもできる」とコメントしており、『めちゃイケ』のロケの空き時間で体を使うことの大切さを教えるために、キャッチボールに誘ったことを明かしている。
加藤も、「月曜から金曜まで朝の番組『スッキリ!!』の司会を担当しているにもかかわらず、有野の方が収入が多い」と語っている。有野と共演するラジオ番組『まだまだゴチャ・まぜっ!〜集まれヤンヤン〜』では、ゲームの腕前が若手時代に一緒にプレイしていた頃と同じで上達していないことや、ゲーム好きだが下手であることが魅力であることを語っている。
なお、加藤の長男は当番組のファンであり、加藤が出演していたラジオ番組『金曜Wanted!!』では、加藤と有野の夫人同士も仲が良く、これをきっかけに、長男自身が有野に連絡をとり有野宅までDVDを借りに行ったことや、ニンテンドー3DSでニンテンドー特別編を見たりしているほか、「ゲームだけやって生活したい」と発言していることを明かしている。また、有野は、長男に「人がゲームやってるのを見て何が面白いんだ!」と加藤が怒ったことも当番組において明らかにしている。
第6シーズン#44「バイオミラクルぼくってウパ」挑戦回にて、有野が出川哲朗に番組のことについて「俺に感謝しなよ、有野はゲームとか趣味のやつをやった方がいいって俺の言ったとおりだった」などと言われたことを明かしている。後に出川本人が24時間生挑戦の際に流れた応援ビデオメッセージに出演し「有野が得る番組関連の印税を自分で計算したところ7億近く」「せめて裏の24時間テレビに寄付しろ」などと発言しているが、菅Pに「7億稼ぐって本当ですか?」を聞かれ、有野は「あの人のソロバンおかしいんですよ」「何で7億もはいるねん」と答えている。
有野は、大のゲーム好きである伊集院光に当番組の感想を聞こうと思ったが、伊集院に「今、体重何キロですか?」と質問してしまったことを、当番組で明かしている。伊集院は深夜の馬鹿力において有野にしかできない番組と評している。
第16シーズン#151では、有野が加山雄三の番組であるBSフジの『アトリエde加山』に出演した際に「僕は番組で、14時間ほどゲームをやっていることを言おうとしたが、加山さんは『バイオハザード』をやりはじめたら20時間はやめられない（加山は19時間と語っている）」と言われたことに対して「自分の14時間は大したことないな」と語っている。
第19シーズン#204の『山村美紗サスペンス 京都龍の寺殺人事件』において放送許可を得るためゲーム原作者の山村美紗の娘である山村紅葉に許可を取ったことが明らかになっており紅葉も番組のことを知っていたという発言が菅の口から語られている。
遊井亮子は『アウト×デラックス』2019年3月15日放送回に出演した際、番組のファンであることを明かし、特に浦川の大ファンであると告白。現在『アウト×デラックス』のスタッフである浦川に会えることを期待していたが、たまたま別件で収録に参加しておらず会えなかったことを残念がっていた。なおその後、浦川と対面しており、#280『イメージファイト』挑戦回にて、この件に有野が触れた際にその時のツーショット写真がワイプで表示された。また2019年4月29日に開催された『ゲームセンターCX シンフォニー』に観覧、有野とツーショット写真を撮っている。その後、遊井と浦川は2020年に結婚をした。
なお、遊井によると『アウト×デラックス』で共演した中村俊介も番組のファンであるという。

### 世界での反応
日本国内だけではなく、世界でも本番組の評価が高い。アメリカ合衆国を筆頭に、いろいろな国で本番組が現地の言語に訳されたテロップ付きで放送されている。
カナダの漫画家、ブライアン・リー・オマリーは、番組のゲーム『ゲームセンターCX 有野の挑戦状』のファンであり、自身の漫画『スコット・ピルグリム』を『ショーン・オブ・ザ・デッド』などの監督として知られるエドガー・ライト監督が映画化した『スコット・ピルグリム VS. 邪悪な元カレ軍団』が日本でソフト化される際に、エドガー監督との対談を有野にオファー。この内容は日本版特典のヴィジュアルコメンタリーとして同ブルーレイソフトに収録された。

### 売り上げ
2008年11月、『アッコにおまかせ』によゐこがゲスト出演した際、司会の和田アキ子から、これまで発売してきた番組関連の本・DVD・グッズ・ゲームの総売り上げが26億円だったことが明かされた。
有野は和田アキ子から「こんなに儲けとんねんでぇ、有野」と言われたと話している。しかし有野曰く、「そんなに入ってこうへんはずやけど」とのこと。さらに「うちの子供、誘拐されたらどうすんねやろな」と心配した。

## 放送時間

### レギュラー放送
フジテレビONEで放送、番組中のCMなし。14シーズンまでは約半年で1シーズンとして扱われていたが、15シーズンからは1年で1シーズンとして扱われている。内容は2週ごとの更新（基本的に同内容を計6 - 8回放送）だが、月1回しか新作が展開されない時があり、この場合は他の回も放送される。
最新回放送
- 隔週金曜日（木曜深夜） 0:00 - 1:00

再放送
- 毎週土曜日 17:00 - 18:00
- 隔週金曜日（木曜深夜） 0:00 - 1:00（最新回放送以外）

土曜の放送はスポーツ中継が組まれることがあるため、その場合は別の時間に移動されるか休止になる。シーズンオフの間は、最近のシーズンの再放送に割り当てられる。放送開始10年目を迎えた2013年はファミコンの発売開始30周年でもあり、フジテレビワンツーネクスト開局15周年と奇跡的に合致したため、同年7月18日に通常放送含めた3本が放送された（特番1本はCSでの無料放送、もう1本は地上波（関東ローカル）での初生放送）。

#### BONUS STAGE
フジテレビや一部地域の深夜帯にて不定期に“BONUS STAGE”と称し過去のシーズンの回を地上波用にCMの追加・尺の変更などの再構成をし、放送している。半年から1年に1回程度で、DVD-BOXなどの宣伝を兼ねて流すことが多い。製作スタッフ曰く「知名度が高いソフトの回を放送している」とのこと。詳細はこちら。
なお、2008年6月10日放送分は30分枠で、「たまに行くならこんなゲームセンターSP」と題してたまゲーのみ放送された。

#### アーカイブス
2015年5月よりフジテレビONEにて、第2シーズン以降を編集の上、再放送。そのため、放送しないコーナーがあり、BGMも一部変更されている。基本的には挑戦のみ、もしくは挑戦とたまゲーの2本立てで放送される。権利の都合上、放送しない回も存在し、編成の都合上、放送しない週や放送時刻の変更がある。フジテレビワンツーネクストのOAスケジュールに記載されている話数番号はアーカイブスとしての番号であり、本放送当時のものとは関係がない。
また、過去にオンエアされたアーカイブが、新しく話数番号を振り直されて再度オンエアされることもある（放送内容は同じ）。
- フジテレビONE
  - 隔週月曜日（日曜深夜） 0:00 - 0:50（最新回放送）
  - 毎週土曜日（金曜深夜） 2:30 - 3:20
  - 毎週日曜日 19:00 - 19:50

### 過去の放送時間
2009年4月、2012年4月、2015年7月のフジテレビCS再編以前は以下の放送時間だった。
- フジテレビ721・フジテレビCSHD
  - 隔週水曜日 22:00 - 23:00（最新回放送・CSHDでのサイマル放送は不定期）
  - 毎週金曜日（木曜深夜） 2:00 - 3:00
  - 毎週土曜日 10:00 - 11:00（10月 - 3月期）
  - 毎週日曜日 10:00 - 11:00（4月 - 9月期）
- フジテレビTWO
  - 隔週火曜日 22:00 - 23:00（最新回放送）
  - 毎週金曜日 16:00 - 17:00（2010年10月まで）
  - 毎週木曜日 22:00 - 23:00（初回放送、2010年7月から2012年3月まで）
  - 毎週火曜日 17:00 - 18:00（2010年10月から2012年3月まで）
  - 毎週日曜日 21:00 - 22:00（2010年10月から2012年3月まで）
- フジテレビNEXT
  - 隔週月曜日 18:00 - 19:00（最新回放送）
  - 毎週水曜日 9:00 - 10:00
  - 毎週金曜日（木曜深夜） 1:00 - 2:00

4月から9月の土曜日の放送はF1のフリー走行・予選の中継に対応した時間帯となり、F1非開催日もドラマ一挙放送などの特別編成のため日曜日の放送となった。また、春・夏・秋・年末年始の特別編成時にもこれまでの放送分を一挙放送した。

### 放送時間の変遷（最新回）
| 期間       | 期間       | 放送曜日               | 放送時間（日本時間）  | チャンネル                    |
| ---------- | ---------- | ---------------------- | --------------------- | ----------------------------- |
| 2003.11.04 | 2009.02.18 | 隔週水曜日             | 22:00 - 23:00（60分） | フジテレビ721・フジテレビCSHD |
| 2009.04.14 | 2010.03.30 | 隔週火曜日             | 22:00 - 23:00（60分） | フジテレビTWO                 |
| 2010.07.22 | 2012.03.08 | 隔週木曜日             | 22:00 - 23:00（60分） | フジテレビTWO                 |
| 2012.04.13 | 現在       | 隔週金曜日（木曜深夜） | 00:00 - 01:00（60分） | フジテレビONE                 |

### ボーナスステージ以外の放送
君はゲームセンターCXを知っているか?〜Do you know GCCX?〜
フジテレビ721（現：フジテレビTWO ドラマ・アニメ）加入促進用および、ニンテンドーDSソフト『ゲームセンターCX 有野の挑戦状』の宣伝番組としてフジテレビ地上波で2007年11月12日深夜に30分枠で放送された紹介番組。
年またぎ放送
2011年の大晦日に初めて「ゲームセンターCX 有野課長の史上最も地味な年越し」と題した、年越し生放送を実施。それ以後大晦日から新年元日をまたぐ十数分間にわたって、当番組の年またぎ生放送が行われている。2014・15年度にはこの年またぎの生放送を間に挟む形で、過去の内容の集中再放送を長時間にわたって実施している。

### 海外での放送
アメリカのゲームブログメディアKotakuでは、「Retro Game Master」というタイトルで、過去の放送が字幕付きで定期的に配信されていたが、2012年1月に終了した。

## DVD
- 発売元：スタイルジャム
- 販売元：ハピネット
- 製作著作：フジテレビ
- 製作協力：ビーワイルド
- ディスク：片面2層（Vol.1・2のみ1層）2枚組

2012年現在、DVD-BOX8まで（『DVD ゲームセンターCX24 -課長はレミングスを救う 2009夏』と『ゲームセンターCX in U.S.A.』を含む）の累計販売数は45万セット超に及ぶ。

### DVD-BOX
2005年12月23日発売。出演は有野晋哉、AD東島、AD笹野、AD浦川。収録された有野の挑戦については「有野のDVD大作戦」のコーナーで随時発表された。演歌歌手の氷川きよしはこの番組のファンだったらしく、DVD-BOXを購入したと有野に報告してきた。DVD-BOXとしては異例の2万本の大ヒットとなった。
- Vol.1（収録時間：125分）
  - 有野の挑戦 - 「スターフォース 」/「スーパーマリオブラザーズ2 」/「アトランチスの謎」/「魔界村」
  - 特典映像 - TV未放送 DVDオリジナル特典 有野の挑戦 『トランスフォーマー コンボイの謎』
- Vol.2（収録時間：124分）
  - 有野の挑戦 - 「プリンス オブ ペルシャ 」/「スーパーマリオブラザーズ3」
  - たまに行くならこんなゲームセンター
    - 大井町・阪急デイリーショッパーズ屋上
    - 伊東・サンハトヤゲームコーナー

  - 特典映像 - 有野のリアクション
- 封入特典
  - 有野課長代理名刺（台紙付き）
  - DVD攻略解説書

### DVD-BOX2
2006年6月23日発売。出演は有野晋哉、元祖AD山田、AP東島、D笹野、AD浦川。ファン感謝デーではDVD-BOXとDVD-BOX2合わせて10万本を突破し、さらにこのヒットによりフジテレビ・ライツアカデミー2006にてヒット賞が授与されたと報告された。なお式典で賞状を受け取ったのは、菅プロデューサー。
- Vol.3（収録時間：178分）
  - 有野の挑戦 - 「スーパーマリオワールド」/「高橋名人の冒険島」
  - たまに行くならこんなゲームセンター - 相模湖・にぎわいの広場
  - 特典映像 - TV未放送 DVDオリジナル特典 有野の挑戦 『いっき』
- Vol.4（収録時間：171分）
  - 有野の挑戦 - 「たけしの挑戦状」/「ソロモンの鍵 」/「ロックマン2 Dr.ワイリーの謎」
  - たまに行くならこんなゲームセンター - 西東京・妙法湯のんびり温泉
  - 特典映像 - 有野の挑戦・ディレクターズカット版『ゼルダの伝説 神々のトライフォース』
- 封入特典 - 有野主任の名刺（台紙付き）
- 初回限定封入特典
  - オリジナルふせんメモ
  - ホログラムシールセット

### DVD-BOX3
発売前予約の段階でDVD-BOXのセールスでは異例の3万3000本を記録。2006年12月22日発売。出演は有野晋哉、AP東島、D笹野、AD浦川、AD井上。
- Vol.5（収録時間：203分）
  - 有野の挑戦 - ディレクターズカット版「忍者龍剣伝」/「迷宮組曲」/ 「ファイナルファイト」
  - 田尻智〜ポケモンを創った漢〜スペシャルインタビュー
  - 特典映像 - TV未放送 DVDオリジナル特典 有野の挑戦 『ツインビー』
- Vol.6（収録時間：218分）
  - 有野の挑戦 - ディレクターズカット版「大魔界村」/「クイズ殿様の野望」/「魂斗羅」
  - 有野の! もしもし大作戦 - 「元祖西遊記スーパーモンキー大冒険」
  - たまに行くならこんなゲームセンター -「温泉ゲーム紀行」〜箱根を訪ねて〜
- 封入特典 - 有野課長の名刺（台紙付き）
- 初回限定封入特典
  - オリジナル記念メダル
  - オリジナルポストカード
  - 名言集ステッカー

### DVD-BOX4
2007年12月21日発売。出演は有野晋哉、元AP東島、元D笹野、チーフAD浦川、AD井上。
- Vol.7（収録時間：221分）
  - 有野の挑戦 - 「海腹川背」/ ディレクターズカット版「ストリートファイターII」/「マイティボンジャック」完全版
  - たまに行くならこんなゲームセンター - 浅草・花やしき / 谷中・谷川文房具店 / 足立区・綾瀬バッティングセンター
- Vol.8（収録時間：219分）
  - 有野の挑戦 - ディレクターズカット版「セプテントリオン」/「妖怪道中記」
  - たまに行くならこんなゲームセンター - 足立区・イシダ / 最北端ゲーム紀行
  - 特典映像 - TV未放送 DVDオリジナル特典 有野の挑戦 『ボンバーマン』
- 封入特典 - 写真入り有野課長の名刺（台紙付き）
- 初回限定封入特典
  - でかロゴ・ステッカー
  - 特製オリジナル“すごろく”キット

### DVD-BOX5
2008年12月21日発売。出演は、有野晋哉、元AP東島、元AD浦川、AD井上、AD高橋、AD鶴岡、AD中山。
- Vol.9（収録時間：232分）
  - 有野の挑戦 - ディレクターズカット版「超魔界村」/「東海道五十三次」/「カイの冒険」完全版
  - たまに行くならこんなゲームセンター - たまゲーin韓国
- Vol.10（収録時間：179分）
  - 有野の挑戦 - 「ロックマン」/「スーパーファンタジーゾーン」
  - たまに行くならこんなゲームセンター - 柴又ハイカラ横丁 / ゆにろ〜ず横戸店 / 喫茶デンキヤホール / あづま園 / あうとばぁん
  - 映像特典 - TV未放送 DVDオリジナル特典 有野の挑戦 『ドルアーガの塔』
- 封入特典 - 写真入り有野課長英語名詞（台紙付き）
- 初回限定封入特典
  - 特製オリジナルモバイルクリーナー
  - スペシャルステッカー

### DVD-BOX6
2009年12月18日発売。出演は、有野晋哉、元AP東島、D浦川、AD高橋、AD鶴岡、AD中山。
- Vol.11（収録時間：197分）
  - 有野の挑戦 - 「ワギャンランド」/「がんばれゴエモン〜ゆき姫救出絵巻〜」/「クロックタワー」/「仮面の忍者 花丸」
  - たまに行くならこんなゲームセンター - デイリーマート今屋 / たかさごや / 韓国 未公開 フンイスーパー / 木更津セントラル / おもちゃのふくしま
  - ゲームセンターCX ミュージアムリポート
- Vol.12（収録時間：248分）
  - 有野の挑戦 - ディレクターズカット版「マドゥーラの翼」/「チェルノブ」/ディレクターズカット版「ゆうゆのクイズでGO!GO!」/「餓狼伝説スペシャル」
  - たまに行くならこんなゲームセンター - 鋸山ロープウェイ
  - カンヌ潜入リポート
  - 映像特典 - TV未放送 DVDオリジナル特典 有野の挑戦 『イー・アル・カンフー』&（秘）リベンジ
- 封入特典 - 有野課長和風名刺（台紙付き）
- 初回限定封入特典
  - 特製マグネット
  - キラキラシール（2種類のうちいずれか1種類封入）

### DVD-BOX7
2010年12月24日発売。出演は、有野晋哉、初代AP東島、D浦川、AD井上、元AD渡邊、AP中山、AD江本、AD片山。
- Vol.13（収録時間：268分）
  - 有野の挑戦 - 「スーパーマリオ64」完全版/「ドアドア」/「夢工場ドキドキパニック」/「悪魔城伝説」
  - たまに行くならこんなゲームセンター - 台場一丁目商店街 / 杵屋すずき / 稲垣菓子店 / スギモト / 福岡里帰りSP だざいふ遊園地 / 福岡里帰りSP 博多スターレーン
  - 特典映像 - TV未放送 DVDオリジナル特典 有野の挑戦 『バイナリィランド』
- Vol.14（収録時間：267分）
  - 有野の挑戦 - 「スーパードンキーコング」完全版/「ロックマン3 Dr.ワイリーの最期!?」完全版/「バトルゴルファー唯 」ディレクターズカット版
  - たまに行くならこんなゲームセンター - 東京タワー / 10円ゲーム博物館 / ウェアハウス川崎店
- 封入特典 - 幻のCEO名刺（台紙付き）
- 初回限定封入特典
  - 特製パスケース（2種類のうちいずれか1種類封入）
  - スペシャルステッカー&ポストカード

### DVD-BOX8
2011年12月22日発売。出演は、有野晋哉、元AD鶴岡、前AP中山、元AD江本、元AD渡邊、AD片山、AD高橋（純）。
- Vol.15（収録時間：232分）
  - 有野の挑戦 - 「クインティ」/「電車でGO!」/「パリ・ダカールラリー・スペシャル」
  - 堀井雄二解体新書
  - たまに行くならこんなゲームセンター - コマヤ玩具店 / おもちゃのぶんぶく / 千葉ヤングボウル / 高田馬場ゲーセンミカド / 菊地商店
  - 特典映像 - TV未放送 DVDオリジナル特典 有野の挑戦 『シティコネクション』
- VOL.16（収録時間：239分）
  - 有野の挑戦 - 「源平討魔伝」/ディレクターズカット版「かまいたちの夜」/「ロックマン4 新たなる野望!!」完全版
  - たまに行くならこんなゲームセンター - ミラクルイン / にこにこ本舗 / 池袋バッティングセンター / スーパーフィッシング足立 / おかしの森 十一屋
  - 特典映像 - TV未放送 DVDオリジナル特典 有野の挑戦 『源平討魔伝 』にリベンジ
- 封入特典 - 番組オリジナル 台紙付き ポップな有野課長名刺
- 初回封入特典
  - 特製お名前シール
  - オリジナルクリアファイル

### DVD-BOX9
2012年12月21日発売。出演は、有野晋哉、前AP中山、元AD江本、元AD伊藤、元AD渡邊、AD片山、AD高橋（純）。
- Vol.17（収録時間：244分）
  - 有野の挑戦 - 「F-ZERO」完全版/「ドラゴンバスター」/「飛龍の拳 奥義の書」
  - たまに行くならこんなイベント - 〜F-ZEROに生挑戦編〜
  - たまに行くならこんなゲームセンター - 〜最南端ゲーム紀行編〜
  - 特典映像 - TV未放送 DVDオリジナル特典 有野の挑戦 『スペランカー 』
- Vol.18（収録時間：246分）
  - 有野の挑戦 - 「バトルトード」完全版/ディレクターズカット版「タントアール」/「ディグダグII」/「最後の忍道」
  - たまに行くならこんなゲームセンター - 〜大川商店〜、〜スターライトタカヤマ〜、〜中屋洋菓子店〜

### DVD-BOX10
2013年12月20日発売。出演は、有野晋哉、初代AP東島、元D笹野、D浦川、D井上、元AD鶴岡、元AP中山、元AD江本、元AD伊藤、元AD片山、元AD高橋（純）、元AD伊東、AD松井、元AD渡邊
- Vol.19（収録時間：248分）
  - 有野の挑戦 - 「スーパーマリオカート」/「ソニック・ザ・ヘッジホッグ」/「グラディウス」完全版/「ときめきメモリアル 〜forever with you〜」
  - たまに行くならこんなゲームセンター「ゲーム イン メクマン」、「石神井公園駅前センター」、「ロコボウル」、「東武動物公園」、「小笠原文具店」、「山本商店」
- Vol.20（収録時間：261分）
  - 有野の挑戦 - 「カービィボウル」/「PC原人」/「探偵 神宮寺三郎 新宿中央公園殺人事件」/「すーぱーぐっすんおよよ」
  - たまに行くならこんなゲームセンター -「懐かし横丁」、「ゲームコスモス」、「子供の店 みはらしや菓子店」、「ひよこ」
  - 特典映像 - TV未放送 DVDオリジナル特典 有野の挑戦 『プーヤン』
- 初回限定封入特典 - 番組特製トレーディングカード/10thゴールド特製シール
- 封入特典 - 番組オリジナル 台紙付き 10thゴールド 有野課長名刺

### DVD-BOX11
2014年12月19日発売。出演は、有野晋哉、D井上、元AD伊東、元AD松井、AD矢内
- Vol.21（収録時間：251分）
  - 有野の挑戦 - 「スーパーマリオ ヨッシーアイランド」完全版/「スーパーチャイニーズ」/「レッドアリーマーII」
  - たまに行くならこんなゲームセンター「ジー・フロント」、「東京ドイツ村」、「いせき」、「ナツゲーミュージアム」、「はらだや」
  - 特典映像 - TV未放送 DVDオリジナル特典 有野の挑戦 『悪魔城ドラキュラ』
- Vol.22（収録時間：247分）
  - 有野の挑戦 - 「メトロクロス」完全版/「スペースハンター」/「ファミリートレーナー ジョギングレース」
  - たまに行くならこんなイベント - ファミリートレーナー ジョギングレース in お台場合衆国2013
  - たまに行くならこんなゲームセンター -「たまゲー in ASIA」ディレクターズカット版
- 初回限定封入特典 - 勝手にカセットに貼らないでステッカー/特製 分度器&定規セット
- 封入特典 - 番組オリジナル 高級クラブ風有野課長名刺

### DVD-BOX12
2015年12月18日発売。出演は、有野晋哉、元AD伊東、元AD松井、元AD矢内
- Vol.23（収録時間：264分）
  - 有野の挑戦 - 「スーパーマリオランド」/「パラッパラッパー」/「ファミリージョッキー」完全版/「スカイキッド」
  - たまに行くならこんなゲームセンター -「たまゲー in PARIS」ディレクターズカット版
- Vol.24（収録時間：260分）
  - 有野の挑戦 - 「ロックマンX」完全版/「R-TYPE」ディレクターズカット版
  - 特典映像 - TV未放送 DVDオリジナル特典 有野の挑戦 『バイオハザード ディレクターズカット』
  - たまに行くならこんなゲームセンター -「トライアミューズメントタワー」、「GAME in あそびば20」、「本所かえる本舗」、「純喫茶シャレード」、「としまえん」、「コスモ」
- 初回限定封入特典 - 「GAME IN THE CAR」ステッカー
- 封入特典 - 番組オリジナル台紙付き 有野課長Paris名刺

### DVD-BOX13
2016年12月16日発売。出演は、有野晋哉、D片山、元AD矢内、D大須賀
- Vol.25（収録時間：258分）
  - 有野の挑戦 - 「スーパーマリオランド2 6つの金貨」/「北海道連鎖殺人 オホーツクに消ゆ」/「Dの食卓」ＴＶ未放送おまけ企画あり/「クレイジー・クライマー」
  - たまに行くならこんなゲームセンター -「たまゲー in VIETNAM」ディレクターズカット版
- Vol.26（収録時間：259分）
  - 有野の挑戦 - 「リンクの冒険」完全版/「戦場の狼」
  - 特典映像 - TV未放送 DVDオリジナル特典 有野の挑戦 『がんばれゴエモン2』
  - たまに行くならこんなゲームセンター -「上野松坂屋」「宝登山ロープウェイ」「矢尾百貨店」「オートパーラー上尾」「神田米店」「新小岩サニーボウル」
- 初回限定封入特典 - 番組特製 オリジナル色紙
- 封入特典 - 番組オリジナル 台紙付き VIETNAM 風 有野課長名刺

### DVD-BOX14
2017年12月22日発売。出演は、有野晋哉、AD東島、AD笹野、AD浦川、D渡邊、AD矢内、AD渡
- Vol.27（収録時間：270分）
  - 有野の挑戦 - 「スーパードンキーコング2 ディクシー&ディディー」完全版/「闘いの挽歌」/「星のカービィ 夢の泉の物語」
  - たまに行くならこんなゲームセンター -「たまゲー in 熱海」「おもちゃのぼーしゅうや」「岡田屋」
- Vol.28（収録時間：273分）
  - 有野の挑戦 - 「忍者くん 阿修羅ノ章」完全版/「ダブルドラゴン 双戟龍」完全版/「光神話 パルテナの鏡」
  - 特典映像 - TV未放送 DVDオリジナル特典 有野の挑戦 『熱血高校ドッジボール部 PC番外編』
  - たまに行くならこんなゲームセンター -「東急プラザ蒲田 かまたえん」「雫石昔語り館」「太陽堂」「アミューズメントスポット ドリームス」「小須田商店」
- 初回限定封入特典 - 番組特製 リフレクターシール
- 封入特典 - 番組オリジナル 台紙付き 温泉風 有野課長名刺

### DVD-BOX15
2018年12月21日発売。
- Vol.29（収録時間：269分）
  - 有野の挑戦 - 「サルゲッチュ」完全版/「熱血硬派くにおくん」
  - たまに行くならこんなゲームセンター - 「たまゲー in 名古屋出張〜恒例バスクイズ付き!」「浅草バッティングスタジアム」「かすかべ湯元温泉」「秩父ミューズパーク」「みやかわ」
- Vol.30（収録時間：291分）
  - 有野の挑戦 - 「クロックタワー2」完全版/「電車でGO! 64」/「SUPER魂斗羅」/「バーチャファイター2」
  - たまに行くならこんなゲームセンター - 「ビビットスクエア」「喫茶ジュリアン」「ネバーランド」「ゲームフジ市川店」
  - 特典映像 - テレビ未放送 有野の挑戦『バイオハザード2』
- 初回限定封入特典 - 「カードゲーム・有野課長のLove Letter」スペシャルカード/15thシルバー特製シール
- 封入特典 - 番組オリジナル 台紙付き 15thシルバー 有野課長名刺

### DVD-BOX16
2019年12月20日発売
- Vol.31（収録時間：262分）
  - 有野の挑戦 - 「パイロットウイングス」ディレクターズ・カット版/「す〜ぱ〜ぷよぷよ」/「クイズ殿様の野望2 全国版」
  - たまに行くならこんなゲームセンター - 「大塚バッティングセンター」「人形のサンキュー」「亜麗人」「駄菓子屋いぬづか」「順風堂」
- Vol.32（収録時間：266分）
  - 有野の挑戦 -「ロックマンX2」完全版/「メトロイド」/「山村美紗サスペンス 京都龍の寺殺人事件」
  - たまに行くならこんなゲームセンター -「厚木ツマダボウル」「トーホーレジャープラザ」「薬師湯」「駄菓子屋きりん館」「居酒屋丸十」
  - 特典映像 - テレビ未放送 有野の挑戦『ときめきメモリアル2』
- 初回限定封入特典 -チェンジングコースター
- 封入特典 - 番組オリジナル 昭和レトロ風有野課長名刺

### DVD-BOX17
2020年12月18日発売。
- Vol.33（収録時間：296分）
  - 有野の挑戦 - 「キャプテン翼」完全版/「バトルフォーミュラ」/「アイスクライマー」DVD限定!おまけ映像付き
  - たまに行くならこんなゲームセンター - 『たまゲー in RUSSIA』DVD限定未公開映像付き
  - 『たまゲー in RUSSIA反省会』DVD限定!未公開映像付き
- Vol.34（収録時間：351分）
  - 有野の挑戦 - 「スプラッターハウス PART2」完全版/「迷宮島」
  - 特典映像 - テレビ未放送 有野の挑戦『逆転裁判』
- 初回限定封入特典 - 番組特製ドアプレート
- 封入特典 - 番組オリジナル 台紙付き 有野課長Russian名刺

### DVD-BOX18
2021年12月17日発売。
- Vol.35（収録時間：286分）
  - 有野の挑戦 - 「MOTHER2 ギーグの逆襲」完全版/「がんばれゴエモン2 奇天烈将軍マッギネス」/「THE HOUSE OF THE DEAD」
  - たまに行くならこんなゲームセンター - 「ぎふ屋」「中古タイヤ市場 相模原店」「鉄剣タロー」
  - 有野課長×糸井重里 スペシャル対談 完全版「糸井重里SP」
- Vol.36（収録時間：293分）
  - 有野の挑戦 - 「星のカービィ64」/「影の伝説」/「SUPER R-TYPE」/「バベルの塔」
  - たまに行くならこんなゲームセンター - 「大慶園」「新大宮バッティングセンター」「ゲームパラダイスゼロワン」
  - 特典映像 - テレビ未放送 有野の挑戦『桃太郎電鉄V』
- 初回限定封入特典 - 番組特製ポチ袋
- 封入特典 - 番組オリジナル 台紙付き 有野課長ベースボール名刺

### DVD-BOX19
2022年12月16日発売。
- Vol.37（収録時間：317分）
  - 有野の挑戦 - 「キャプテン翼II スーパーストライカー」完全版/「F-ZERO X」/「スーパーボンバーマン」/「新・熱血硬派くにおたちの挽歌」/「ラフワールド」
  - たまに行くならこんなゲームセンター - 「赤い風船ビル」「カフェテラス ごん」「ドリーム」「駄菓子屋 Warung Jero わるん」「アドアーズ イサゴ店」「桜館」
- Vol.38（収録時間：318分）
  - 有野の挑戦 - 「ナッツ&ミルク」DVD限定ディレクターズカット版/「ジョイメカファイト」
  - 特典映像 - テレビ未放送 有野の挑戦『METAL GEAR SOLID』
- 初回限定封入特典 - 番組特製飛びだす有野課長カード
- 封入特典 - 番組オリジナル 台紙付き レトロコンピュータ風有野課長名刺

### DVD-BOX20
2023年12月15日発売。
- Vol.39（収録時間：249分）
  - 有野の挑戦 - 「ゼルダの伝説」完全版/「ポートピア連続殺人事件」
  - 特典映像 - テレビ未放送 有野の挑戦『バイオハザード3 ラストエスケープ』
- Vol.40（収録時間：275分）
  - 有野の挑戦 - 「ICO」/「スペースチャンネル5」/「THE 地球防衛軍」/「奇々怪界」/「月風魔伝」
  - たまに行くならこんなゲームセンター - 「鶴ヶ峰バッティングセンター」「おもちゃの三景」「コパIII」「オートパーラーV1」「エブリデイ 行田店」「駄菓子屋」「大栄ボウル」
- 初回限定20周年特別版封入特典 - ゲームセンターCX ポケット人生ゲーム/番組特製トレーディングカード4種/20thゴールド特製シール
- 早期購入特典 - 番組オリジナルマグネットホワイトボード
- 封入特典 - 番組オリジナル 台紙付き 20thゴールド 有野課長名刺

### DVD-BOX21
2024年12月13日発売。
- Vol.41（収録時間：265分）
  - 有野の挑戦 - 「ドラゴンクエスト」完全版/「アクトレイザー」/「SAMURAI SPIRITS」
  - 特典映像 - テレビ未放送 有野の挑戦『スターソルジャー』
- Vol.42（収録時間：274分）
  - 有野の挑戦 - 「悪魔城ドラキュラX 血の輪廻」完全版/「XI[sái]」/「スペースハリアー」/「ならず者戦闘部隊ブラッディウルフ」
  - たまに行くならこんなゲームセンター - 「埼玉スポーツセンター」「喫茶 ミカド」「アストロ大和バッティングセンター」「駄菓子 げん」「ゲームコスモ鶴見店」「大東京綜合卸売センター」「ゲームリボン」
- 初回封入特典 - 番組特製オリジナル社員証/応援上映イベント参加抽選応募券
- 早期購入特典 - 番組オリジナル社員証ホルダー
- 封入特典 - 番組オリジナル 台紙付き RPG風有野課長名刺

### DVD-BOX22
- 2025年12月12日発売

- - 有野の挑戦 - 「ロックマン5 ブルースの罠!?」完全版/「I.Q Intelligent Qube」完全版/「スーパーモンキーボール」/「クロックタワーゴーストヘッド」/「レッキングクルー」/「ゲイングランド」/「ニュージーランドストーリー」
  - たまに行くならこんなゲームセンター - 「トイパークまさみや」「小林菓子店」「凸凹ショップ」「OGATAYAストアー」「ゲームセンター ル・モンド 駒形」「ゴリラバッティングセンター 南鳩ケ谷店」「ゲームイングッデイ21」
  - 特典映像 - テレビ未放送 有野の挑戦『モンスターハンター』
- 封入特典 - 有野課長ボクシング名刺・名刺台紙
- 数量限定初回限定特別版 - BE@RBRICK有野課長100％/挑戦部屋ペーパーモデル/ゲームセンターCX興行社員手帳(ミニノート・44P)
- 早期購入特典 - 番組オリジナル マルチクリアポーチ

### DVD ゲームセンターCX24 -課長はレミングスを救う 2009夏
2010年8月27日発売。24時間生放送スペシャルの模様を収録した本編ディスク3枚と、特典ディスク1枚の計4枚組。
- 本編ディスク
  - DISC1 スタート編（収録時間：244分）
  - DISC2 足止め編（収録時間：242分）
  - DISC3 ラストスパート編（収録時間：240分）
- 特典ディスク（収録時間：102分）
  - ドキュメンタリー24 ディレクターズカット版
  - 放送直前生放送30分番組
  - 特典映像 - GCCX24大反省会〜検証!「アノ問題作の真相に迫る!」〜
- 特典音楽CD - ラストコンティニュー
- 封入特典 - 24時間バージョン 有野課長名刺（台紙付き）
- 初回限定封入特典
  - 特製銀はがし
  - オリジナルポストカード

### ゲームセンターCX in U.S.A.
2012年8月31日発売。2014年2月15日にはレンタル開始。パッケージイラストはアメリカイベントにてニーナ・マツモトからいただいたものを使用。オリコン週間DVD総合ランキング2位、サウンドスキャン週間DVDソフトランキング1位に入る売上を記録した。
- DISC1（収録時間：141分）
  - KACHO in U.S.A. ディレクターズカット版（海外ロケ恒例 車内クイズ、中山の留学先の母校訪問など）
  - ハリウッドで課長が語る DVD限定未公開映像
  - 有野の挑戦 - 「ゴールデンアックス」海外配信版
- DISC2（収録時間：111分）
  - 有野の挑戦 - 「暴れん坊天狗」
  - 特典映像 - TV未放送 DVDオリジナル特典 有野の挑戦 『ダイナマイト刑事』
  - 私の頭の中のアイツ
- 特典音楽CD - LAST CONTINUE（英語版「ラストコンティニュー」）
- 封入特典 - U.S.A.バージョン 有野課長名刺（台紙付き）
- 初回限定封入特典
  - 特製3Dステッカー
  - U.S.A.パッケージポストカード

### DVD ゲームセンターCX 有野の挑戦 in 武道館
2014年7月2日発売。2013年11月5日に行われた武道館でのイベントで、2014年1月1日に放送されたものを収録。本編ディスクと、特典ディスクの計2枚組。
- DISC1（収録時間：172分）
  - 有野の挑戦 in 武道館 スペシャルエディション
  - 有野の挑戦 in 武道館 大反省会
  - 戦え!課長ファイター 合いの手講座
  - MV 戦え!課長ファイター カーディガンズVer.
- DISC2（収録時間：115分）
  - 武道館ドキュメント ディレクターズカット版（オーディオコメンタリー：有野課長・菅剛史・藤本達也）
  - 有野の挑戦 - 「ベスト競馬 ダービースタリオン」ディレクターズカット版
- 封入特典
  - 武道館バージョン 有野課長名刺（台紙付き）
  - スペシャルPhoto Book（56P）
- 初回限定封入特典
  - オリジナルしおり（武道館 銀テープ風）
  - 番組特製トレーディングカード
  - ミニスタンド付き特製ポストカード

### ゲームセンターCX THE MOVIE 1986 マイティボンジャック
2014年9月2日発売。ブルーレイとDVDで発売（DISC1のみ。『ゲームセンターCX』初のブルーレイ発売）。本編ディスクと、特典ディスクの計2枚組。
- DISC1（収録時間：109分）
  - 本編
- DISC2（収録時間：126分）
  - 特典映像 - TV未放送 オリジナル特典 有野の挑戦 『ボンジャック』
  - めいきんぐ
  - 舞台挨拶&全国宣伝キャンペーン
- 封入特典
  - 映画バージョン 有野課長名刺（台紙付き）
  - 映画記念ブックレット（12P）
- 初回限定封入特典
  - ミニクリアファイル
  - 名言シール

### ゲームセンターCX メガドライブ スペシャル
2016年9月2日発売。出演は、有野晋哉、元AD高橋、元AD伊東、AD渡、元AP中山
- DISK1（収録時間：208分）
  - 有野の挑戦 - 「ガンスターヒーローズ」/「ストライダー飛竜」/「夢見館の物語」
  - 特典映像 - TV未放送 DVDオリジナル特典 有野の挑戦 『ソニック・ザ・ヘッジホッグ2』
- DISK2（収録時間：176分）
  - 有野の挑戦 - 「ダイナマイトヘッディー」完全版/「パルスマン」/「コミックスゾーン」
- 初回限定封入特典 - メガドライブペーパークラフト
- 封入特典 - メガドライブバージョン有野課長名刺

### ゲームセンターCX PCエンジン スペシャル
2017年8月2日発売。出演は、有野晋哉、AD渡、D井上、元AP東島、D浦川、元AD矢内、D大須賀、元AD伊東、AD加賀
- DISK1（収録時間：163分）
  - 有野の挑戦 - 「超兄貴」完全版/「アドベンチャークイズ ハテナ?の大冒険」/「改造町人シュビビンマン」
- DISK2（収録時間：186分）
  - 有野の挑戦 - 「THE 功夫」/「メソポタミア」/「カットビ!宅配くん」
  - 特典映像 - TV未放送 DVDオリジナル特典 有野の挑戦 『高橋名人の新冒険島』
- 初回限定封入特典 - 特製PCエンジンペーパークラフト
- 封入特典 - PCエンジンバージョン有野課長名刺

### ゲームセンターCX 15th感謝祭 有野の生挑戦 リベンジ7番勝負
2019年8月2日発売。DVDとブルーレイ（DISC2はDVD）の2種発売。
- DISC1（収録時間：278分）
  - 有野の生挑戦 リベンジ七番勝負 スペシャルエディション（未放送カットのスタッフによる歌唱、岐部の生ファミオネアなど追加）
  - 有野の生挑戦 in 幕張メッセ ドキュメント
- DISC2（収録時間：172分）
  - 有野の挑戦 - 「メルヘンメイズ」完全版 / 「魔獣王」
  - 特典映像 - 幕張メッセ大反省会 / MV 剣を抜け! GCCX MAX / ちゃんとエンディングを見よう! のコーナー（有野・岐部・藤本でメルヘンメイズ・魔獣王のエンディング鑑賞）
- 封入特典 - 有野課長名刺
- 初回限定封入特典
  - スペシャルPhotoBook（52ページ）
  - 『カードゲーム・有野課長のLove Letter』スペシャルカード

### ゲームセンターCX たまゲー スペシャル
2022年9月2日発売。
- 収録内容（収録時間：248分）
  - 有野課長の休日 〜レトロゲーム紀行 in 群馬&長野〜 - 「羽前屋忠左衛門本舗」「ピットイン77」「コルソ 高崎店」「麺彩房 田丸屋」「渋川スカイランドパーク」「みなかみホテルジュラク」「群馬サファリパーク」「髙井商会」
  - あの素晴らしいゲームセンターをもう一度 〜閉店たまゲー傑作選〜 - 「阪急大井町デイリーショッパーズ」「ゲームコーナーミッキー」「懐かし横丁」「妙法湯 のんびり温泉」「ウェアハウス川崎店」「山本商店」「上野松坂屋」「としまえん」「ネバーランド」「みやかわ」「駄菓子屋きりん館」
  - 特典映像 - レトロゲーム紀行 in 群馬&長野 反省会
- 初回限定豪華版封入特典 - 12分の1スケール 番組オリジナルクレーンゲームプラモデル/12分の1スケール 有野課長アクリルフィギュア
- 封入特典 - 番組オリジナル台紙付き 有野課長名刺

### ゲームセンターCX 有野の挑戦 in さいたまスーパーアリーナ 20周年大感謝祭
2024年8月2日発売。DVDとブルーレイ（DISC2はDVD）の2種発売。
- DISC1
  - 有野の挑戦 in さいたまスーパーアリーナ スペシャルエディション
  - さいたまドキュメント ディレクターズカット版
- DISC2
  - 有野の挑戦 - 「パンチアウト!!」 / 「東京バス案内 今日からキミも運転手」/「ドラゴンズレア」/「魂斗羅スピリッツ」
  - 特典映像 - さいたま大反省会 / 開演前VTR集/デモMV ENDINGRATULATION
- 封入特典 - 有野課長名刺・名刺台紙
- 初回限定封入特典
  - 写真集（52ページ）
  - 1/12スケール さいたまイベントフラッグ
- 早期購入特典
  - 1/12スケール 有野課長専用トロッコ ペーパーモデル

### レンタル版
DVD-BOXが非常に好調な売れ行きだったが、セル仕様だったためレンタル仕様のものが新たに作成された。セル版とは内容が異なり、数分程度の特典映像が新たに撮り下ろされているだけではなく、「たまに行くならこんなゲームセンター」のパートはセル版には収録されていないものが収められている。再生すると冒頭に他のDVDの宣伝が流れる。セルDVDは発売元がスタイルジャムで販売元がハピネットだったが、レンタル版は発売元・販売元共にスタイルジャム。
- 1.0（2007年8月3日レンタル開始、収録時間：111分）
  - 有野の挑戦 - 「プリンス・オブ・ペルシャ」/「魔界村」
  - たまに行くならこんなゲームセンター - 富津・マザー牧場 / 神保町・ゲームコーナー ミッキー
  - 特典映像 - （秘）課長からの報告
- 2.0（2007年10月5日レンタル開始、収録時間：115分）
  - 有野の挑戦 - 「アトランチスの謎」/「高橋名人の冒険島」/「ソロモンの鍵」
  - たまに行くならこんなゲームセンター - 江ノ島・ガーデンパーラー
  - 特典映像 - （秘）課長からの報告（韓国ソウル）
- 3.0（2007年12月7日レンタル開始、収録時間：138分）
  - 有野の挑戦 - ディレクターズカット版「忍者龍剣伝」/「ロックマン2 Dr.ワイリーの謎」/「魂斗羅」
  - たまに行くならこんなゲームセンター - 秋葉原・ジー・フロント
  - 特典映像 - 課長からの報告（東京ゲームショウ2007）
- 4.0（2008年8月8日レンタル開始、収録時間：119分）
  - 有野の挑戦 - 「マイティボンジャック」完全版
  - たまに行くならこんなゲームセンター - 谷中・谷川文房具店 / 足立区・綾瀬バッティングセンター
  - 特典映像 - 「A message from the KACHO to buyers worldwide」
- 5.0（2008年10月3日レンタル開始、収録時間：119分）
  - 有野の挑戦 - 「大魔界村」〜DVD限定ディレクターズカット〜 /「海腹川背」
  - たまに行くならこんなゲームセンター - 西東京市・妙法湯のんびり温泉
  - 特典映像 - 社長と課長リターンズ
- 6.0（2008年12月5日レンタル開始、収録時間：94分）
  - 有野の挑戦 - 「妖怪道中記」/ 「クイズ殿様の野望」
  - たまに行くならこんなゲームセンター - 花見川区・ゆにろーず横戸店
  - 特典映像 - 元AP東島からの報告（東京ゲームショウ2008）
- 7.0（2009年8月7日レンタル開始、収録時間：103分）
  - 有野の挑戦 - ディレクターズカット版「セプテントリオン」/「スーパーファンタジーゾーン」
  - たまに行くならこんなゲームセンター - 足立区・イシダ
  - 特典映像 - 課長からの報告（タイトーハッピーステーション）
  - デジタル特典 - 携帯電話・PSP・iPod用待ち受け画像[注 25]
- 8.0（2009年10月2日レンタル開始、収録時間：98分）
  - 有野の挑戦 - ディレクターズカット版「ストリートファイターII」/「東海道五十三次」
  - たまに行くならこんなゲームセンター - 狭山市・あづま園
  - 特典映像 - 挑戦ソフトを振り返る
  - デジタル特典 - 携帯電話・PSP・iPod用待ち受け画像[注 25]
- 9.0（2009年12月4日レンタル開始、収録時間：130分）
  - 有野の挑戦 - 「カイの冒険」完全版
  - たまに行くならこんなゲームセンター - 台東区・喫茶デンキヤホール
  - 特典映像 - 元AP東島からの報告（東京ゲームショウ2009）
  - デジタル特典 - 携帯電話・PSP・iPod用待ち受け画像[注 25]
- 10.0（2010年8月6日レンタル開始、収録時間：93分）
  - 有野の挑戦 - 「クロックタワー」/「超魔界村」DVD限定! 〜ディレクターズカット版〜
  - たまに行くならこんなゲームセンター - 北区・デイリーマート今屋
  - 特典映像 - 課長からの報告（JJ CLUB 100）
- 11.0（2010年10月8日レンタル開始、収録時間：88分）
  - 有野の挑戦 - 「ロックマン」/「ワギャンランド」
  - たまに行くならこんなゲームセンター - 大阪府・あうとばぁん
  - 特典映像 -  元AP中山の元AD高橋（秘）情報（お台場合衆国2010）
- 12.0（2010年12月10日レンタル開始、収録時間：93分）
  - 有野の挑戦 - 「がんばれゴエモン〜ゆき姫救出絵巻〜」/「ファイナルファイト」
  - たまに行くならこんなゲームセンター - 足立区・たかさごや
  - 特典映像 -  仮免ディレクターからの報告（東京ゲームショウ2010）
- 13.0（2011年8月12日レンタル開始、収録時間：100分）
  - 有野の挑戦 - 「餓狼伝説スペシャル」/「マドゥーラの翼」DVD限定! 〜ディレクターズカット版〜
  - たまに行くならこんなゲームセンター - 葛飾区・柴又ハイカラ横丁
  - 特典映像 - 元AP中山の突撃取材
- 14.0（2011年10月14日レンタル開始、収録時間：100分）
  - 有野の挑戦 - 「ゆうゆのクイズでGO!GO!」DVD限定! 〜ディレクターズカット版〜」/「仮面の忍者 花丸」
  - たまに行くならこんなゲームセンター - 鋸山ロープウェイ
  - 特典映像 - 元AD江本の突撃取材（お台場合衆国2011）
- 15.0（2011年12月9日レンタル開始、収録時間：85分）
  - 有野の挑戦 - 「たけしの挑戦状」/「バトルゴルファー唯」〜ディレクターズカット版〜
  - たまに行くならこんなゲームセンター - 台東区・花やしき
  - 特典映像 - AD高橋からの報告（東京ゲームショウ2011）
- 16.0（2012年10月5日レンタル開始、収録時間：110分）
  - 有野の挑戦 - 「ロックマン3 Dr.ワイリーの最期!?」完全版
  - たまに行くならこんな駄菓子屋さん - 西東京市・杵屋すずき / 墨田区・お菓子の森 十一屋
  - 特典映像 - D井上の破局報告（岩手県二戸市）
- 17.0（2012年12月7日レンタル開始、収録時間：110分）
  - 有野の挑戦 - 「チェルノブ」/「クインティ」
  - たまに行くならこんなゲームセンター - 大田区・稲垣菓子店
  - 特典映像 - 課長からの報告（お台場合衆国2012）
- 18.0（2013年8月9日レンタル開始、収録時間：100分）
  - 有野の挑戦 - 「パリ・ダカール・ラリー・スペシャル」/「悪魔城伝説」
  - たまに行くならこんなゲームセンター - 温泉ゲーム紀行
  - 特典映像 - 課長からの報告（はらだや）
- 19.0（2013年10月11日レンタル開始、収録時間：100分）
  - 有野の挑戦 - 「かまいたちの夜」DVD限定!〜ディレクターズカット版〜
  - たまに行くならこんなゲームセンター - 最北端ゲーム紀行
  - 特典映像 - 課長からの報告（パリ JAPANエキスポ会場裏）
- 20.0（2014年8月8日レンタル開始、収録時間：105分）
  - 有野の挑戦 -「バトルトード」
  - たまに行くならこんなゲームセンター - 放送50回記念スペシャル たまゲーIN韓国byエコノミークラス
  - 特典映像 - 課長からの報告（北海道 ワンダーパーク札幌）
- 21.0（2014年10月8日レンタル開始、収録時間：95分）
  - 有野の挑戦 - 「ディグダグII」/「最後の忍道」
  - たまに行くならこんなゲームセンター - 相模湖・にぎわいの広場
  - 特典映像 - 課長からの報告（お台場新大陸2014）
- 22.0（2015年8月7日レンタル開始、収録時間：88分）
  - 有野の挑戦 - 「迷宮組曲」/「ドラゴンバスター」
  - たまに行くならこんなゲームセンター - たまゲーINカンヌ潜入リポート
  - 特典映像 - 課長からの報告（新小岩サニーボウル）
- 23.0（2015年10月9日レンタル開始、収録時間：93分）
  - 有野の挑戦 - 「ロックマン4 新たなる野望!!」
  - たまに行くならこんなゲームセンター - 港区・台場一丁目商店街/北区・おもちゃのふくしま
  - 特典映像 - 「有野課長がベトナムで13年目の意気込みを語る」（ベトナム ホー・チ・ミン廟）
- 24.0（2016年8月12日レンタル開始、収録時間：100分）
  - 有野の挑戦 -「ときめきメモリアル 〜forever with you〜」/「PC原人」
  - たまに行くならこんなゲームセンター - 板橋区・10円ゲーム博物館/豊島区・池袋バッティングセンター
  - 特典映像 - 「有野課長の恋愛哲学2016」（NEWレオマワールド ）
- 25.0（2016年10月14日レンタル開始、収録時間：93分）
  - 有野の挑戦 - 「グラディウス」完全版/「レッドアリーマーII」
  - たまに行くならこんなゲームセンター - 品川区南大井・菊地商店/練馬区貫井・ミラクルイン
  - 特典映像 - 「有野課長と頑固親父」（人形のサンキュー）
- 26.0（2017年8月10日レンタル開始、収録時間：108分）
  - 有野の挑戦 - 「ベスト競馬 ダービースタリオン」〜ディレクターズカット版〜/「探偵 神宮寺三郎 新宿中央公園殺人事件」
  - たまに行くならこんなゲームセンター - 渋谷区恵比寿南・GAME in あそびば20
  - 特典映像 - 「（秘）プチ特典映像」（日本モンキーパーク ゲームセンターCX on 太平洋未放送シーン）
- 27.0（2017年10月13日レンタル開始、収録時間 : 105分）
  - 有野の挑戦 - 「ロックマンX」完全版
  - たまに行くならこんなゲームセンター - 福岡里帰りスペシャル 福岡県太宰府市・だざいふ遊園地/福岡市博多区・博多スターレーン
  - 特典映像 - 「（秘）プチ特典映像」（浅草花やしき）
- 28.0（2018年8月10日レンタル開始、収録時間 : 99分）
  - 有野の挑戦 - 「R-TYPE」〜ディレクターズカット版〜/「スーパーチャイニーズ」
  - たまに行くならこんなゲームセンター - 東武動物公園
  - 特典映像 - 「有野課長15年の想いを語る」
- 29.0（2018年10月12日レンタル開始、収録時間 : 97分）
  - 有野の挑戦 - 「ファミリージョッキー」完全版
  - たまに行くならこんなゲームセンター - 東京ドイツ村
  - 特典映像 - 「有野課長と岐部先生のえさやり in 高知・桂浜水族館」
- 30.0（2019年8月9日レンタル開始、収録時間：107分）
  - 有野の挑戦 - 「ファミリートレーナー ジョギングレース」完全版/「ダブルドラゴン 双截龍」完全版
  - たまに行くならこんなゲームセンター - 神田米店
  - 特典映像 - 「ジョギングレースの思い出」（ロシア ガガーリン公園）
- 31.0（2019年10月11日レンタル開始、収録時間：97分）
  - 有野の挑戦 - 「忍者くん 阿修羅ノ章」完全版
  - たまに行くならこんなゲームセンター - としまえん
  - 特典映像 - 「ゲームセンターCX in Russia モスクワファンとのふれあい」
- 32.0（2020年8月14日レンタル開始、収録時間：103分）
  - 有野の挑戦 - 「メトロクロス」完全版
  - たまに行くならこんなゲームセンター - 宝登山ロープウェイ/太陽堂
  - 特典映像 - 「ゲームセンターCX 16年続いた秘訣」
- 33.0（2020年10月9日レンタル開始、収録時間：97分）
  - 有野の挑戦 - 「クレイジー・クライマー」/「スカイキッド」
  - たまに行くならこんなゲームセンター - はらだや
  - 特典映像 - 「有野課長の失敗学」
- 34.0（2021年8月13日レンタル開始、収録時間：108分）
  - 有野の挑戦 - 「ロックマンX2」完全版
  - たまに行くならこんなゲームセンター - ネバーランド/みやかわ
  - マル秘プチ特典映像
- 35.0（2021年10月8日レンタル開始、収録時間：91分）
  - 有野の挑戦 - 「Dの食卓」TV未放送おまけ企画あり/「熱血硬派くにおくん」
  - たまに行くならこんなゲームセンター - 新小岩サニーボウル
  - マル秘プチ特典映像
- 36.0（2022年8月12日レンタル開始、収録時間：96分）
  - 有野の挑戦 - 「クロックタワー2」完全版
  - たまに行くならこんなゲームセンター - おもちゃのぼーしゅうや/岡田屋
  - マル秘プチ特典映像
- 37.0（2022年10月7日レンタル開始、収録時間：113分）
  - 有野の挑戦 - 「タントアール」ディレクターズカット版/「SUPER魂斗羅」
  - たまに行くならこんなゲームセンター - 秩父ミューズパーク
  - マル秘プチ特典映像
- 38.0（2023年8月10日レンタル開始、収録時間：99分）
  - 有野の挑戦 - 「迷宮島」「クイズ殿様の野望2 全国版」
  - たまに行くならこんなゲームセンター - コスモ
  - マル秘プチ特典映像
- 39.0（2023年10月13日レンタル開始、収録時間：97分）
  - 有野の挑戦 - 「スプラッターハウス PART2」完全版
  - たまに行くならこんなゲームセンター - 小須田商店/大塚バッティングセンター
  - マル秘プチ特典映像

### 有野の挑戦状2DVD特別版!（有野の挑戦状2限定版付録）
これまでDVDに未収録だった「有野の挑戦」2本（いずれの挑戦ソフトもバンダイナムコゲームス製のもの）と、スタッフからのリクエストに沿ってDS用ソフト「有野の挑戦状」に挑戦する「有野の挑戦 特別編」などを収録。
- バンダイナムコスペシャル（収録時間：約140分）
  - 有野の挑戦 - ウルトラマン / ウルトラセブン
  - 有野の挑戦 特別編 ゲームセンターCX 有野の挑戦状〜スタッフからのリクエストに挑む!〜
    - 「コズミックゲート」の最終面である64面を見せてください!（構成岐部）
    - 「ハグルマン1」の隠しキャラを見せてください!（AP飯田）
    - 「ラリーキング」を1回もぶつからずクリアしろ!（VE須田）
    - 「スタープリンス」最難関の150万点ボーナスを取れ!（元AP東島）
    - 俺のソフトの「ラリーキングSP（挑戦2〜4）」をクリアしろ!（カメラ阿部）
    - 「ハグルマン2」の隠しキャラを出して!（AP飯田）
    - 「ガディアクエスト」に出てくるゲームの守護者を倒せ!（元よゐこマネージャー野田）
    - 「ハグルマン3」のエンディングを見せてください（インディーズ・ゼロ社長の鈴井）

  - ゲームセンターCX 有野の挑戦状2
    - 「くぐれ!ギリジャンMAX」に挑戦
    - （秘）ウラワザ大発表!

### 3丁目の有野DVD特別版!（3丁目の有野限定版付録）
これまでDVDに未収録だった「有野の挑戦」2本と、DS用ソフト「有野の挑戦状2」から厳選したゲーム3本に挑戦する「有野の挑戦 特別編」などを収録。
- バンダイナムコスペシャル（収録時間：約170分）
  - 有野の挑戦 - ドラゴンボール 神龍の謎 / ハロー!パックマン
  - 有野の挑戦 特別編 ゲームセンターCX 有野の挑戦状2
    - 「課長は名探偵・前編」挑戦前のウォーミングアップ
    - 「スーパーデーモンリターンズ」エンディング画面を見る
    - 「無敵拳カンフー」真のエンディング画面を見る
    - 「くぐれ!ギリジャンMAX」コインを連続で30枚獲得し、かつ前回の記録を更新する

  - ゲームセンターCX 3丁目の有野
    - （秘）ウラワザ大発表!
    - 「ブレイクシュート」選手権（インディーズ・ゼロ社長の鈴井 vs グレフ社長の丸山 vs AD松井 vs 有野）

### ゲームセンターCX 有野の挑戦状 1+2 REPLAY バンダイナムコスペシャル
2024年2月22日に発売された「ゲームセンターCX 有野の挑戦状 1+2 REPLAY」の限定版に同梱された。
- 収録内容
  - 有野の挑戦 - 「美味しんぼ 究極のメニュー三本勝負」 /「 パックランド」
  - 特典映像 - テレビ未放送 有野の挑戦「キン肉マン キン肉星王位争奪戦」
  - ゲーム化計画 名場面集

### ゲームセンターCX 公式海賊版DVD
2024年10月11日より販売開始された「ゲームセンターCXくじ」のA賞。収録内容はすべて撮り下ろしとなっている。
- 収録内容（収録時間：62分）
  - 有野の挑戦 - 「SkateCat」
  - たまに行くならこんなゲームセンター 海賊版 - アミューズメントフィールド BAYON

### Retro Game Master: The Game Center CX Collection（北米版DVD）
2012年9月18日発売。有野の挑戦を集めた総集編的な4枚組DVD-BOX。国内版では未収録のエピソードも収録。リージョン1のため国内プレーヤでは再生できない場合がある。発売元はDiscotek Media（Eastern Star）。
- DISC1
  - 「忍者龍剣伝（Ninja Gaiden）」「スーパーファンタジーゾーン（Super Fantasy Zone）」「ボナンザブラザーズ（Bonanza Brothers）」「ソロモンの鍵（Solomon's Key）」「クロックタワー（Clock Tower）」
- DISC2
  - 「マイティボンジャック（Mighty Bomb Jack）」「アトランチスの謎（The Mystery of Atlantis）」「セプテントリオン（S.O.S.）」「バトルゴルファー唯（Battle Golfer Yui）」
- DISC3
  - 「東海道五十三次（53 Stations of the Tokaido）」「マドゥーラの翼（The Wing of Madoola）」「ゴールデンアックス（Golden Axe）」
- DISC4
  - 「不思議のダンジョン2 風来のシレン（Shiren the Wanderer）」「忍者龍剣伝II 暗黒の邪神剣（Ninja Gaiden 2）」

## Blu-ray

### ゲームセンターCX THE MOVIE 1986 マイティボンジャック
2014年9月2日発売。DVD版と同時発売で特典（DISC2）はDVD。内容はDVDの同項参照

### ゲームセンターCX ベストセレクション Blu-ray
全編ブルーレイとしては初の発売。2018年8月2日、『赤盤』『緑盤』2作品同時発売。
- 赤盤
  - 有野の挑戦
    - 『アトランチスの謎』
    - 『プリンス・オブ・ペルシャ』
    - 『忍者龍剣伝』
    - 『ソニック・ザ・ヘッジホッグ』

  - たまに行くならこんなゲームセンター
    - 『たまゲー in 四国〜愛媛・高知編』ディレクターズカット版

  - オーディオコメンタリー
    - 『忍者龍剣伝』（有野課長・東島真一郎〈初代AD〉・笹野大司〈2代目AD〉・浦川瞬〈3代目AD〉）

  - 映像特典
    - おまけリベンジ『アトランチスの謎』3本勝負
- 緑盤
  - 有野の挑戦
    - 『魔界村』
    - 『ときめきメモリアル 〜forever with you〜』
    - 『スーパーマリオワールド』
    - 『クロックタワー』

  - たまに行くならこんなゲームセンター
    - 『たまゲー in 四国〜徳島・香川編』ディレクターズカット版

  - オーディオコメンタリー
    - 『ときめきメモリアル 〜forever with you〜』（有野課長・菅剛史〈プロデューサー〉・藤本達也〈演出〉）

  - 映像特典
    - おまけリベンジ『魔界村』3本勝負

### ゲームセンターCX 15th感謝祭 有野の生挑戦 リベンジ7番勝負
2019年8月2日発売。DVD版と同時発売で特典（DISC2）はDVD。内容はDVDの同項参照

### ゲームセンターCX 有野の挑戦 in さいたまスーパーアリーナ 20周年大感謝祭
2024年8月2日発売。DVD版と同時発売でDISC2はDVD。内容はDVDの同項参照

## ニンテンドー特別編
みんなのニンテンドーチャンネルやニンテンドーeショップで配信されているCXの特別編（2020年6月まではYouTubeの任天堂公式チャンネルでも一部配信されていた）。バーチャルコンソールを中心としたソフトのプロモーションの一環として挑戦している。
また、「社長が課長に訊く」（「社長が訊く」の番外編）という特別編がNintendo Directで放送されたこともあり、この回では前半が当時の任天堂社長であった岩田聡が有野に対し番組誕生などの経緯を聞くインタビュー、後半が有野と岩田社長の2人で『バルーンファイト』のバルーントリップモードでオレンジの風船を出すというミッションに挑戦した。『ニャニャニャ! ネコマリオタイム』でも有野課長や濱口エグゼクティブ（後述）が時折ゲスト出演していた。
これらの配信によって、ワンツーネクスト加入者以外にも番組が広がり、たまたま行った駄菓子屋で「3DSで見た」と子供から声をかけられたりしていた。
2017年には同じくガスコイン・カンパニー井上班の制作である『よゐこのマイクラでサバイバル生活』が配信された。2018年からは『よゐこの○○で○○生活』にリニューアルされ、Nintendo Switch向けのゲーム全般を取り扱うようになった。

### ゲームセンターDX
2015年7月7日からYouTubeにて不定期で配信されていた兄弟番組で、オープニングタイトルで「CX」のCがDに変わる。司会は有野ではなく相方の濱口優が担当しており（肩書はエグゼクティブ・ディレクター。ピンク色のジャケットに黒縁メガネ、入構証をぶらさげるという放送業界人めいた服装をしている）、こちらは発売前の任天堂の最新ゲーム（配信時点）に挑戦している。最新ゲームを扱うということで王様も現代風なデザインに変わっているほか、「ゲームセンターDX、まさる〜、ぐっちょON!」の掛け声でゲームを開始する。『ゲームセンターCX』とは対照的な番組でもある。
有野曰く「分家」とのこと。
第1弾は『ヨッシー ウールワールド』に挑戦し、サポート役として東島（肩書はチーフオブザーバー）が登場している。プライベートの濱口はFPSでならしているものの、ヨッシーに関しては（有野よりも）下手であるとスタッフに評された。2015年10月13日には、第2弾として『ゼルダの伝説 トライフォース3銃士』編が配信開始され、サポート役として浦川（肩書はシニアアドバイザー）と中山（7代目AD）と岐部（構成作家）が登場している。2016年1月19日に第3弾『マリオテニス ウルトラスマッシュ』編が配信開始。今回のサポート役として第1弾以来となる東島に加え高橋が登場（肩書きはコーチ）している。2016年4月20日に第4弾『スターフォックス ゼロ』編が配信開始。前回に引き続き、東島がサポート役として登場。2016年10月23日には第5弾として『ゼルダの伝説 ブレス オブ ザ ワイルド』（2017年発売・Wii U/Nintendo Switch用、濱口がプレイしたのはE3で展示されたWii U用デモバージョン）を「一週間ハイラル生活」としてプレイしたものが配信開始された。サポートの東島はガイド役として登場。2016年12月1日には第6弾として『ポケットモンスター サン・ムーン』編Vol.1が、続編のVol.2は2016年12月29日に配信開始された。サポート役は中山がナカヤーマ博士として登場。2017年10月12日には第7弾として『スーパーマリオオデッセイ』編が配信開始された。サポート役は前回同様中山がナカヤーマ博士として登場。

## スタッフ
- 企画・構成：酒井健作
- 構成：岐部昌幸
- ブレーン：松井信樹
- カメラ：阿部浩一（ライズカンパニー）
- CA：難波未来（ライズカンパニー）
- VE：府川由教（ライズカンパニー）
- 協力：任天堂、バンダイナムコエンターテインメント、セガゲームス、ソニー・インタラクティブエンタテインメント、スクウェア・エニックス、タイトー、コーエー、カプコン、ハドソン、ナムコ、チュンソフト、コナミホールディングス、ゲームフリーク、サンソフト、セタ、ヒューマン、インディーズゼロ、グレフ、M2、ディンゴ、オフィスクリエイト、松竹芸能、ノーバクリエイト、ライズカンパニー、ザ・チューブ、ポイント・ピクチャーズ、モア バウンス サウンド 他多数（歴代を含めて）
- 美術協力：dinos、HOUSE STYLING
- 編集：伊藤和幸（ザ・チューブ）
- MA：谷澤宗明（ザ・チューブ → フリーランス）
- CG：吉野広教
- 音効：斉藤信之（J-WORKS → モア バウンス サウンド）
- CGデザイナー：目黒久美子、蜂屋雅幸
- マネージメント：山口益玉、大友優右子
- H.P：宮崎友子
- モバイル：平川優樹
- デスク：田辺純江
- AP：土屋恵美
- AD：大須賀良、渡大空
- ディレクター：中内竜也、井上侑也、片山雄貴、高橋純平
- 演出：藤本達也
- プロデューサー：石田希
- チーフプロデューサー：門澤清太（フジテレビ）、菅剛史
- 制作：フジテレビ、ガスコイン・カンパニー

### 過去のスタッフ
- チーフプロデューサー：笹川正平
- VE：須田祐一郎（ライズカンパニー）
- 編集：笠原善之（ザ・チューブ　退社・降板後はAVC、TBSテックスを経て、現在TBSアクト所属）
- 制作協力：ビーワイルド東京本部（ガスコイン・カンパニーの独立前）

## 関連メディア

### ゲーム
全てバンダイナムコゲームス（現：バンダイナムコエンターテインメント）から発売。
ゲームセンターCX 有野の挑戦状（ナムコレーベル）
2007年11月15日発売、ニンテンドーDS専用ソフト。「懐かしくも新しい」1980年代風のゲームが多数収録されている。
ゲームセンターCX 有野の挑戦状2（バンダイレーベル）
2009年2月26日発売、ニンテンドーDS専用ソフト。前作とコンセプトは同じだが、こちらは「ゲーム機の進化」も取り入れられている。
ゲームセンターCX 3丁目の有野（バンダイレーベル）
2014年3月20日発売、ニンテンドー3DS専用ソフト。開発元はグレフ。
ゲームセンターCX 有野課長とナゾトクアーガの塔
体感型謎解きゲーム。施設内周遊型。未来屋書店による「未来屋アドベンチャーブック」の第4弾。
2015年4月4日 - 5月31日開催、販売場所は、未来屋書店 レイクタウン・幕張新都心・名古屋茶屋・岡山の4店舗。
2015年7月17日 - 8月31日開催、販売場所は、未来屋書店 秋田・名取・浜松市野・鹿児島・沖縄ライカムの5店舗。
ゲームセンターCX 有野の挑戦状 1+2 REPLAY（バンダイナムコエンターテインメント）
番組20周年を記念してニンテンドーDS用だった1と2をNintendo Switch向けに移植したもの。2024年2月22日発売。新規レトロ風ゲーム「炎の格闘サラリーマン ヤッタロー」が追加され、一部のゲームはオンラインランキングに対応する。テレビで放送されていない『キン肉マン キン肉星王位争奪戦』、DVD初収録となる『美味しんぼ 究極のメニュー三本勝負』『パックランド』等を収録したDVD同梱版の「バンダイナムコスペシャル」も発売された。パッケージ版（バンダイナムコスペシャル含む）は初回特典として「有野課長オリジナル名刺 バンダイナムコエンターテインメントVer.」が封入される。開発はインディーズゼロ（開発協力はMUTAN）。

### 書籍
全て太田出版から発売。
ゲームセンター「CX」
2004年12月1日発売 ISBN 487233907X
第1シーズンの模様をほぼ完全収録。
ゲームセンターCX2
2006年6月1日発売 ISBN 4778310195
第2 - 4シーズンの模様をほぼ完全収録。ドラえもんの回は、通し番号#26が欠番になる形での未収録。
CONTINUE Vol.28
2006年6月16日発売 ISBN 4-7783-1024-1
- 第1 - 4シーズン完全解説
- 有野課長インタビュー
- AP東島・元D笹野・チーフAD浦川インタビュー
- 『ゲームセンターCX』大辞典
- 『ゲームセンターCX』を創った男たち

CONTINUE Vol.29
2006年8月17日発売 ISBN 4-7783-1032-2
- ゲームセンターCXのロケ現場密着取材

ゲームセンターCX3
2007年1月31日発売 ISBN 4778310454
- 有野課長の休日
- たまに行くならこんなゲームセンター大特集
- ゲームセンターCX大百科
- 4コマ 漫画：サダタロー、村上サトム
- コミック「ゲームセンターCXができるまで」 原作：岐部昌幸 漫画：村上ゆみ子

CONTINUE Vol.36
2007年10月16日発売 ISBN 978-4-7783-1094-3
- 表紙・有野課長
- 対談・有野課長×藤原得郎（『魔界村』を創った男）
- スタッフインタビュー（元AP東島、元D笹野、元AD浦川、元AD井上、作家岐部、菅P）
- スタッフ全員アンケート
- 第5シーズン - 7シーズン解説
- ニンテンドーDSソフト『ゲームセンターCX 有野の挑戦状』の情報

ゲームセンターCX COMPLETE
2009年7月30日発売 ISBN 9784778311803
- CONTINUE Vol.28・36・43収録のものを加筆・再構成したもの

ゲームセンターCX V
2011年12月14日発売 ISBN 978-4-7783-1290-9
- 有野晋哉 10,000字ロングインタビュー
- ゲームセンターCX in U.S.A.〜有野課長ロサンゼルスへ行く〜
- 第11シーズン#78 - 第15シーズン#130まで解説
- STAFF INTERVIEW 鶴岡丈志×江本紘之×石田希×片山雄貴×高橋純平
- レジェンドAD座談会 東島真一郎×笹野大司×浦川瞬×井上侑也（特別ゲスト：飯田美保）
- スペシャル対談 藤本達也×中内竜也
- 伝説の24時間生放送スペシャル誌上プレイバック!!

CONTINUE SPECIAL ゲームセンターCX
2018年6月15日発売 ISBN 978-4-7783-1627-3
- 有野課長ロングインタビュー
- 有野課長×中村悠一 スペシャル対談
- 芸能人最強ゲーマー対談 有野課長VSバカリズム
- ザリガニ王子と運命の会議室
- 歴代ADアンケート&インタビュー
- 全国統一 ゲームセンターCX検定

CONTINUE SPECIAL ゲームセンターCX 2020
2020年8月20日発売 ISBN 9784778317089
- 有野課長ロングインタビュー
- ドキュメント「300回記念生放送」
- プレイバック「有野の生挑戦 in 幕張」「GCCXシンフォニー」
- サポートADインタビュー
- AD-1 Grand Prix
- 構成作家・岐部昌幸のロシア日記
- 世界一課長を撮ってきた男・阿部浩一の「有野課長スタイリッシュカット集」

ゲームセンターCX クロニクル
2024年7月29日発売 ISBN 9784778319489
- 第1シーズンから第27シーズンまでの全放送回の解説
- 初期メンバー8人衆インタビュー(有野晋哉、酒井健作、岐部昌幸、藤本達也、阿部浩一、谷沢宗明、斎藤信之、菅剛史)
- ゲームセンターCX ギャラリー
- ゲームセンターCX イベントヒストリー
- サポートAD名鑑
- 有野の挑戦 インデックス

### CD
ゲームセンターCX 10thアニバーサリーサウンドトラック
2013年7月24日発売。タイトル通り番組10周年を記念して発売された番組発の音楽作品となるコンピレーション・アルバム。オープニングの「歓喜の歌」をはじめに、オリジナルソング「ラストコンティニュー」、「サヨナラゲーム」、番組内の1コーナーでも使われた「Romanticが止まらない」、「ギザギザハートの子守唄」など計16曲収録。
収録曲
1. 歓喜の歌（交響曲第9番・第4楽章）
2. ラストコンティニュー
歌：中山智明 / 作詞：菅剛史 / 作曲・編曲：斉藤信之
3. ぶっちぎりRock'n Roll
4. The King of Pleasure
5. Dr.WILY STAGE 1（ロックマン2より）
6. サヨナラゲーム
歌：ワタナベユーコ / 作詞・作曲・編曲：斉藤信之
7. Romanticが止まらない
歌：C-C-B / 作詞：松本隆 / 作曲：筒美京平 / 編曲：船山基紀
8. ギザギザハートの子守唄
歌：チェッカーズ / 作詞：康珍化 / 作曲・編曲：芹澤廣明
9. 戦え!課長ファイター
歌：石田希 / 作詞：菅剛史 / 作曲・編曲：斉藤信之
10. Reaching for the Stars
11. カイの冒険 〜生放送SPver.〜
12. ももこちゃん恋唄
13. LAST CONTINUE
14. 戦え!課長ファイター（カラオケ版） [BONUS TRUCK]
15. サヨナラゲーム（カラオケ版） [BONUS TRUCK]
16. ラストコンティニュー（カラオケ版） [BONUS TRUCK]

BONUS STAGE
2023年3月4日発売。スピンオフ番組「ゲームセンターKBX」から誕生したユニット「あくせく」のデビューアルバム。
収録曲
1. ENDINGRATULATION
2. ASSISTANTDIRe:CTION
3. Nobody Knows HERO ―名もなき勇者―
4. JUMPing SUNDAY
5. ENDINGRATULATION (INSTRUMENTAL)
6. ASSISTANTDIRe:CTION (INSTRUMENTAL)
7. Nobody Knows HERO ―名もなき勇者― (INSTRUMENTAL)
8. JUMPing SUNDAY (INSTRUMENTAL)
9. if あくせく ～KIBE Vocal TVspot メドレー～ [BONUS TRUCK]

## 映画
- ゲームセンターCX THE MOVIE 1986 マイティボンジャック

2014年2月22日、全国主要映画館で公開。
「（有野）課長の挑戦」とドラマをミックスさせた劇映画として制作されている。出演者には番組スタッフやゲームクリエイターが隠れキャラクターとして出演しており、エンディングのスタッフロールで出演者が確認することができる模様（番組内で有野は「最初見た際、隠れキャラをすべて見つけることができなかった」と語っている）。「有野、地上波で生挑戦やるってよスペシャル」のCM中、有野は映画撮影のために2007年くらいの体重に調整していることを語っている。
2015年1月1日 0:10 - 2:00にフジテレビONEでテレビ初放送された。

## 関連する放送番組
ゲームセンターCX興業 特命課調査室
セガ「三国志大戦・天」編
2008年7月30日〜2008年8月1日、「フジテレビ721」にて放送。
出演は有野晋哉、加藤統士（うなぎ）。
セガ「爆烈軍団レネゲード」編
2012年8月23日、公式サイトにて配信。
出演は平井善之（アメリカザリガニ）、AD高橋（純）。

### 地上波コラボレーション
めちゃ2イケてるッ!（CX）
たまゲーコーナーで鈴木紗理奈だましで連動したり（めちゃイケスペシャルの裏側の表側とコメントしている）、2007年6月9日放送の「今一番キテる男・有野が大活躍!」では「有野が昇龍拳のマネをやるとどんな相手でも倒せる」というコント企画を行った。
2012年3月放送の『グラディウス』の収録の合間に番組の企画でナインティナインが登場しており、東北地方の被災地に贈るプレゼントとして有野の代わりに菅Pがニンテンドー3DSを提供、その後不足分を有野が提供し、さらにゲームセンターCXグッズもプレゼントしている。
いきなり!黄金伝説。および、関連番組よゐこの無人島0円生活（テレビ朝日）
韓国ロケの部分が写ったほか番組中にたまゲームの曲が流れたことがある。『聖闘士星矢 黄金伝説』のキャッチフレーズ「クロス獲ったどー」も当番組の節約生活のサバイバル企画をヒントにしたものである。『川のぬし釣り2』では、数日後に、無人島0円生活を行うことを有野が報告（この回の初回放送時点では当該の無人島0円生活は放送済み）していたり、有野は濱口に対して、「お前（濱口）は地上波で頑張れ。俺はニコ動とCSで生きる」と、当番組の存在を示唆する発言をしている。
雨上がり決死隊のトーク番組アメトーーク!（テレビ朝日）
持ち込み企画で有野課長自身で持ち込み。
さらに、「ストリートファイターII芸人」で出演した際には、ザンギエフのコスプレで登場し、春麗のコスプレをした佐藤かよと対戦したが、有野のザンギエフは佐藤の春麗に完敗した。この対戦の折にナレーションで「有野課長」と紹介やテロップでも表示された。
また、「スーパーマリオ芸人」で出演した際は、マリオの歴史を紹介するなど中心に立ったほか、マリオとの思い出を語る際、『ゲームセンターCX』でのプレイ中（番組内では「仕事で」と番組名をぼかしていた）イケるときはマリオがドン・フライに見えると語っていた。
他、「ゲームセンター芸人」や「ファミコン芸人」など、コンピュータゲームに関するテーマのくくりの回では、有野は必ず出演している。
世界一奇妙なクイズ（テレビ朝日）
中川翔子が「課長」と言っていたりゲームとDVDのタイアップも流れ、『魔界村』について言っていた。
よゐこのワケアリ（MBS）
『ゲームセンターCX』でゲームを一日中やっていても目が悪くならないことなどを話した。有野は、「人間ドックに行ったら視力は1.5」と語っている。
よゐこ部（MBS）
有野が出ている番組であるため、ネタにされやすい。
- 「理科部」実験の際に使っていたマンションの住人にファンがおり、最後の実験で協力をした。数分間「有野部員」では無く「有野課長」になっていた。
- 「写真部」DVD-BOXの印税で一眼レフカメラと同価格のレンズを購入したことをコメントした。
- 「24時間生放送スペシャル」ゲストコメントとして番組プロデューサーである岸本孝博が応援メッセージを送った。

また、DVD-BOXやゲームの売上げで入ってくる印税をネタにされ、前述のめちゃイケメンバー同様に、相方の濱口やTKOに印税王と呼ばれることがある。
アキバで対決!コードギアス祭（MBS）
ロケ地が秋葉原だったため『めちゃイケ』番組内で鈴木紗理奈を騙す回に使用されたり、ゲーム&ウオッチを買わされた店が出てきた。有野曰く「よく使う店」らしい。

### ラジオ・その他メディアとのコラボレーション
よゐこのオールナイトニッポン ゲームナイトニッポンスペシャル（ニッポン放送）
『ファミ通』通刊1000号記念として組まれた『オールナイトニッポン』の特別番組（2008年2月2日放送）。2時間丸ごとゲームに関する話題や特別会場に招待された聴取者とのゲーム対決で占められた。「ラジオ番組でゲームなどプレイしてリスナーに伝わるのか!」という岡村隆史からの抗議（激励）のFAXなども紹介された。
加藤浩次の金曜Wanted!（TBSラジオ）
2013年3月の放送にて、加藤浩次の長男が当番組のファンで（加藤の妻と有野の妻が仲が良いらしく、有野の家でDVDを視聴したのがきっかけの模様）、有野が家にいるときに遊びに行き、DVDを借りて帰ってきたことを語っており、有野もこの内容を第17シーズン#161にて触れている。その後も、『山里亮太の不毛な議論』や『爆笑問題日曜サンデー』にゲスト出演した際にもこの話題でトークをしている。
Jレジェンド列伝（バンダイナムコゲームス）
2013年11月7日発売のニンテンドー3DSソフト。収録ソフトの中には過去に有野が挑戦したソフト（『ドラゴンボール 神龍の謎』と『聖闘士星矢 黄金伝説』）もあり、公式ホームページや『週刊少年ジャンプ』などでコメントを寄せている。さらに発売時期には関連ソフト（『幽☆遊☆白書 魔強統一戦』）にも挑戦している。
山里亮太の不毛な議論（TBSラジオ）
2013年10月30日放送分に有野が出演し、当番組の裏話や、武道館公演をアピールするなどしている。有野曰く、2度とやりたくないゲームは『忍者龍剣伝』であることや、出川哲朗が有野のゲームする姿をTV番組化した方がいいと、アドバイスをしたことが、当番組を始めるきっかけになったことが、山里亮太から語られている。さらに、その翌週には山里が武道館ライブの内容をオープニングで語るなどしている。山里曰く「有野さんの一生懸命なところが好感を持てる」とのこと。その後、2014年2月27日放送分にもゲスト出演している。
なお、2009年にレミングス生挑戦の際に電話出演した際には、山里宅にはCSの視聴環境がなく、他の人から録画した映像をもらって見ていると語っていた。また、有野も山里にDVDボックスをサイン入りでプレゼントした旨を語っている。
狩野英孝のクリティカノヒット（YouTubeチャンネル）
壱百満天原サロメ（YouTubeチャンネル）
桜井政博のゲーム作るには（YouTubeチャンネル）

### パロディ
おはスタ（TX）
毎週水曜（ゲーム特集日・鉄拳王（現：レオナルド・ダ・テッケン）担当）内の2008年度後期ゲーム紹介コーナーのタイトルが「ゲームセンターTX」（コーナーのタイトルテロップもCXのパロディ。CXがフジテレビのコールサインであるのに対し、TXがテレビ東京のコールサイン（JOTX-DTV）であるため。後述のQRも同様）。鉄拳が最新ゲームを紹介するという内容であるがこのときの名前が鉄拳部長代理だったり衣装も作業着を身に着けているほかオフィスチェアー、ホワイトボード（ゲームキャラクターの絵つき）など本家をイメージしたセッティングが特徴で山ちゃんも「有野さんが怒るよ!」と発言している。かつて、よゐこはレギュラー出演していたことがあり鉄拳と同じゲーム担当だった。当コーナーは短く、そのまま「こんな○○は嫌だ!」に移る。
#220で有野は見て見ぬふりをしていたことを語り、山寺が降板前にゲストに行った際にリハーサルで同コーナーの苦情を言いにきたと語った際にはスタッフは冷や汗物だった模様。
科学忍者隊ガッチャピン（BSフジ）
BSフジの方でやっている有野本人が敵役として出演している番組『ゲームセンターアリノX』としてコーナーのたまげーがパロディ化され、ゲームセンターで邪魔をする人として、アザクサー怪人となって登場した。また別の回ではスマートボールの店員になってスマートボールのコリントを打つ人の邪魔をし、ぼったくりもしたこともある。
24時間テレビ「愛は地球を救う」（日本テレビ）
『24時間テレビ』のパロディとして2009年8月29日23時から24時間、『24時間テレビ 有野課長が○○を救う!?』をフジテレビNEXT（2009年8月29日 23:00 - 8月30日 13:55）とフジテレビTWO（2009年8月30日 13:50 - 8月30日 23:00）のリレーで放送した。
たまにいくならこんなゲイムセンター
上記の『GCCX24』内で放送されていた「東島真一郎のたまにいくならこんなゲームセンター」の最後、MA谷澤とVE須田が前AP東島を襲うシーンの後にVE須田のソロカットで出た文。
めちゃ2イケてるッ!（CX）
同じフジテレビで有野が出演している番組。2007年6月9日放送分にて、CXでの功績を認められた有野が課長のまま連れ出され、押しつけられた強敵や難題を昇龍拳で打開するという内容。
田村ゆかりのいたずら黒うさぎ（QR）
放送内の一コーナー「ゲームセンターQR」（CX・TX同様、QRは文化放送のコールサイン（JOQR）から取っている）。リスナーから送られてくる既存ゲームのタイトルをもじった架空のゲームの攻略法を教えるという内容。
ピエール瀧のしょんないTV（静岡朝日テレビ）
放送された企画「ゲームセンターあさひテレビ」。ハリウッドザコシショウと広瀬麻知子アナウンサーが制限時間の中で、設定された本数のファミコンソフトのクリアを目指す。制限時間と設定本数は2015年1月放送の第1弾では72時間で、2017年1月放送の第2弾では100時間でそれぞれ20本に設定された。企画第1弾冒頭で本家のパクリ企画であることを認め、作業着姿で挑戦しているほか、提供クレジットでは「歓喜の歌」が使われた。

## 関連イベント

### 東京ゲームショウ
2006年9月23日、千葉・幕張メッセで開催の『東京ゲームショウ2006』イベントステージにてエンタメ情報誌・日経エンタテインメント!とのタッグによるイベントが行われた。ゲーム史の10年を振り返るコーナーのほか、大物クリエーターからのメッセージVTRも独占上映された。このイベントには有野のほか日経エンタテインメント!・品田英雄編集長、柳沼淳子が出演した。少しの間だが、ステージに4代目AD井上が登場した。また、ゲームセンターCXの物販ブースでは歴代ADによる手渡し販売が行われた。
2007年9月22日の『東京ゲームショウ2007』でも、同じく日経エンタテインメント!と共同でのイベントとして「レトロゲーム・アワード2007」が開催された。これは懐かしのレトロゲームを一般投票と審査員会によってを選出、表彰するという企画。受賞者、受賞作品は以下の通り。
- 最優秀新人賞：小島秀夫（当時、新人だったクリエイターを20年経った今表彰する企画のため）
- 審査員特別賞：『魔界村』
- 優秀賞：『ドラゴンクエスト』、『ゼルダの伝説』、『スペランカー』、『ドラゴンクエストII 悪霊の神々』
- 大賞：『スーパーマリオブラザーズ』

2018年9月20日 - 9月23日の『東京ゲームショウ2018』では、オフィシャルサポーターとして有野課長が就任した。
なお、番組開始以降に開催されている2004年以降の『東京ゲームショウ』では、毎年欠かさず番組のブースを設けて出張イベントが行われている。

### フジテレビ主催・夏イベント
フジテレビが主催する参加型の夏イベント『お台場冒険王』（2004年 - 2008年）、『お台場合衆国』（2009年 - 2013年）、『お台場新大陸』（2014年）、『お台場みんなの夢大陸』（2015年 - 2017年）、『ようこそ!! ワンガン夏祭り THE ODAIBA』（2018年）では、番組開始以降に開催されている2004年以降、毎年欠かさず番組のブースを設けて出張イベントが行われている。

### 出張イベント
- 上記の『東京ゲームショウ』やフジテレビ主催・夏イベントも含めて、DVD-BOXやDSソフト発売された際にキャンペーンとして有野とスタッフで、都内を中心に地方へも出張イベントを敢行している。

主にスタッフとのフリートーク、握手会、名刺交換会、グッズ販売など。会場によってはゲーム生挑戦もあった。
- また初の海外ロケでイベントを敢行。ネットのみの告知だったが150人の現地ファンが集合した。

### 山手線ラッピング電車
2008年2月26日から3月24日まで、東京の山手線でラッピング広告電車「ゲームセンターCX号」が運行された（JR東日本東京総合車両センター所属E231系500番台トウ541編成を使用）。番組の宣伝というよりはDVD-BOXの商品宣伝という趣であった。この運行の様子は、第9シーズン#64の放送内でレポートされた。

山手線ゲームセンターCX号
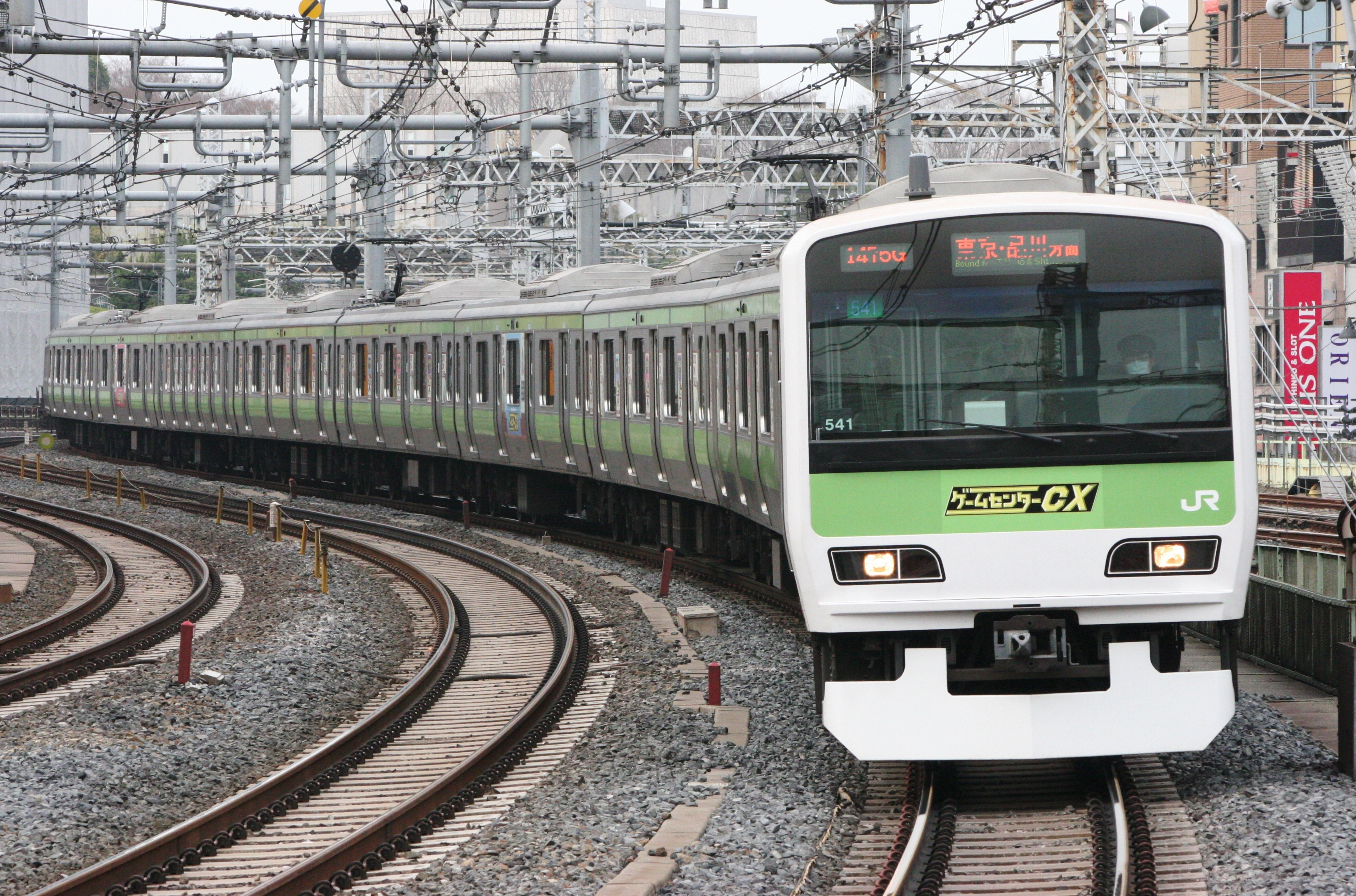
走行中（御徒町駅にて）
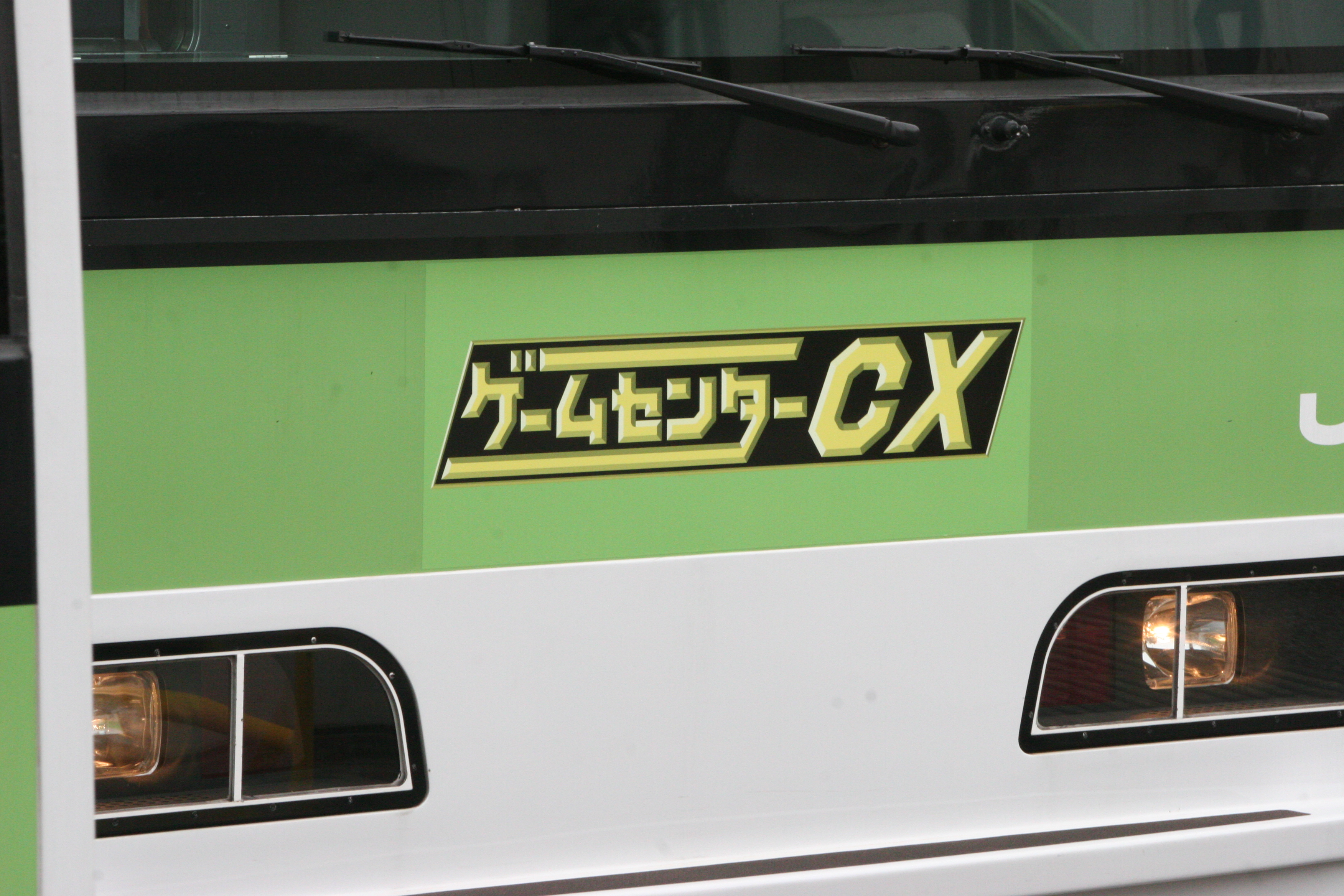
正面拡大
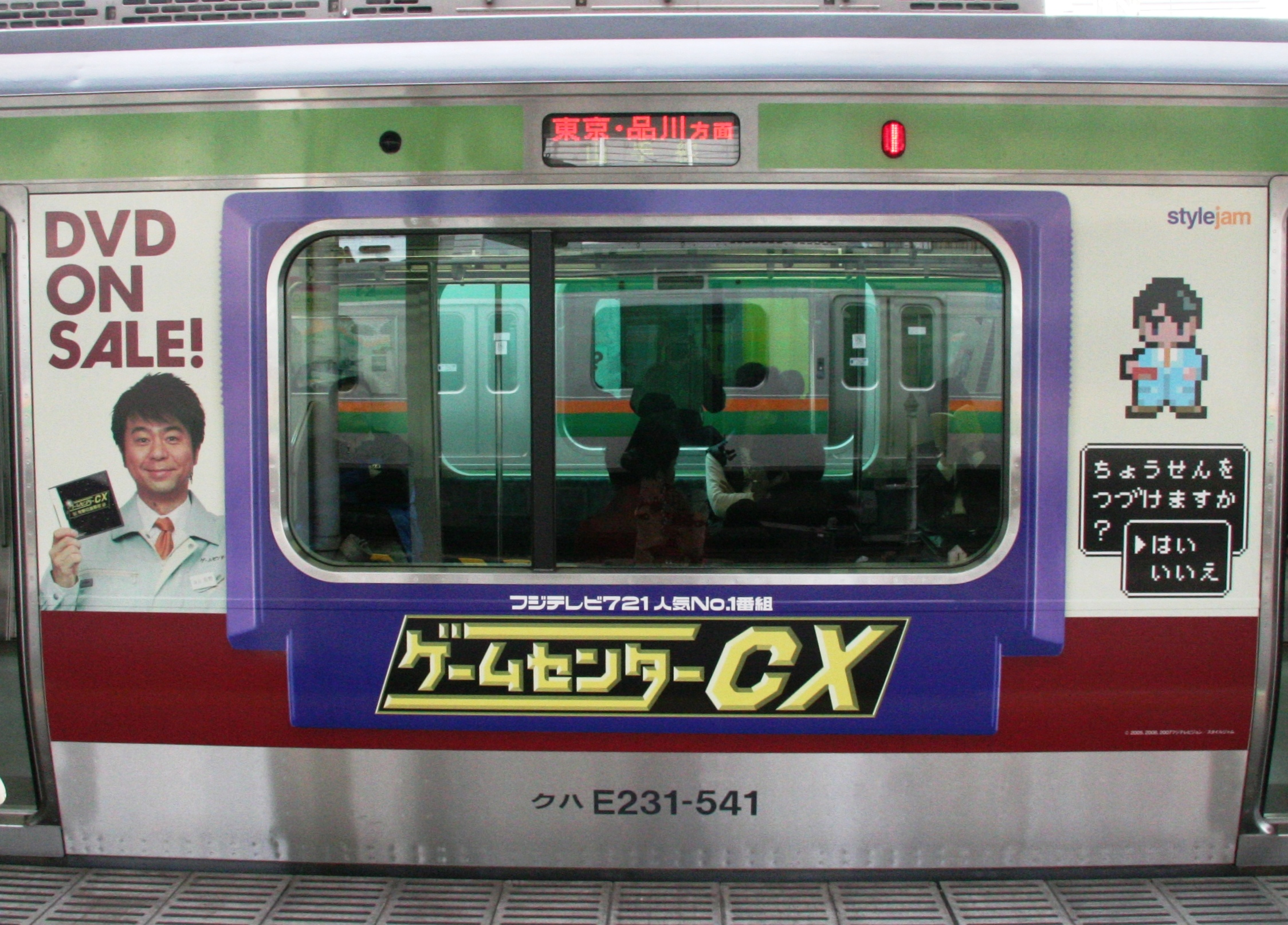
側面